# Église Saint-Caprais d'Auger-Saint-Vincent
L'église Saint-Caprais-et-Saint-Vincent est une église catholique paroissiale située à Auger-Saint-Vincent, dans l'Oise, en France. Ses origines remontent au moins aux années 930 / 940, quand Raoul II de Vexin donne le patronage de la cure au prieuré Saint-Arnoul de Crépy-en-Valois. Une petite église romane est construite au premier quart du XIIe siècle, et des éléments de sa nef et de son chœur sont englobées dans la construction actuelle. À partir du milieu du XIIe siècle et jusqu'au début du XIIIe siècle, puis à la fin du XVe siècle et au milieu du XVIe siècle, l'église est agrandie à six reprises, et le plus souvent, les adjonctions ne portent que sur une seule travée, de sorte que l'édifice actuel est d'une complexité déconcertante. À l'extérieur, il offre toutefois une image assez harmonieuse, car les différentes campagnes de construction sont pour la plupart très rapprochées, si bien que les ruptures stylistiques trop évidentes sont évitées. Le clocher du milieu du XIIe siècle est imposant, et coiffé d'une élégante flèche de pierre. À l'intérieur, l'église présente aussi un réel intérêt, et surprend par son unicité spatiale, qui a été obtenue au détriment de son unicité architecturale. Les deux voûtes d'ogives du chœur des années 1150 / 1160, très bombées et encore archaïques, sont sans doute les éléments les plus remarquables, ainsi que les peintures murales. L'église n'a pas encore été classée aux monuments historiques. En 2012, la municipalité s'est engagée dans un plan de restauration pluriannuel, qui porte sur cinq tranches, dont la première est terminée. Auger-Saint-Vincent n'est plus une paroisse indépendante depuis le milieu des années 1990, et l'église est affiliée à la paroisse Saint-Sébastien de Crépy-en-Valois. Les messes dominicales y sont célébrées à titre irrégulier, le dimanche à 9 h 30.

## Localisation

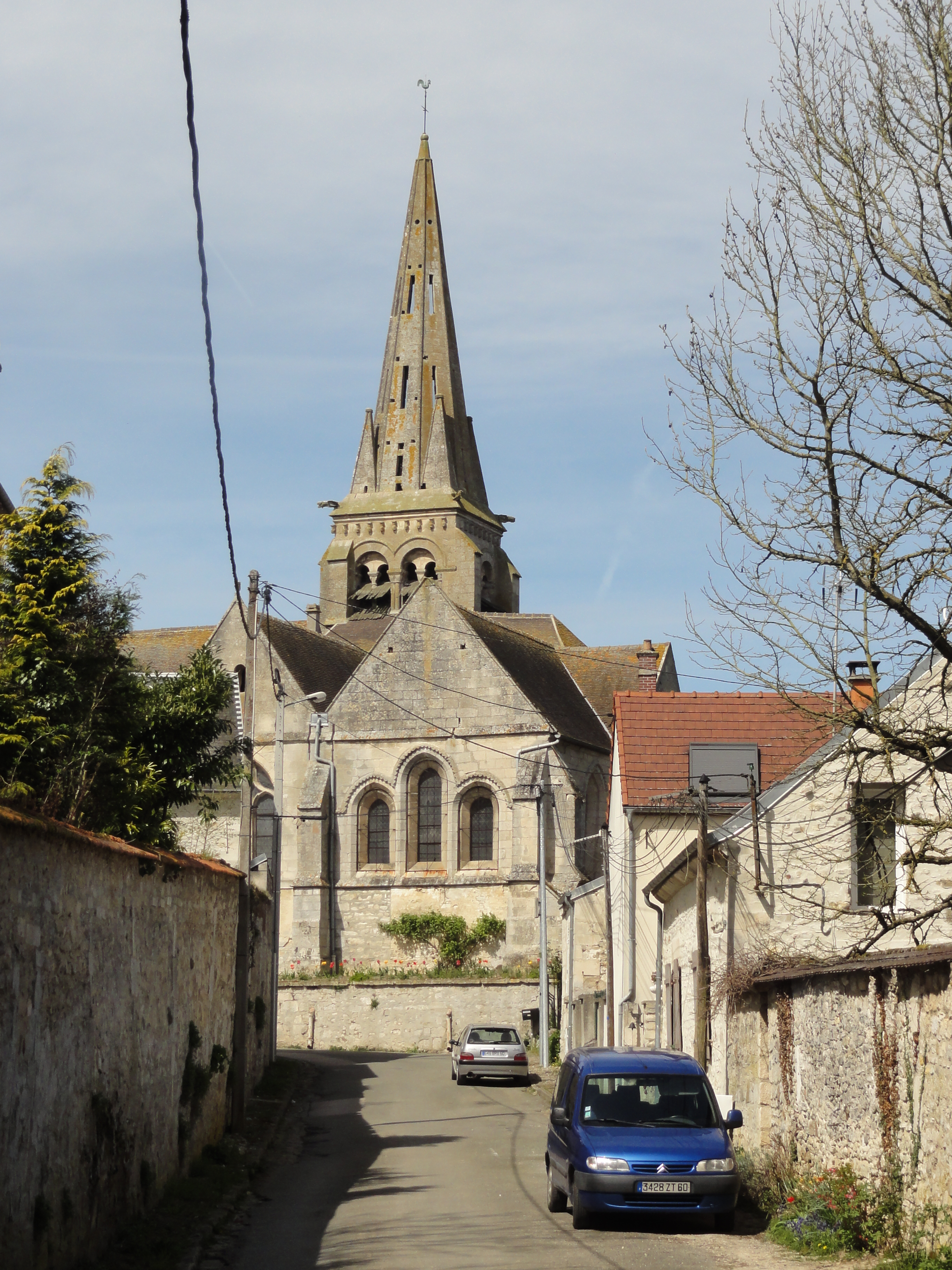
Vue depuis le sud (rue Sainte-Marie).

L'église Saint-Caprais est située en France, en région Hauts-de-France et dans le département de l'Oise, dans le Valois, près de Crépy-en-Valois et de la vallée de l'Automne, sur la commune d'Auger-Saint-Vincent, au milieu du village, place Saint-Vincent / rue Sainte-Marie. La place Saint-Vincent est une courte rue perpendiculaire à la rue principale du village, la RD 98, appelée rue Rambure au nord et rue du Raguet au sud du carrefour où débouche la place. La façade occidentale donne sur la place, ainsi que l'élévation septentrionale de la nef. L'élévation septentrionale du clocher et de la chapelle latérale nord du chœur vient d'être dégagée d'un bâtiment mitoyen, et est désormais accessible. L'on peut également passer derrière le chevet, mais la proximité des murs de clôture des propriétés voisines ne permet pas de bénéficier d'une vue d'ensemble de cette élévation. En revanche, un terrain municipal dédié à la détente et aux loisirs à l'ouest de la façade occidentale permet de contempler celle-ci en prenant du recul. La rue Sainte-Marie commence à l'angle sud-ouest de la façade, puis longe l'élévation méridionale de l'église avant de changer de direction et de continuer vers le sud.

## Histoire

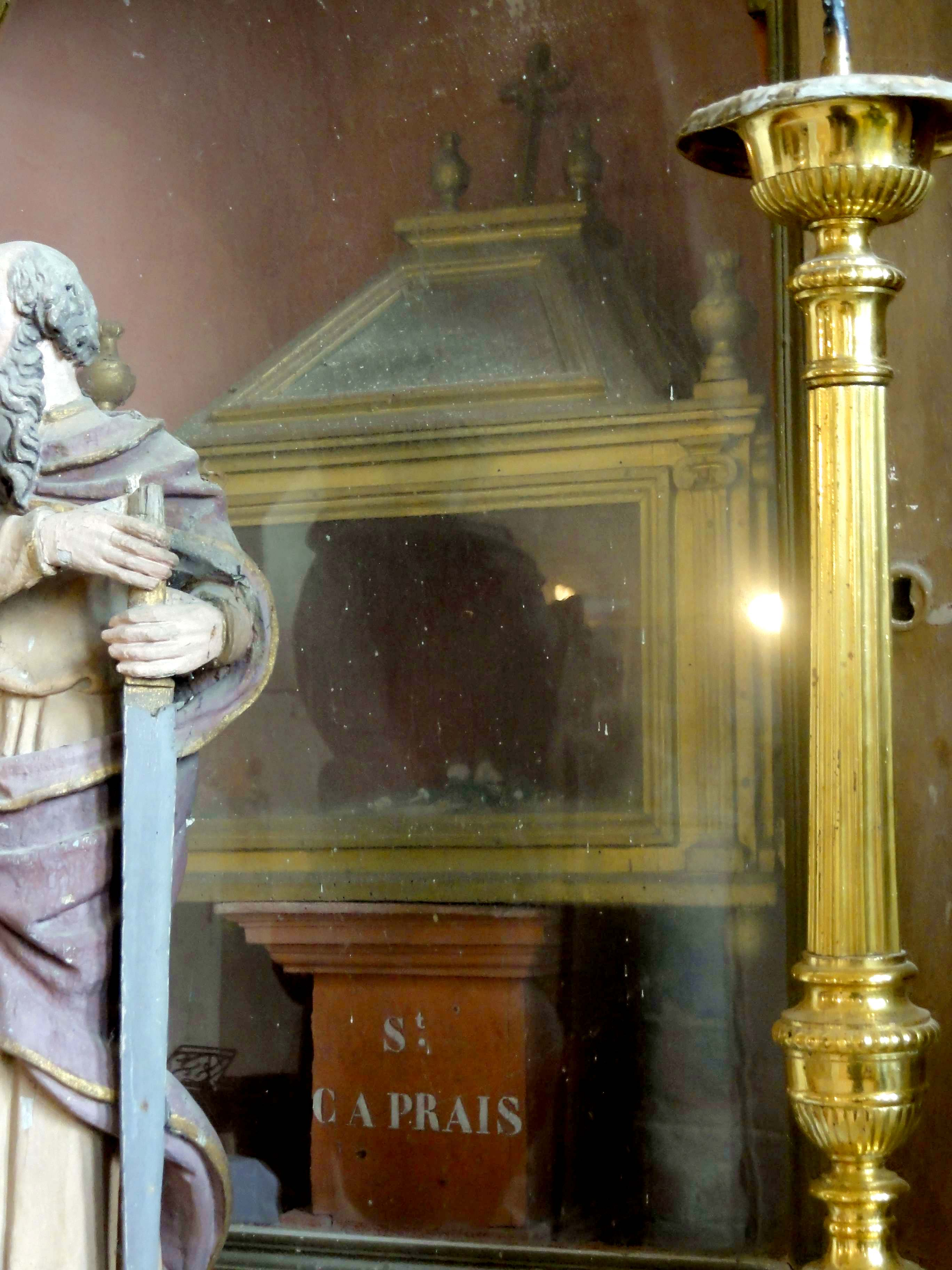
Châsse de saint Caprais.

L'église est consacrée à saint Caprais d'Agen, et conserve des reliques de son saint patron. Son second patron est saint Vincent de Saragosse. Les origines de la paroisse ne sont pas connues. Raoul II de Vexin, comte de Vexin, d'Amiens et de Valois de 926 jusqu'à sa mort en 943, donna la seigneurie, la haute, moyenne et basse justice et le patronage de la cure au chapitre du prieuré Saint-Arnoul de Crépy-en-Valois. Il demeure le collateur de la cure sous tout l'Ancien régime. Sur le plan de la hiérarchie ecclésiastique, la paroisse relève du doyenné de Crépy-en-Valois du diocèse de Senlis. Eugène Müller mentionne une confrérie de Saint-Caprais. « L'on y distribuait son image « gravée par Humblot à Paris par les soins de Messire Jean Didier prêtre, curé d'Auger-Saint-Vincent, en 1754 ». Le saint y est représenté dans une série de scènes, en évêque, bénissant une femme agenouillée (Sainte Foi), lisant dans la solitude, encourageant ses disciples au martyre, assommé au milieu d'eux à coups de maillet ». Sous le Concordat de 1801, le diocèse de Senlis est définitivement supprimé, et l'ensemble des paroisses sur le territoire du département de l'Oise sont rattachées au diocèse de Beauvais, en attendant le rétablissement du diocèse de Beauvais en 1822. Auger-Saint-Vincent en fait désormais partie,. Jusqu'au début des années 1990, le village est resté le siège d'un secteur paroissial, avec un curé résidant sur place. Avec la création de quarante-cinq nouvelles paroisses à l'échelle du diocèse en 1996, l'ancienne paroisse d'Auger, dont dépend notamment Trumilly, devient une communauté au sein de la paroisse Saint-Sébastien de Crépy-en-Valois. Les messes dominicales sont célébrées en l'église Saint-Caprais certains dimanches à 9 h 30, en alternance avec les autres églises villageoises à l'ouest de Crépy-en-Valois.

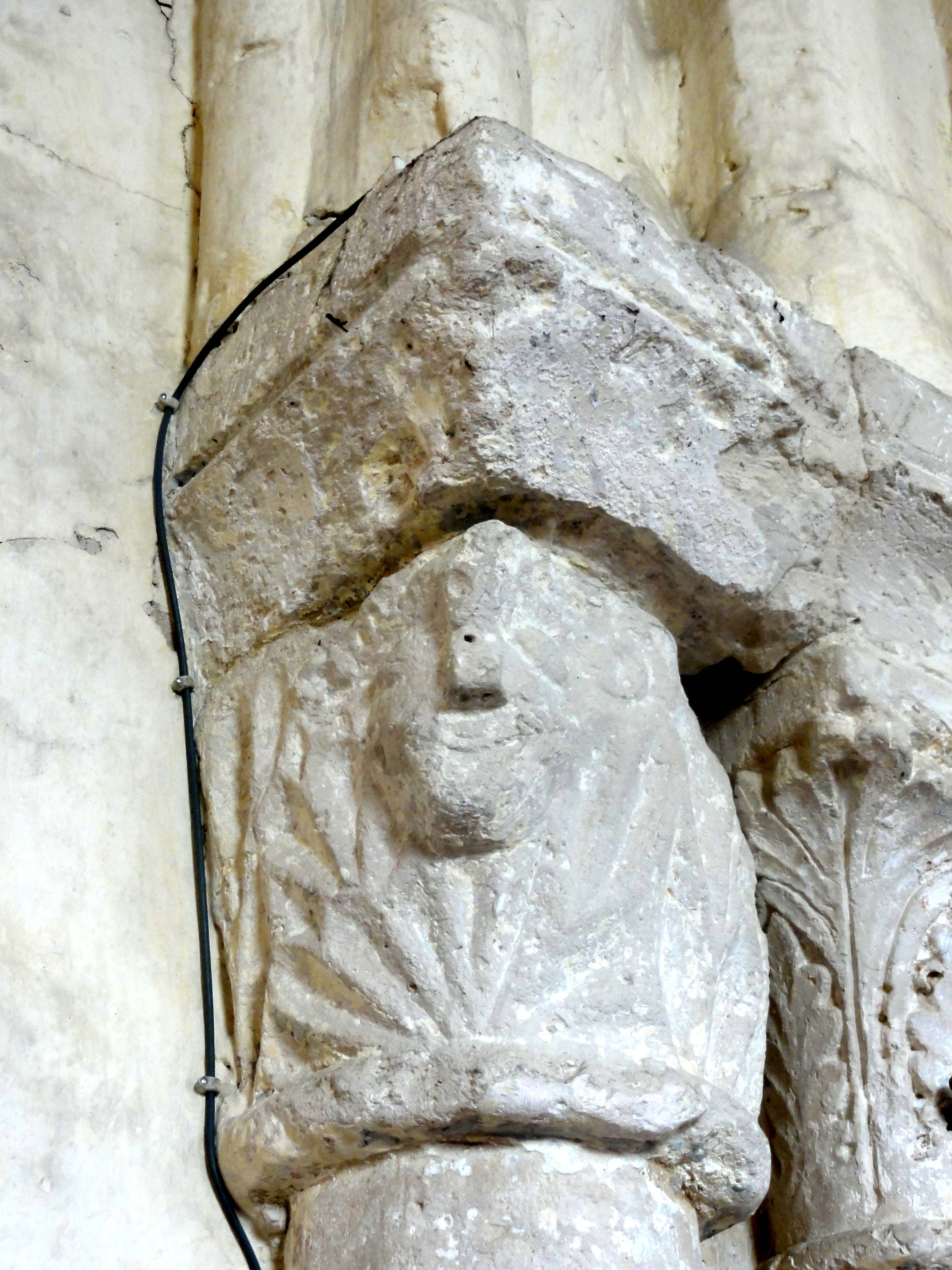
Chapiteau du 1er quart du XIIe siècle, dans le chœur.

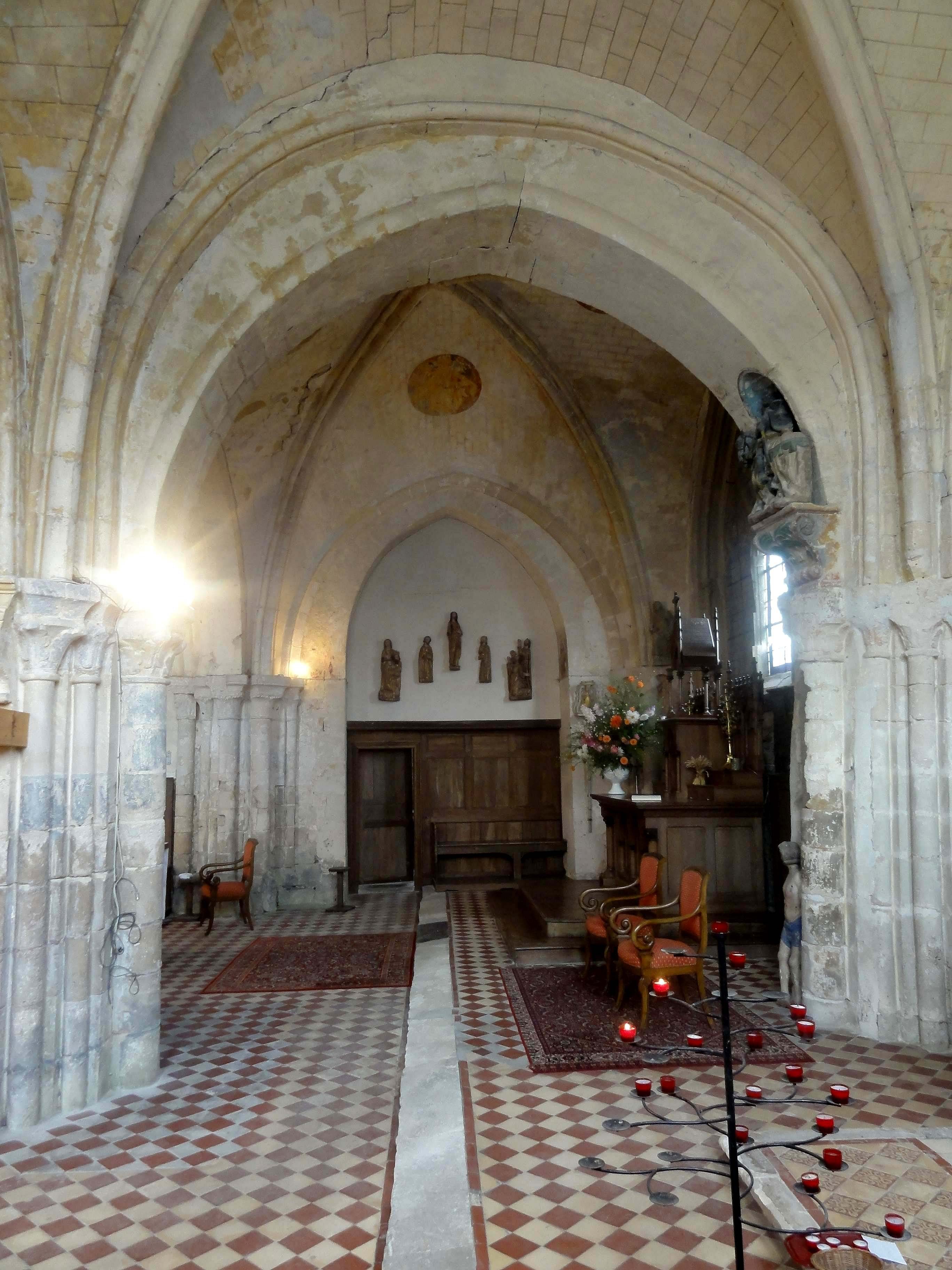
Collatéral sud, 2e travée, vue vers le nord.

L'on ignore tout sur les premiers édifices de culte du village. Une petite église romane est bâtie au cours du premier quart du XIIe siècle. Elle se compose d'une nef-grange non voûtée et d'un chœur, dont le type de voûtement ne peut être précisé avec certitude. La façade occidentale (sauf le portail, qui est postérieur), le mur nord de la nef avec un portail bouché, et le mur nord du chœur avec trois chapiteaux de facture grossière en subsistent à ce jour. Vers le milieu du XIIe siècle, à la période de transition du roman vers le gothique, un clocher est ajouté au nord du chœur. Quelques années plus tard, au cours des années 1150 / 1160, l'église est agrandie pour une seconde fois : le chœur est prolongé d'une travée. La voûte de la première travée du chœur est refaite à la même occasion. Avant la fin du XIIe siècle, l'église est agrandie pour une troisième fois par une adjonction d'une chapelle carrée au sud de la seconde travée du chœur. Elle est empreinte du style gothique primitif. Un nouveau portail du même style est plaqué devant la façade romane. Au début du XIIIe siècle, la nef est dotée d'un bas-côté unique au sud. Toujours au cours du XIIIe siècle, le chevet est lui aussi remanié, cette fois-ci dans le style gothique rayonnant : Il est percé d'une vaste baie, qui est équipé d'un élégant remplage. Remplacé ultérieurement par un réseau gothique flamboyant, seulement l'encadrement de fines colonnettes et de minces tores en subsistent à ce jour, et la baie flamboyante est elle-même en plus grande partie bouchée. La guerre de Cent Ans occasionne certainement des dégâts, et devrait expliquer la réfection du remplage de la baie centrale du chevet dans le style flamboyant. Les autres travaux effectués à la fin du XVe siècle et vers le milieu du XVIe siècle portent toutefois sur des agrandissements. Il s'agit de l'adjonction d'une chapelle dans l'angle entre clocher et seconde travée du chœur, à la fin du XVe siècle, et de la construction d'une chapelle au sud de la première travée du chœur, entre le bas-côté de la nef et la chapelle existante. Cette chapelle est de style Renaissance, et afin de mieux se raccorder avec le bas-côté, sa seconde travée est exhaussée, et la pile sud-ouest de la première travée du chœur est reprise en sous-œuvre pour être remplacée par une grosse colonne isolée.
Depuis le milieu du XVIe siècle, l'église Saint-Caprais se présente ainsi sous sa forme actuelle, hormis le bouchage du portail latéral de la nef et des baies du chevet, et l'obturation des arcades au nord du chœur, qui remontent peut-être à une date plus récente. Dans son ensemble, l'église Saint-Caprais est un édifice de caractère, dont les différentes parties sont relativement bien conservées à l'extérieur, et reflètent bien les styles de leurs différentes époques de construction. Les dates très rapprochées de la plupart des travées évitent des ruptures de style trop abruptes, avec toutefois quelques exceptions. À l'intérieur notamment, l'église offre un aspect particulièrement hétérogène, et s'avère être d'une complexité déconcertante. Cette impression est en grande partie imputable à la maladresse du raccordement entre la seconde travée du chœur et sa chapelle latérale au sud, et à des remaniements et restaurations paupérisantes, qui ont apporté la destruction de l'arc triomphal gothique et fait disparaître des colonnettes à chapiteaux. Procédant à grand renfort de plâtre, les restaurateurs des XVIIIe et XIXe siècles ont dénaturé de nombreux détails de la modénature et de la sculpture. L'église n'a pas été inscrite ou classée aux monuments historiques à cette date. Elle a bénéficié de quelques travaux de restauration en 1973 (réparation de la toiture) et 1989 (plafond près de l'entrée). Plus récemment, en 2012, la commune s'est engagée dans un plan de restauration pluriannuel, qui comporte cinq phases. La première, terminée en 2013, concerne l'intérieur de la nef ; le ravalement et la restauration de la façade occidentale ; la dépose et le remplacement du chéneau entre les deux chapelles du sud ; et le nettoyage des noues. Les frais de 55 839 € ont été partagés par la commune, le conseil général de l'Oise, la Fondation du patrimoine et l'Association de sauvegarde de l'église d'Auger-Saint-Vincent.

## Description

### Aperçu général

Plan de l'église.

Un peu irrégulièrement orientée, avec une déviation de l'axe vers le nord-est du côté du chevet, l'église se compose d'une nef de deux travées ; d'un unique bas-côté au sud, dont la deuxième travée est plus élevée que la première ; d'un chœur de deux travées au chevet plat ; et d'un collatéral sud du chœur qui compte également deux travées ou chapelles et se termine aussi par un chevet plat. Il est établi dans la suite du bas-côté de la nef. Les autres parties de l'église ne communiquent pas avec le reste de l'espace intérieur. Il s'agit de la base du clocher au nord de la première travée du chœur, et de la chapelle servant de sacristie sud de la première travée du chœur. Aucune travée ne ressemble à une autre. La nef est recouverte d'une fausse voûte en berceau. La première travée du bas-côté est munie d'un plafond plat en bois, tandis que le plafond de la seconde travée est le revers de son toit en appentis. Les quatre travées orientales sont voûtées d'ogives. On accède à l'église par le portail occidental de la nef. La base du clocher et la sacristie disposent également de petites portes. La nef possède un toit à deux rampants, avec pignon à l'ouest. Le bas-côté est recouvert de deux toits en appentis dont la déclivité n'est pas la même. Les deux chapelles du collatéral bénéficient de toits en bâtière avec deux pignons indépendants du côté sud. Le chœur présente un toit de type très composite. Il se termine par une section à deux rampants avec pignon au chevet, mais plus à l'ouest, il comporte une croupe regardant vers l'est, et au sud du clocher, il prend la forme d'un toit en appentis prenant appui contre le clocher. Près du clocher, la sacristie montre un toit à deux rampants parallèle au vaisseau central, tandis que la majeure partie de la sacristie présente un toit en bâtière avec pignon au nord, à l'instar des chapelles au sud du chœur.

### Intérieur

#### Nef et bas-côté

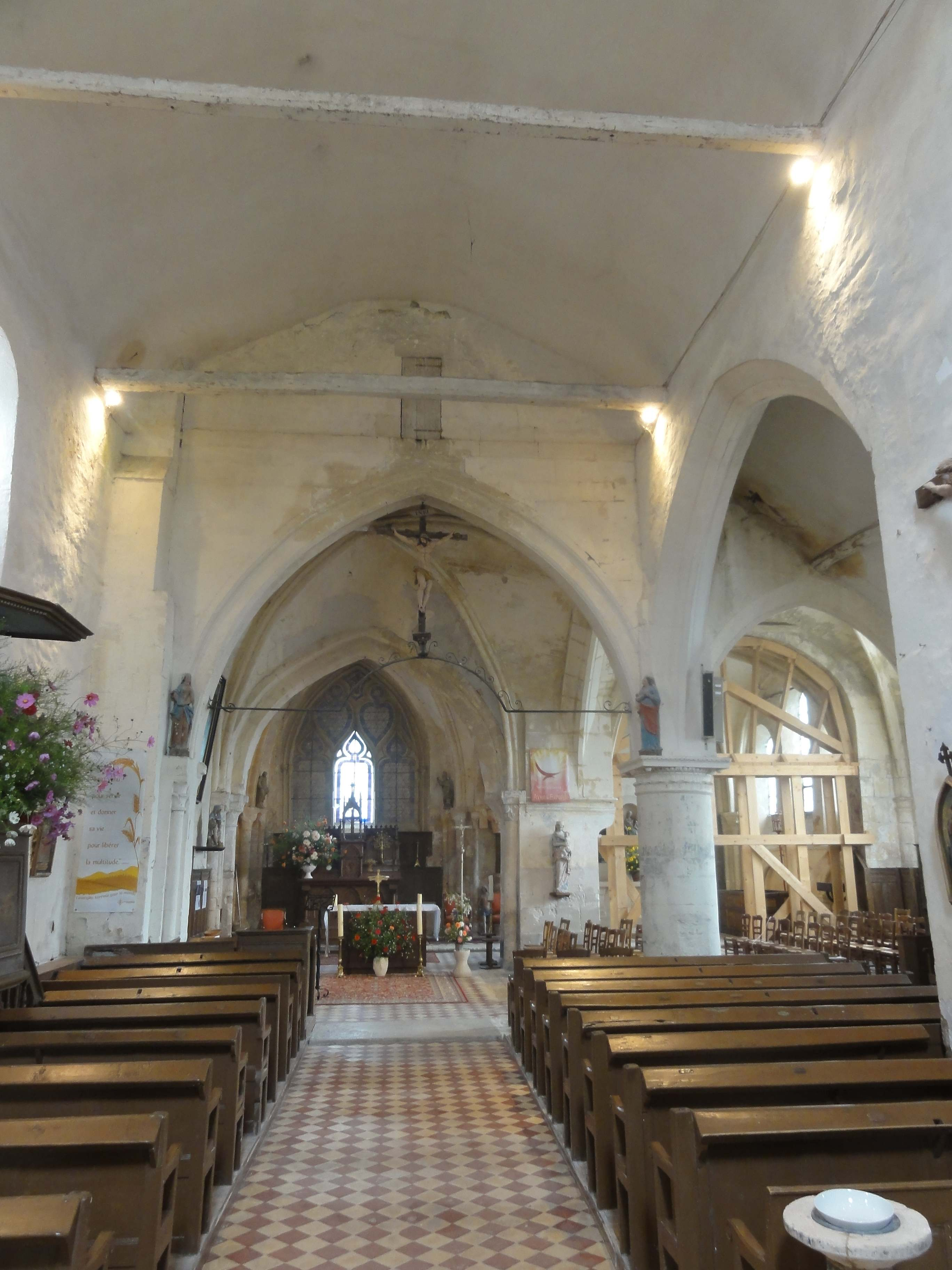
Nef, vue vers l'est.

Comme pour la plupart des nefs uniques de la même époque dans la région, dont Rully et Saint-Vaast-de-Longmont, le caractère roman de la nef tient à peu de chose à l'intérieur de l'église : ce sont, pour l'essentiel, les proportions, la position des fenêtres, et la grande sobriété. Les caractéristiques proprement romans ont en grande partie disparu avec les restaurations successives : ce sont la charpente apparente, lambrissée ou non ; le type d'enduit ; le revêtement du sol ; et les peintures murales, dont décor peint dans l'ébrasement des fenêtres et sur le pourtour des baies, les croix de consécration, etc. Dans quelques rares églises seulement, dont Rhuis et Rocquemont, la situation au XIIe siècle a été restituée. En l'occurrence, la blancheur des murs, la fausse voûte en berceau et les carreaux du sol sont les principaux éléments qui rompent avec les usages à la période romane. De la charpente, l'on n'aperçoit que les trois entraits. À l'ouest, le portail est surmonté d'un arc de décharge en plein cintre, qui subsiste du portail primitif. La fenêtre au-dessus est de dimensions considérables. Elle s'ouvre au-dessus d'un fort glacis, mais n'est que légèrement ébrasée. Les deux fenêtres latérales du côté nord sont situées plus bas, mais proche du sommet du mur. Il n'y a plus de fenêtre au sud.
Les deux grandes arcades en tiers-point et les deux fenêtres au nord suggèrent deux travées. La première arcade est assez basse, et non moulurée. Selon Dominique Vermand, elle aurait été percée au début du XIIIe siècle. La deuxième grande arcade est très élevée, et a les mêmes dimensions que l'arc triomphal actuel. Ces deux arcades attirent le regard vers les travées voisines, et plus particulièrement le chœur et son collatéral. Les deux arcades ne partagent pas le même profil, bien que retombant ensemble sur le tailloir carré d'un pilier monocylindrique du milieu du XVIe siècle. Le décor du tailloir et de la frise tenant lieu de chapiteau fait appel à des motifs de la Renaissance, dont des oves, des perles et des feuilles d'acanthe stylisées, sans pour autant imiter aucun ordre antique. Des frises comparables se trouvent dans l'église de Maffliers. Une pomme de pin est suspendue sous chaque angle. Les griffes d'angle de la base renouent avec la tradition rompue au XIIIe siècle. Au-dessus de l'arcade vers le chœur, une trappe permet d'accéder aux combles moyennant une échelle ; à gauche de l'arcade, un contrefort du clocher fait saillie dans la nef. Pour venir au bas-côté, il rappelle l'église d'Ormoy-Villers par la hauteur différente de ses deux travées. La fenêtre occidentale et la fenêtre latérale de la première travée sont en arc brisé, et inhabituellement petites pour le début du XIIIe siècle. Elles correspondent à la modestie de la construction, dont la largeur réduite ne permet de loger qu'un rang de bancs dans le sens longitudinal. Comme déjà évoqué, la première travée abrite les fonts baptismaux. L'intérêt de cette travée réside dans son dais en bois entièrement peint, dont les motifs se poursuivent sur l'intrados de l'arcade (voir le chapitre Mobilier). Les deux fenêtres carrées de la seconde travée sont irrégulièrement réparties, et paraissent tronquées, comme si le mur n'avait pas été porté à sa hauteur prévue. L'arcade vers la chapelle latérale du chœur affiche le même profil gothique flamboyant que celle vers la nef.

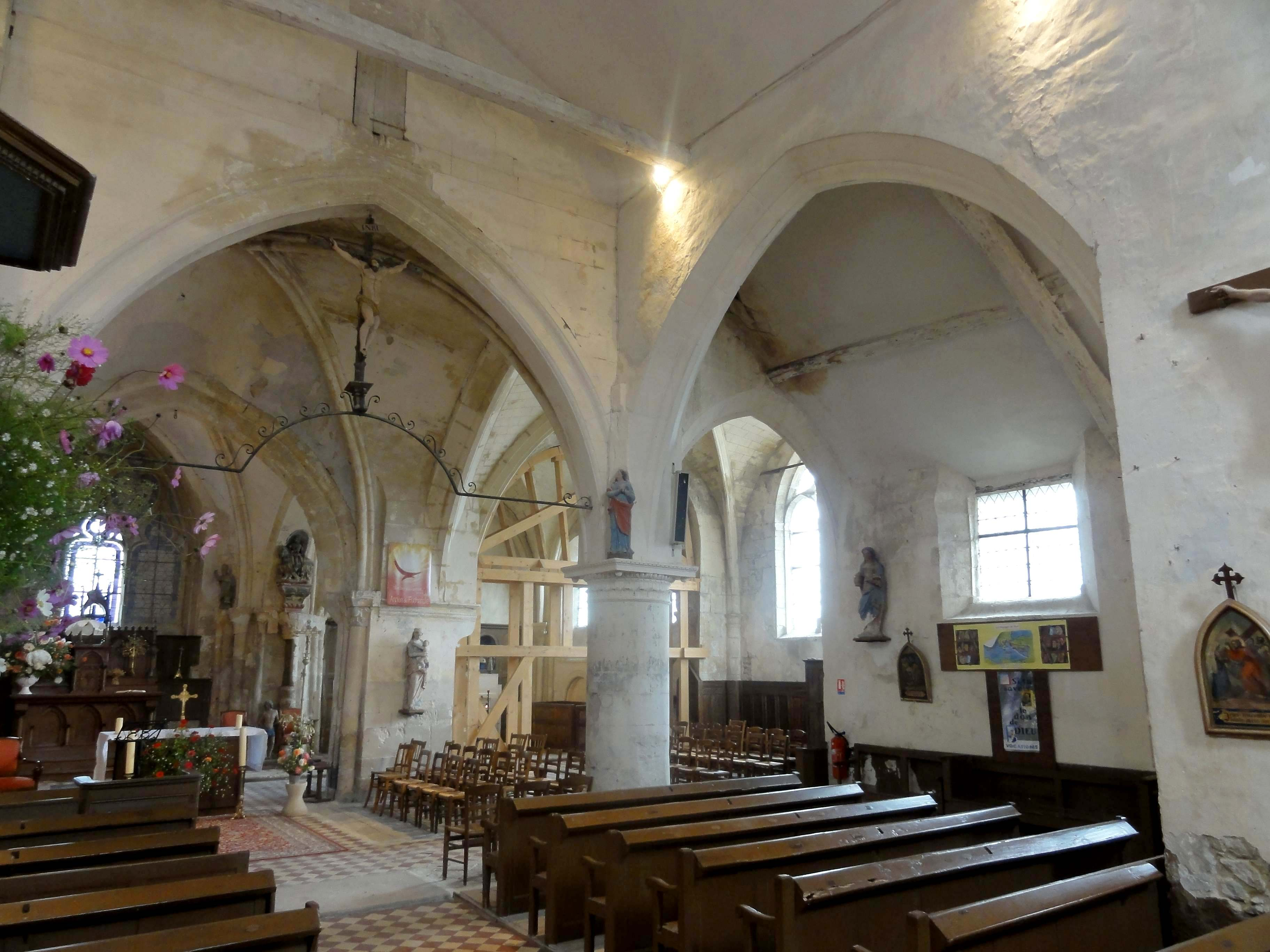
Nef, angle sud-est ; arcades du XVIe siècle.
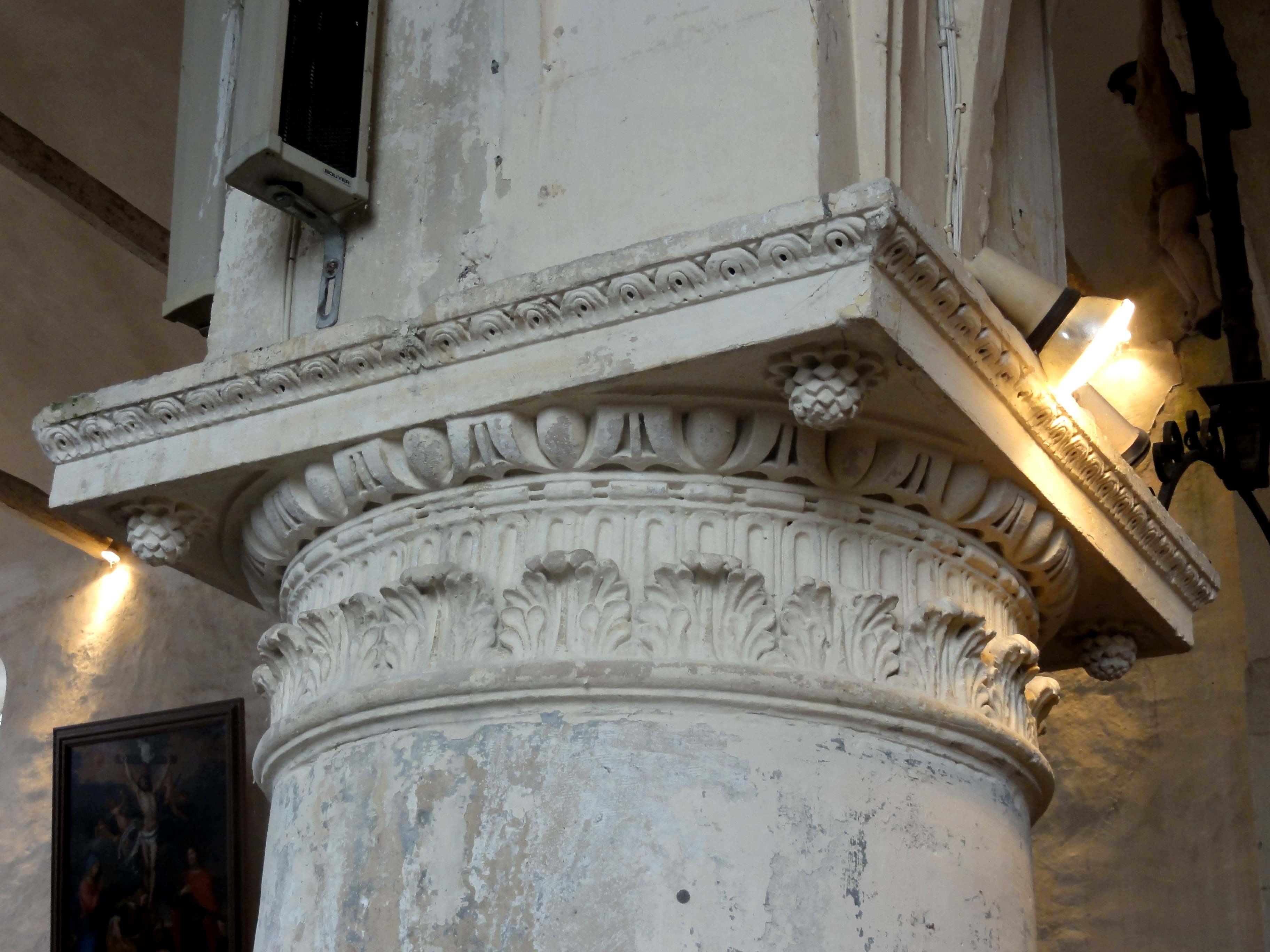
Chapiteau Renaissance du pilier isolé.
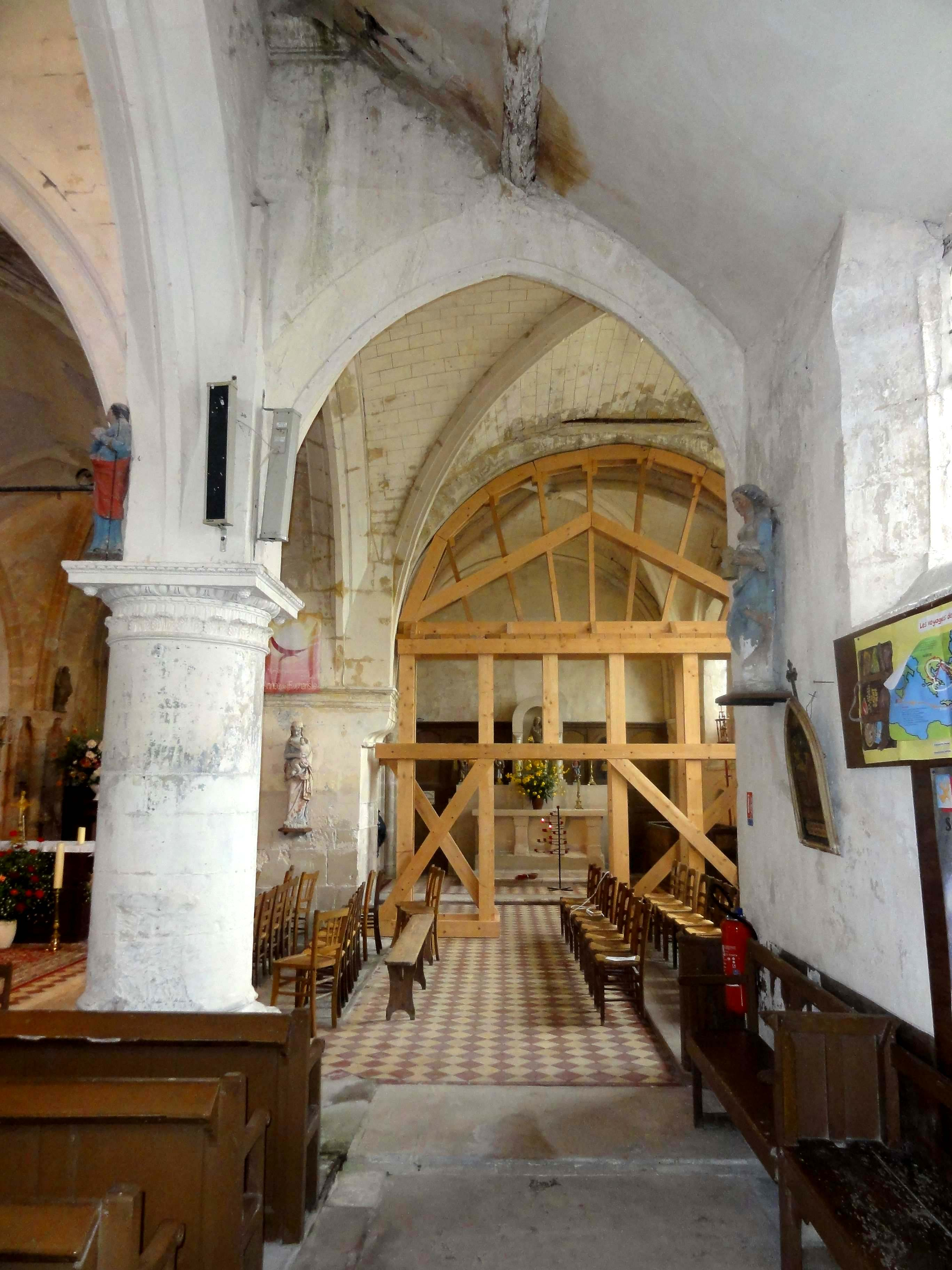
Bas-côté, vue vers l'est dans le collatéral.
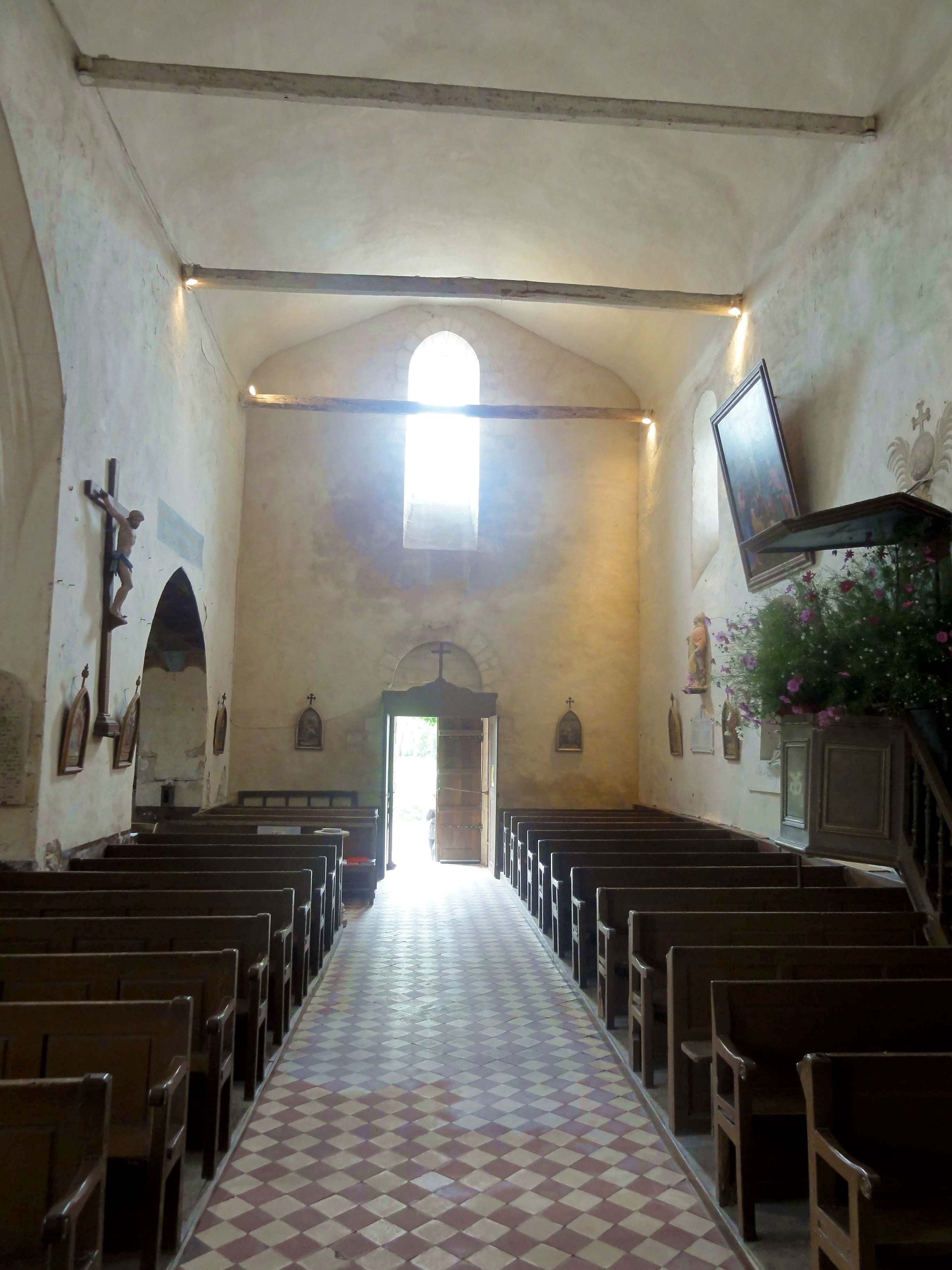
Nef, vue vers l'ouest.
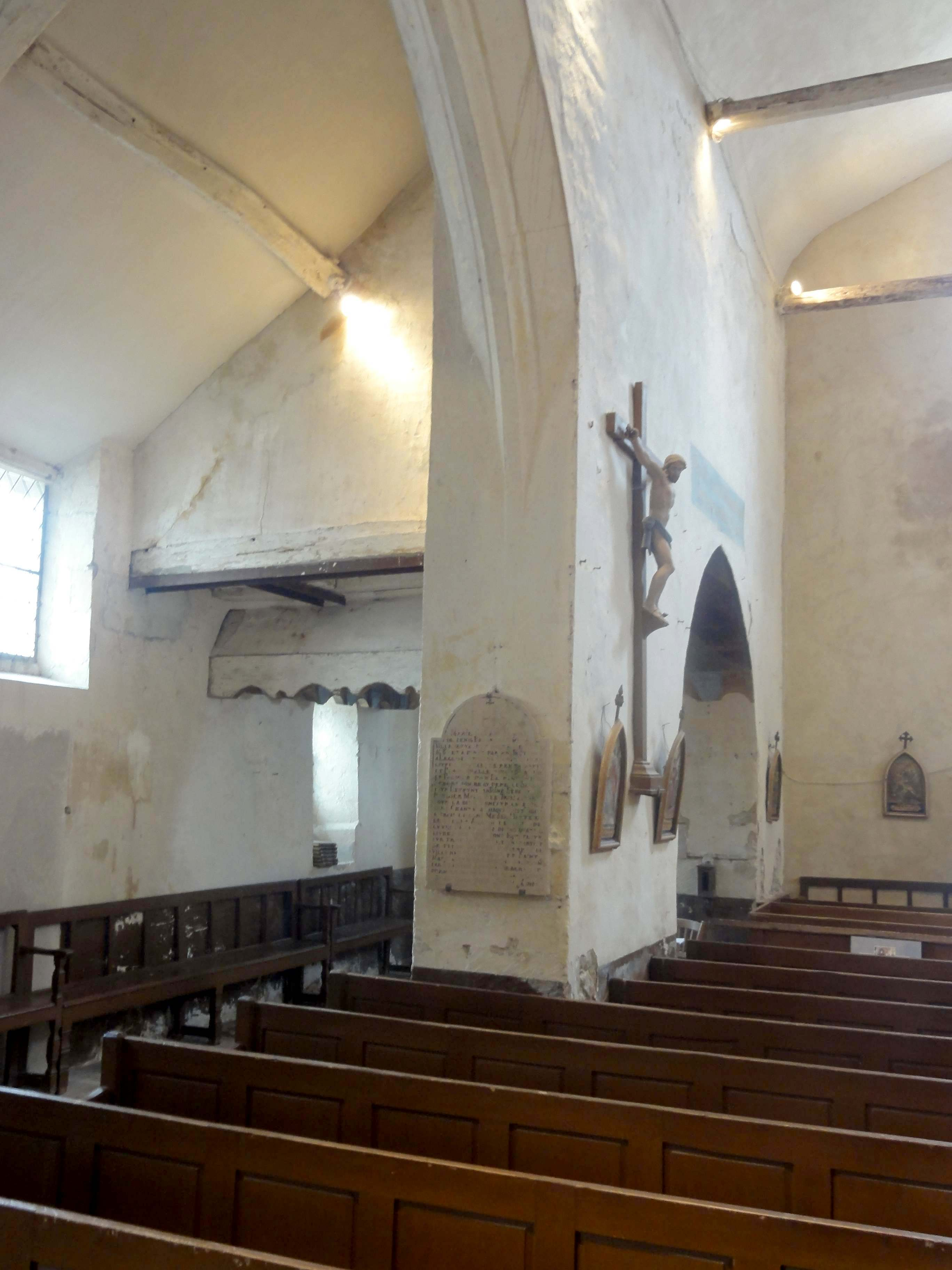
Bas-côté et nef, vue vers l'ouest.
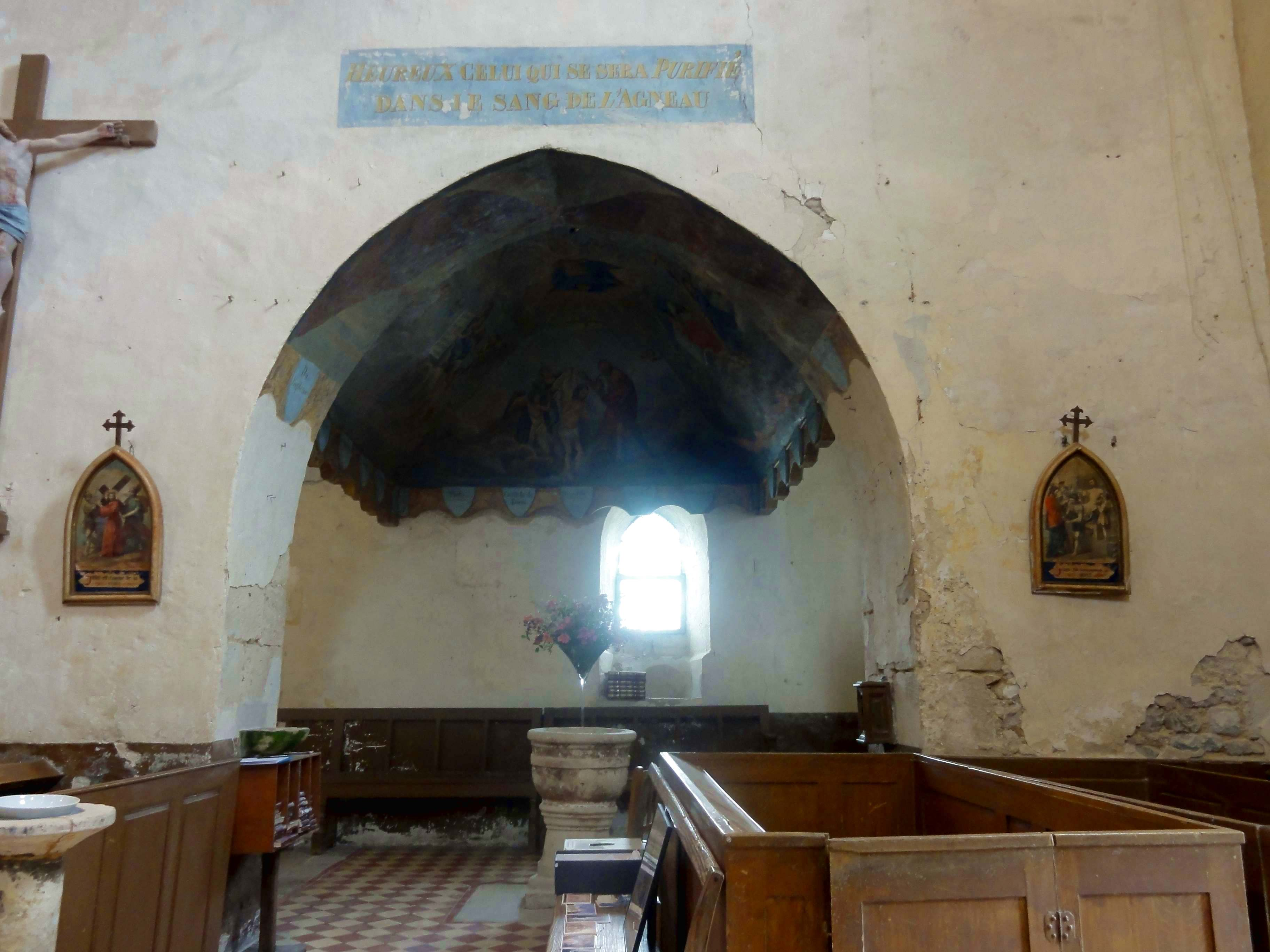
Vue vers le sud dans la chapelle baptismale.

#### Chœur

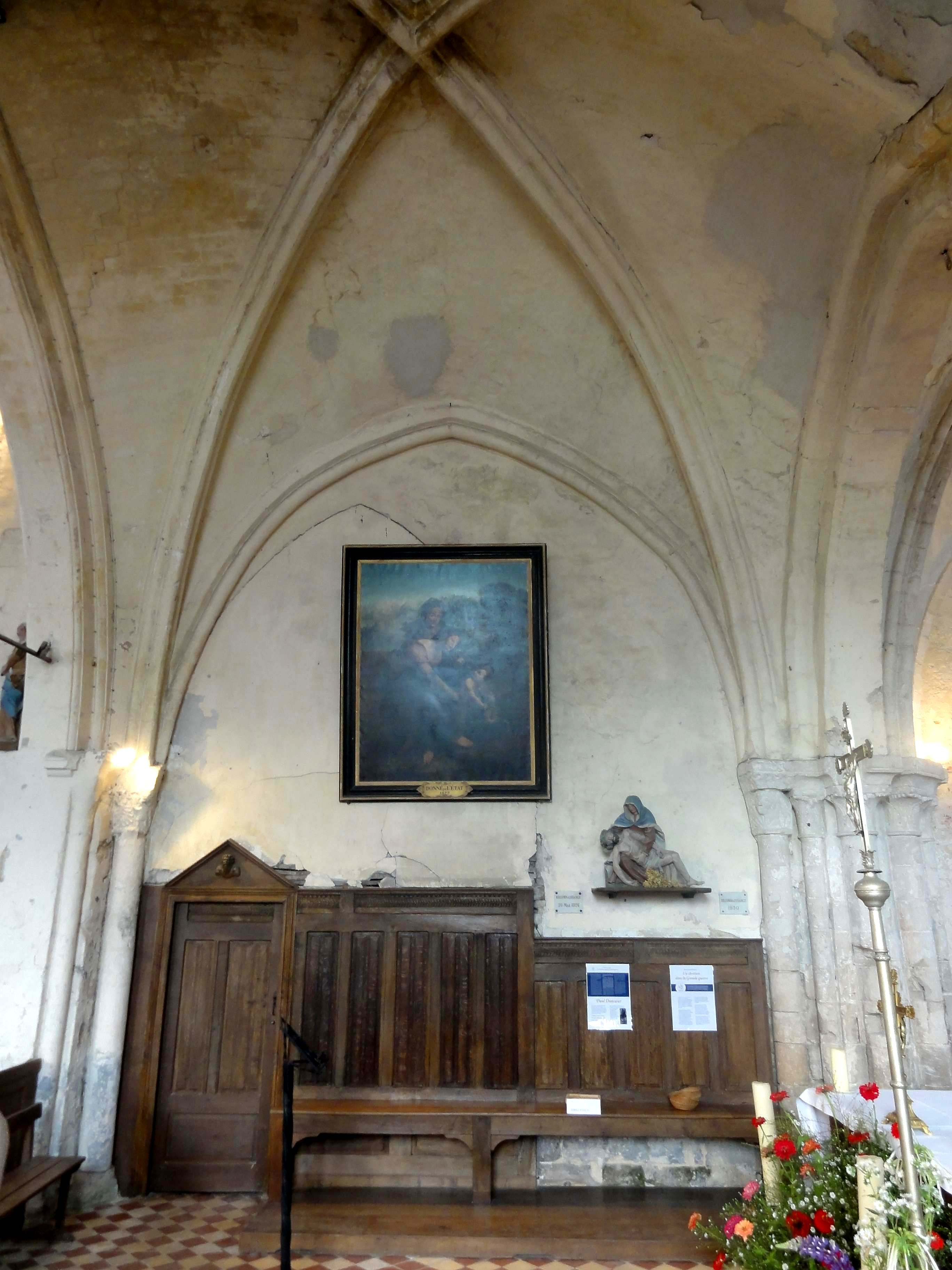
Chœur, 1re travée, vue vers le nord.

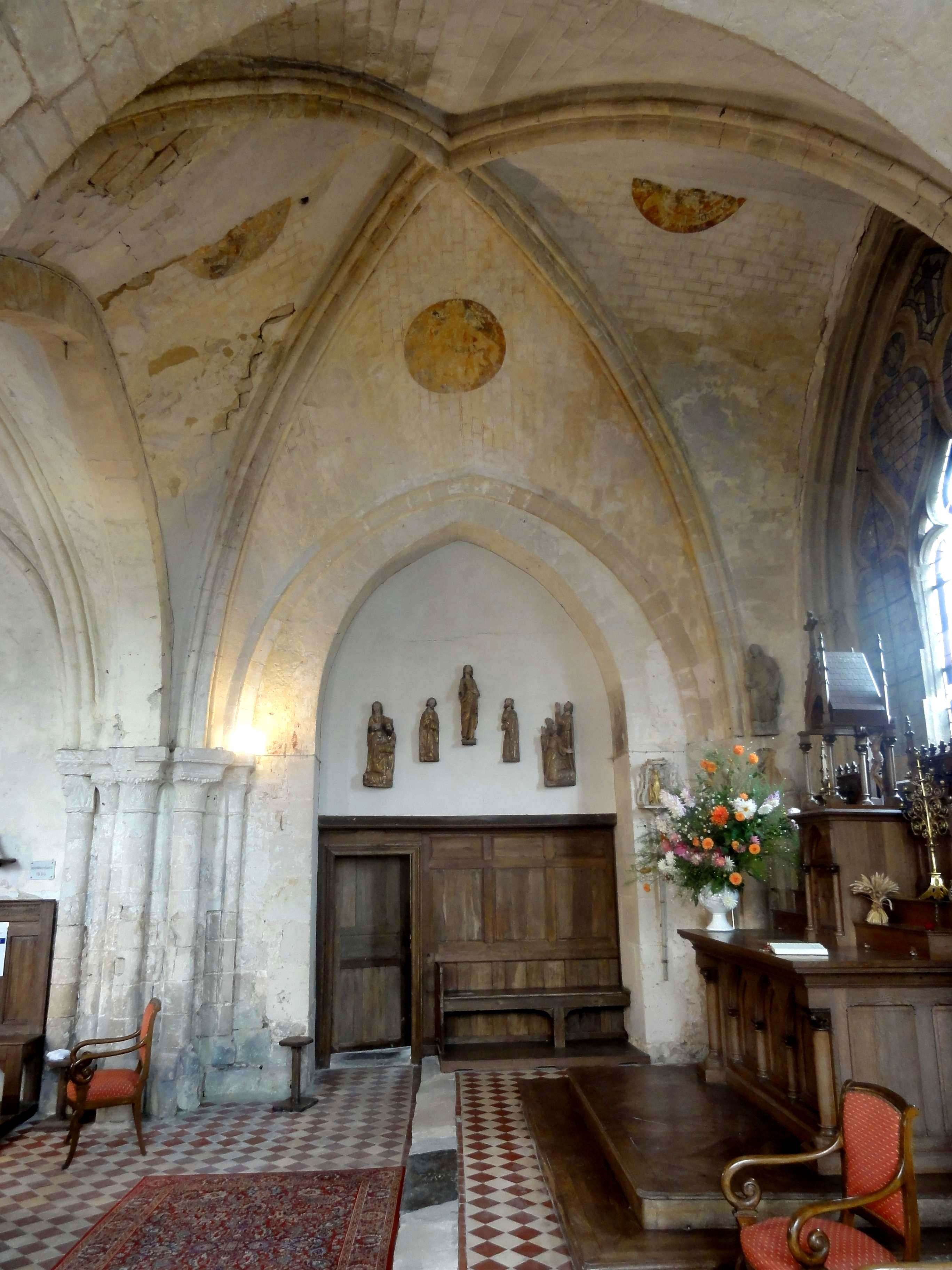
Chœur, 2e travée, vue vers le nord.

L'unicité architecturale de la première travée du chœur a été sacrifiée à la faveur de l'unicité spatiale entre nef, bas-côté, la première travée du chœur et sa chapelle latérale sud, moyennant la reprise en sous-œuvre de la pile sud-ouest, et son remplacement par une colonne unique. La voûte très bombée des années 1150 / 1160 est donc délimitée par un doubleau de la Renaissance à l'ouest, et par un doubleau de profil flamboyant au sud, qui est tout à fait analogue à la deuxième grande arcade de la nef. Initialement, la voûte actuelle a pu s'ouvrir par un arc triomphal de profil torique, car le formeret qui subsiste encore au nord, contre le mur du clocher, témoigne encore du grand soin avec lequel la voûte avait été construite. Les ogives sont au profil de trois tores accolés, dont celui du milieu est proéminent. La clé de voûte n'est pas décorée : les ogives s'y croisent simplement. C'est un constat fréquent pour les premières voûtes d'ogives, à la fin de la période romane et au début de la période gothique. Dans trois angles, les ogives retombent sur les tailloirs de colonnettes à chapiteaux du premier quart du XIIe siècle ; Dominique Vermand insiste sur l'antériorité de ces supports à la voûte. Les chapiteaux sont sculptés de palmettes assez primitives, et de têtes d'angle d'une facture naïve. Dans l'angle nord-ouest, au nord de l'arc triomphal, l'on voit encore les vestiges d'un petit chapiteau qui correspondait au rouleau supérieur de cette arcade. Dans l'angle nord-est, au nord du doubleau vers la seconde travée, un faisceau de quatre colonnettes à chapiteaux des années 1150 / 1160 se joint au support du premier quart du XIIe siècle, et reçoit l'arcade à deux rangs de claveaux non moulurés, mais simplement chanfreinés, ce qui étonne dans le contexte donné. L'on note le profil identique des tailloirs par rapport à ceux du premier quart du XIIe siècle. Les chapiteaux sont sculptés de palmettes un peu plus abouties, et ont des astragale plus épais, ce qui souligne que l'on se trouve malgré tout face à deux campagnes de construction distinctes. Au sud, seule la colonnette du rouleau supérieur subsiste. Les deux autres fûts ont été supprimés. Leurs chapiteaux ont été transformés en cul-de-lampe, et privés de leur sculpture.
La deuxième travée est des mêmes dimensions que la précédente, et sa voûte est également largement analogue. Elle conserve des peintures murales (voir le chapitre Mobilier). Les supports s'organisent d'une manière différente. Si le doubleau vers la première travée paraît comme étant à double rouleau en regardant depuis l'ouest, il n'est qu'à simple rouleau en regardant depuis l'est. Dans le faisceau de quatre colonnettes au nord du doubleau, le fût à droite de celui correspondant au rouleau inférieur est donc réservé à l'ogive. Ces deux fûts sont du même diamètre. Les fûts du rouleau supérieur côté ouest, et du formeret au nord de la seconde travée sont plus minces. L'on note que contrairement à la première travée, le chapiteau et le tailloir de l'ogive sont plantés de biais, face à l'ogive, ce qui est le cas le plus fréquent pendant la seconde moitié du XIIe siècle. Ce détail souligne encore que la première travée a bien été revoûtée en réemployant des supports plus anciens. Une particularité existe au chevet. Ici, les supports ne se situent pas dans les angles de la travée, mais un peu en avant, ce qui donne une courte section voûtée en berceau, et une niche d'autel. L'on trouve des faisceaux de trois colonnettes, soit une pour l'ogive, et deux pour les formerets. Les chapiteaux, sculptés de feuilles plates, sont très abîmés. Une vaste baie flamboyante occupe toute la largeur du chevet. Elle est cantonnée de deux paires de grêles colonnettes à chapiteaux et surmontée d'une double archivolte torique, qui subsistent de la baie rayonnante du XIIIe siècle. Le remplage actuel est d'une grande élégance, mais la baie est malheureusement bouchée en plus grande partie, ce qui n'est pas motivé par l'existence d'un retable : la raison est plutôt la casse des vitraux et le rechignement à la dépense de les remplacer, que ce soit par du verre blanc. Louis Graves mentionne des vitraux portant la date de 1534, sans préciser si c'est dans cette baie qu'ils se trouvaient. Trois lancettes à tête tréflée se terminent en accolades, qui délimitent deux groupes de trois soufflets asymétriques, flanqués chacun d'une mouchette, et surmontées ensemble d'un septième soufflet, plus petit que les autres. Il reste à mentionner le doubleau vers la chapelle latérale de la fin du XIIe siècle au sud de la seconde travée du chœur. Ce doubleau est à simple rouleau, non mouluré, et inhabituellement large. Ses supports sont une seule colonnette à chapiteau de chaque côté : vu la largeur de l'arcade, ces fûts paraissent quelque peu perdus,.

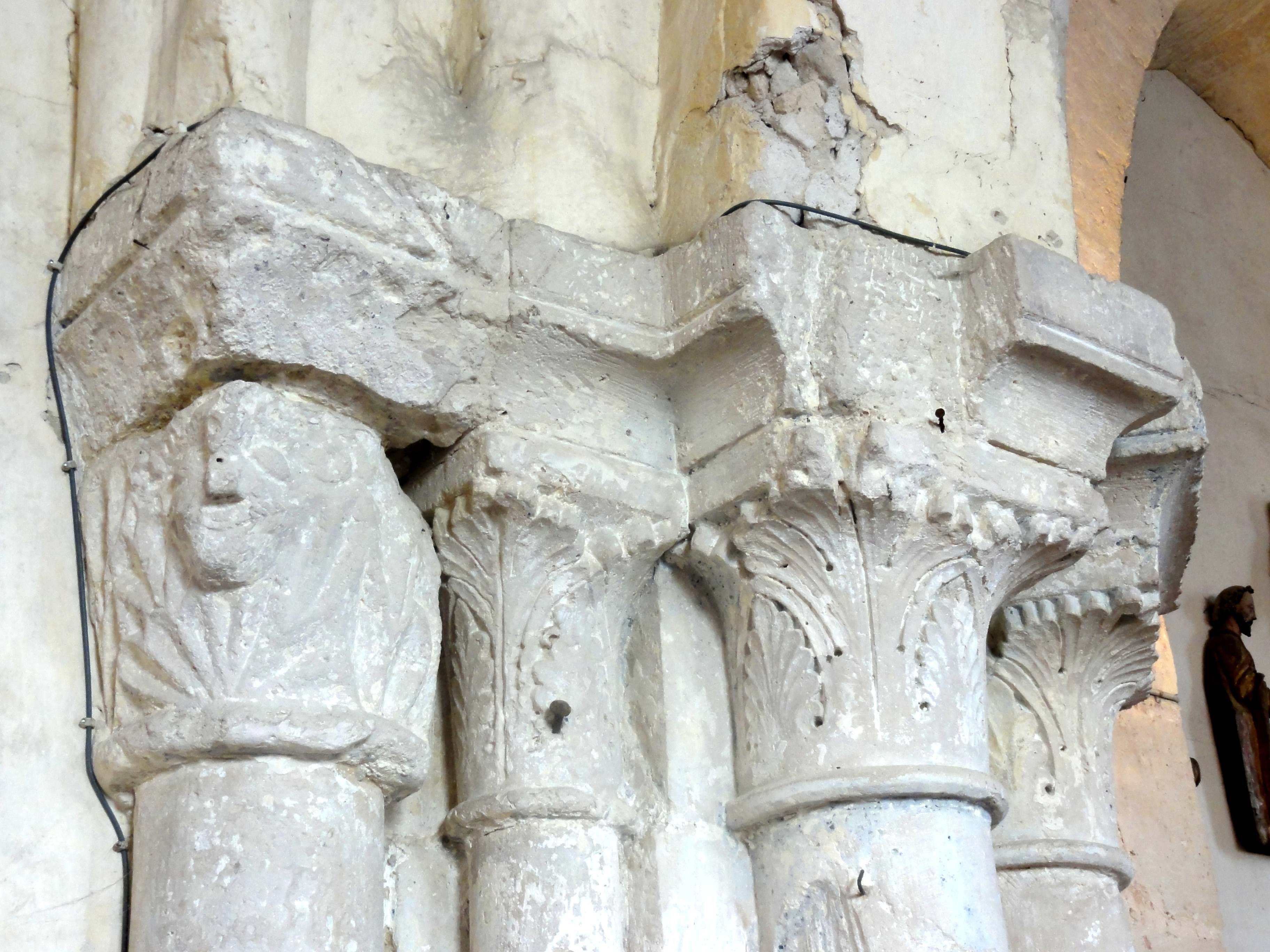
Chapiteaux au nord du doubleau intermédiaire.
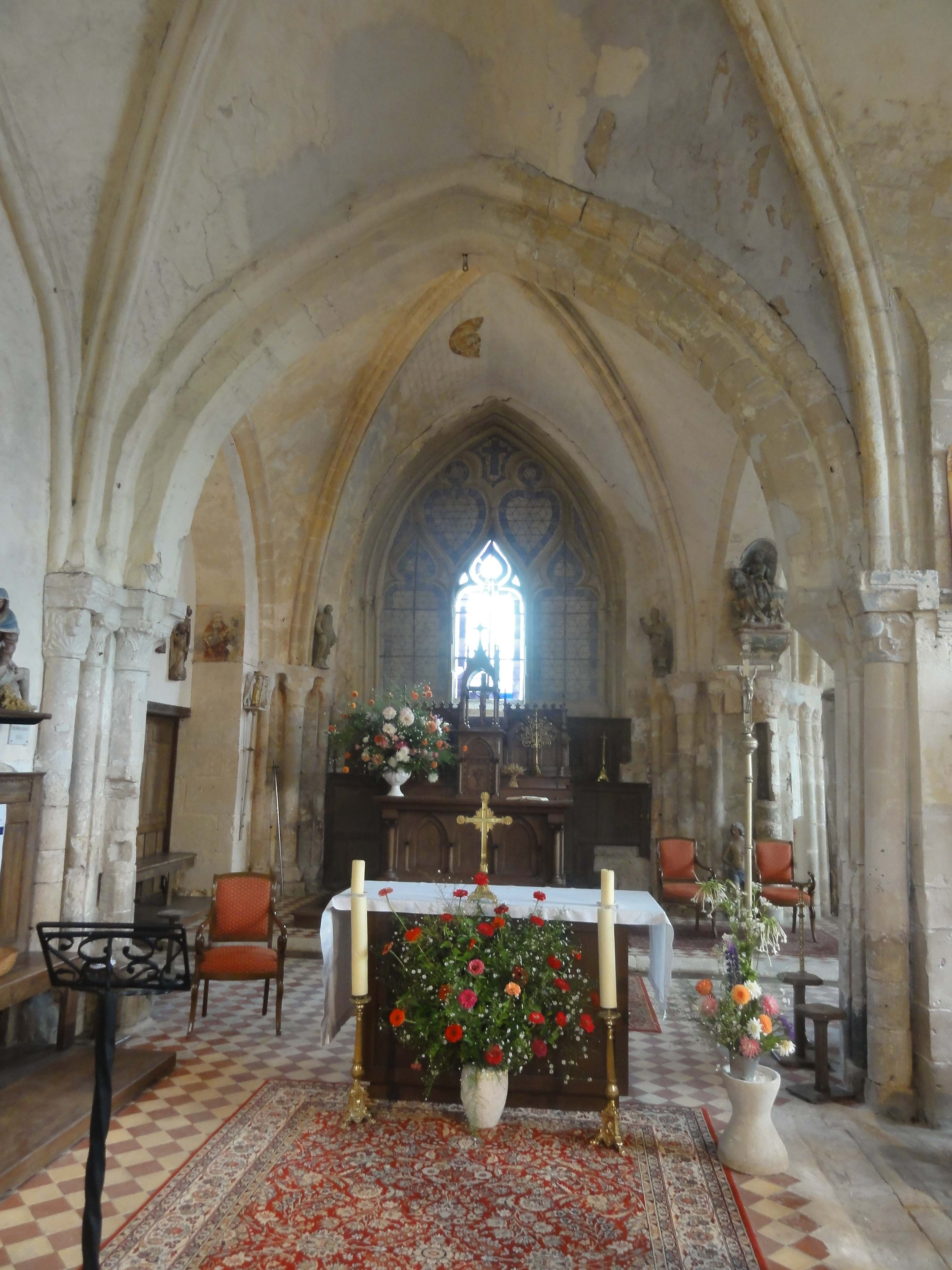
1re travée, vue vers l'est dans la 2e travée.
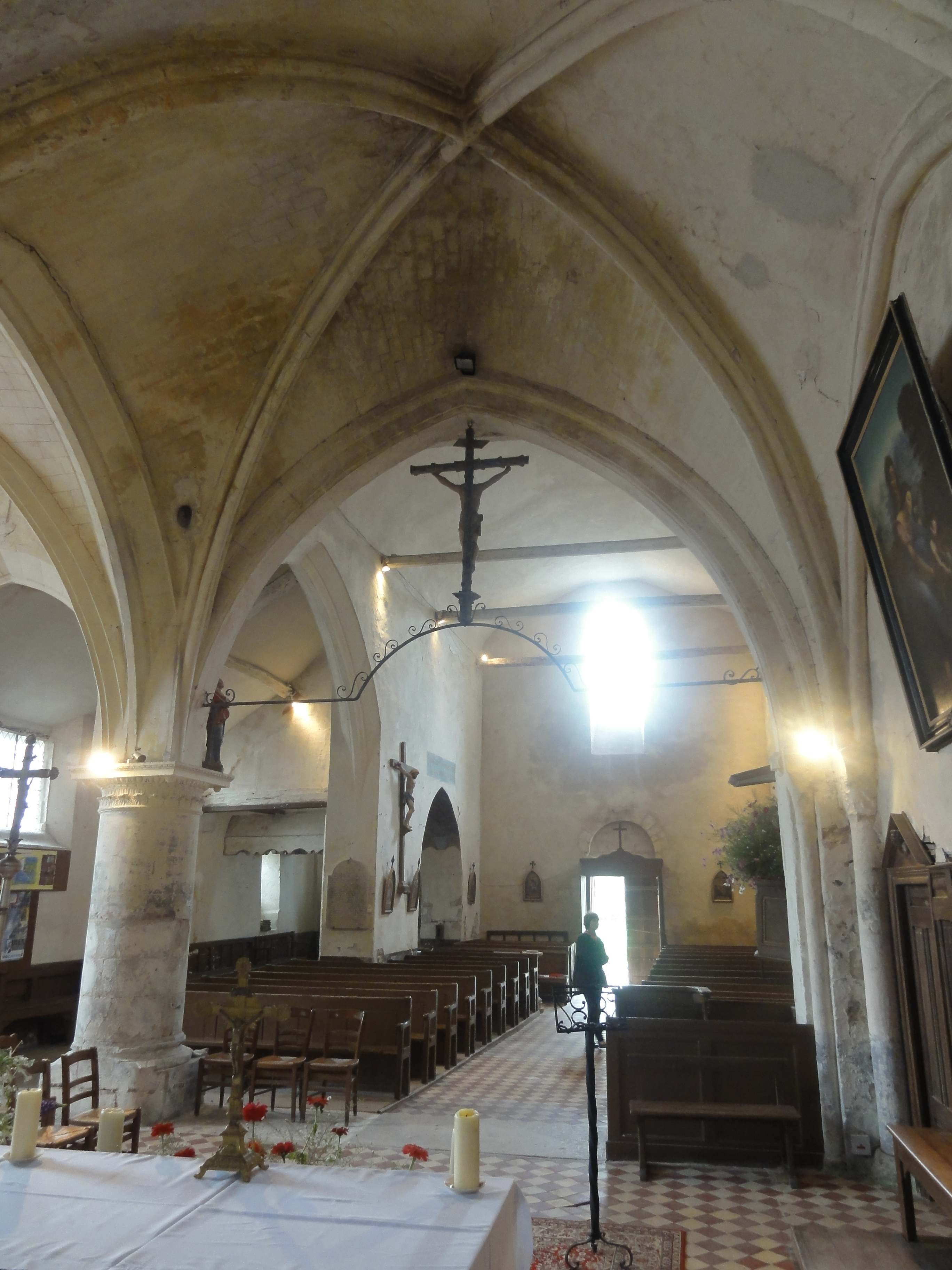
1re travée, vue vers l'ouest dans la nef.
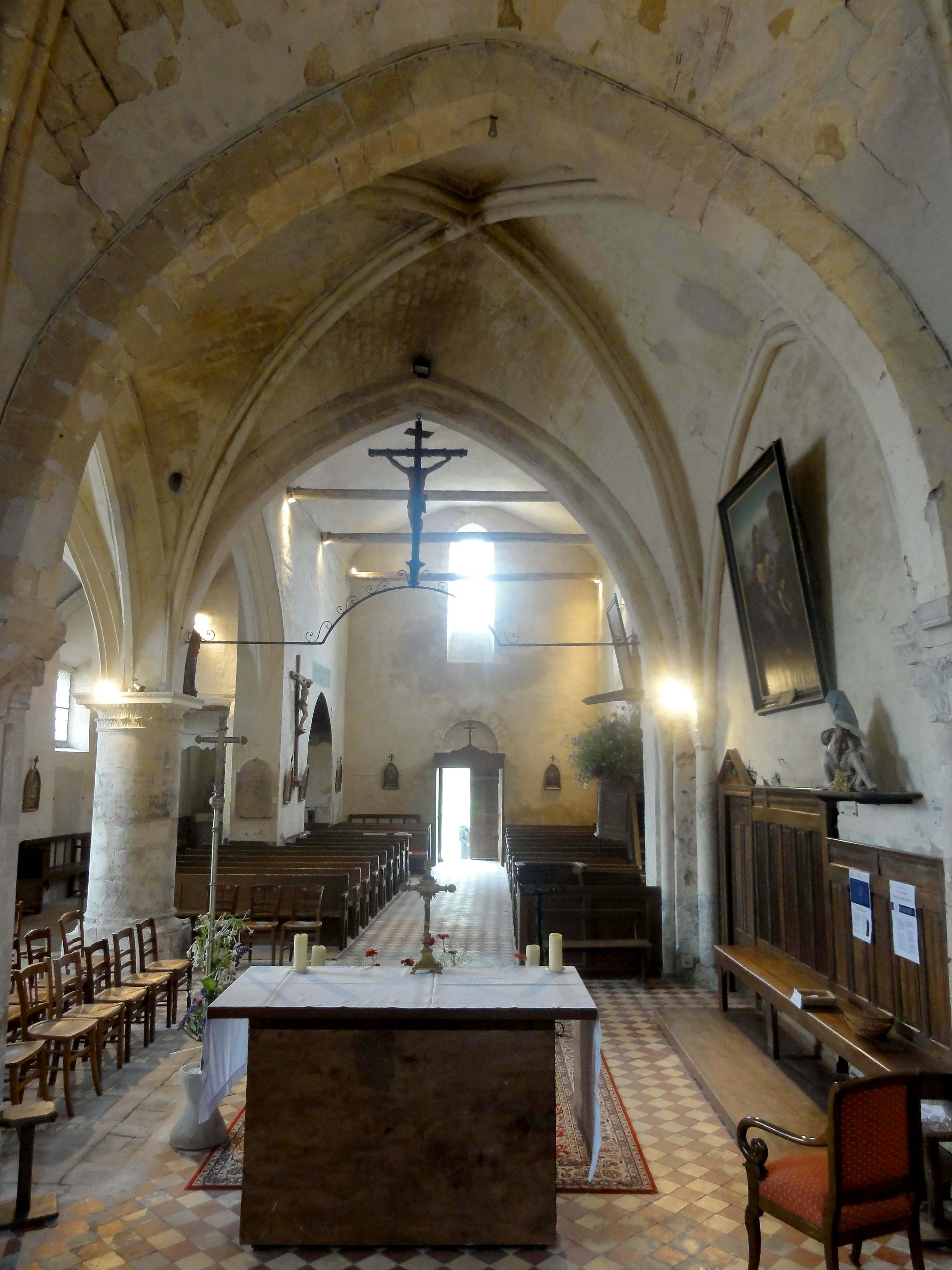
2e travée, vue vers l'ouest dans la 1re travée.
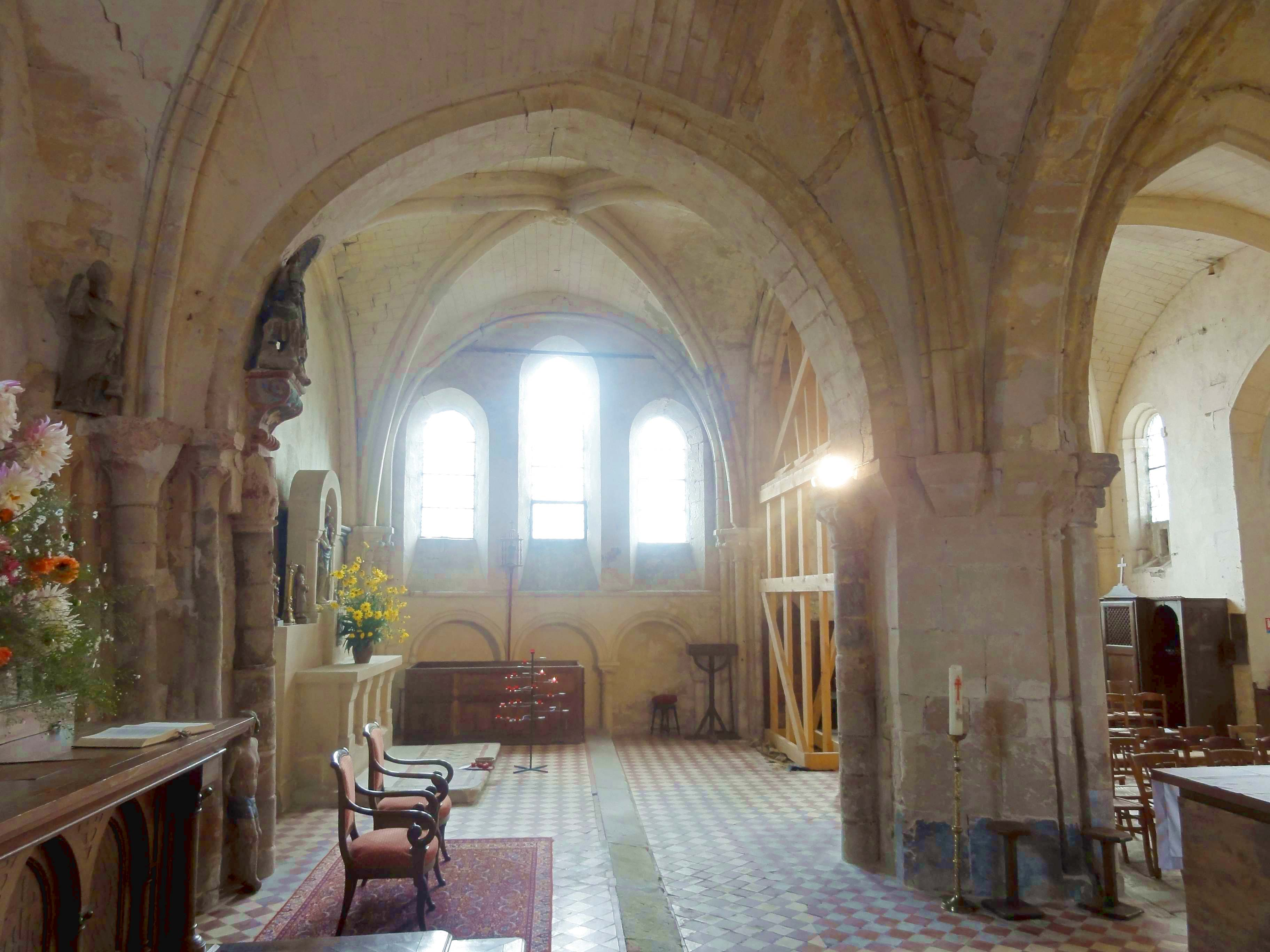
2e travée, vue vers le sud dans la chapelle.
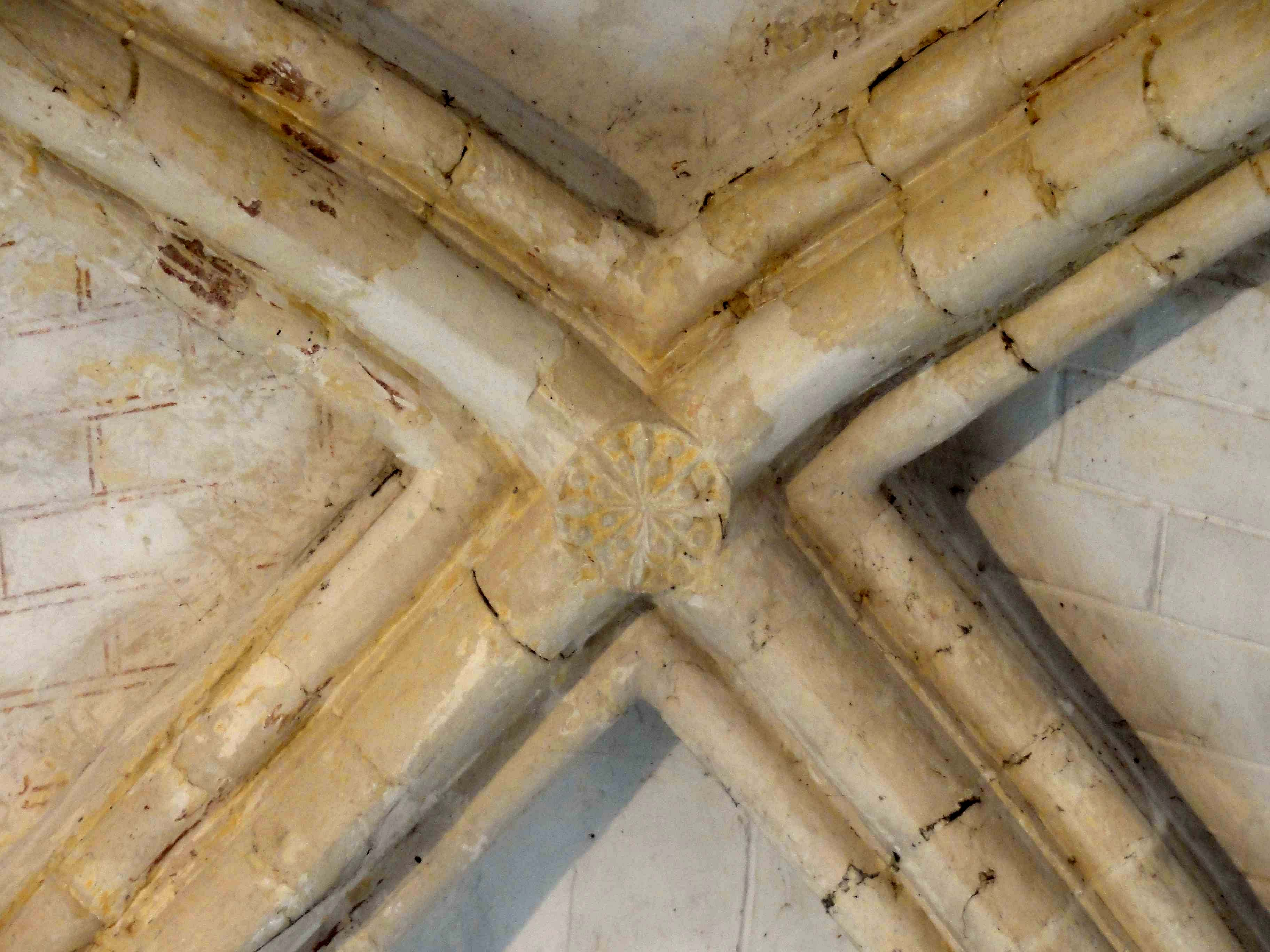
2e travée, clé de voûte.

#### Collatéral sud

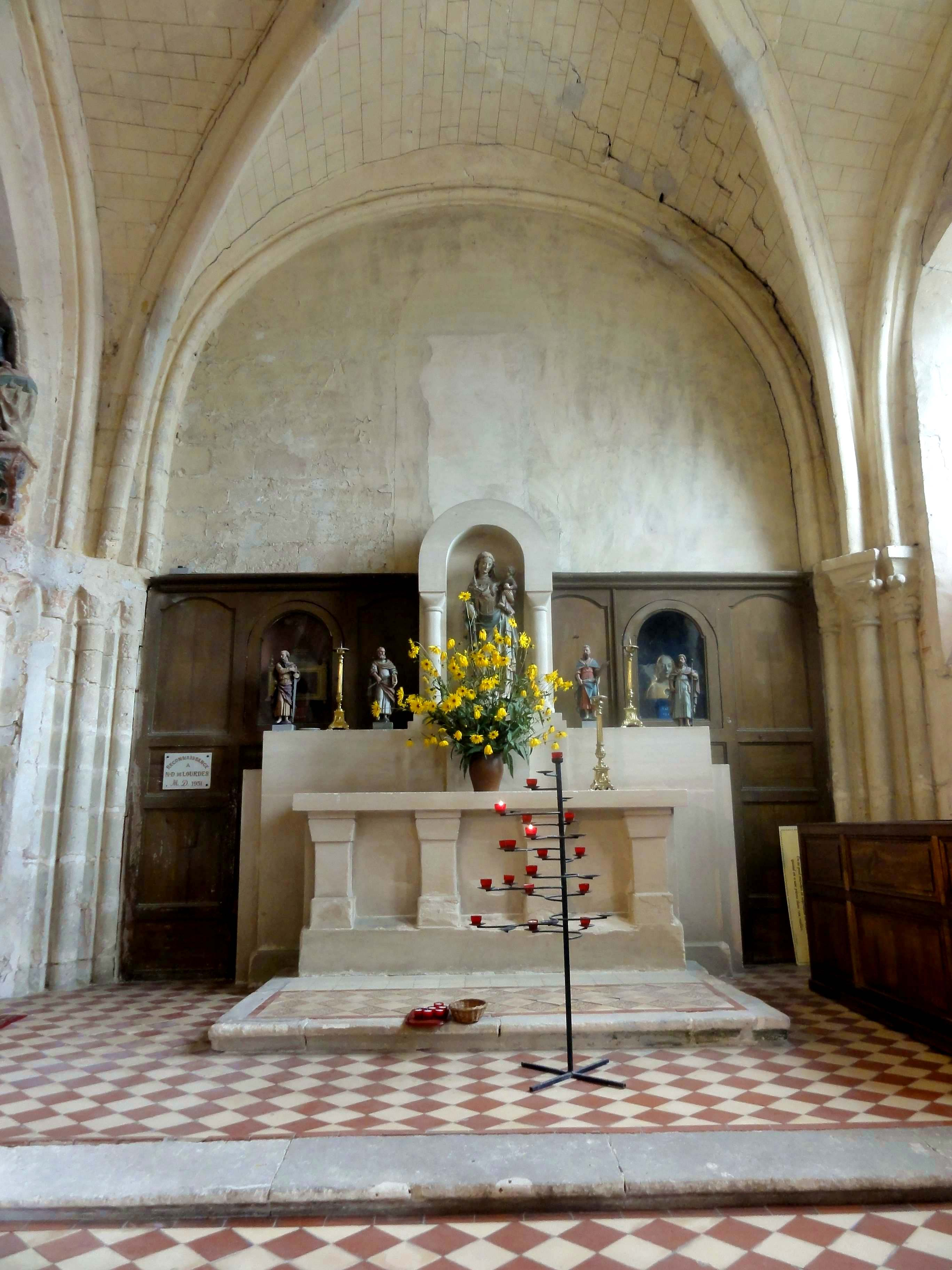
Collatéral sud, 2e travée, chevet.

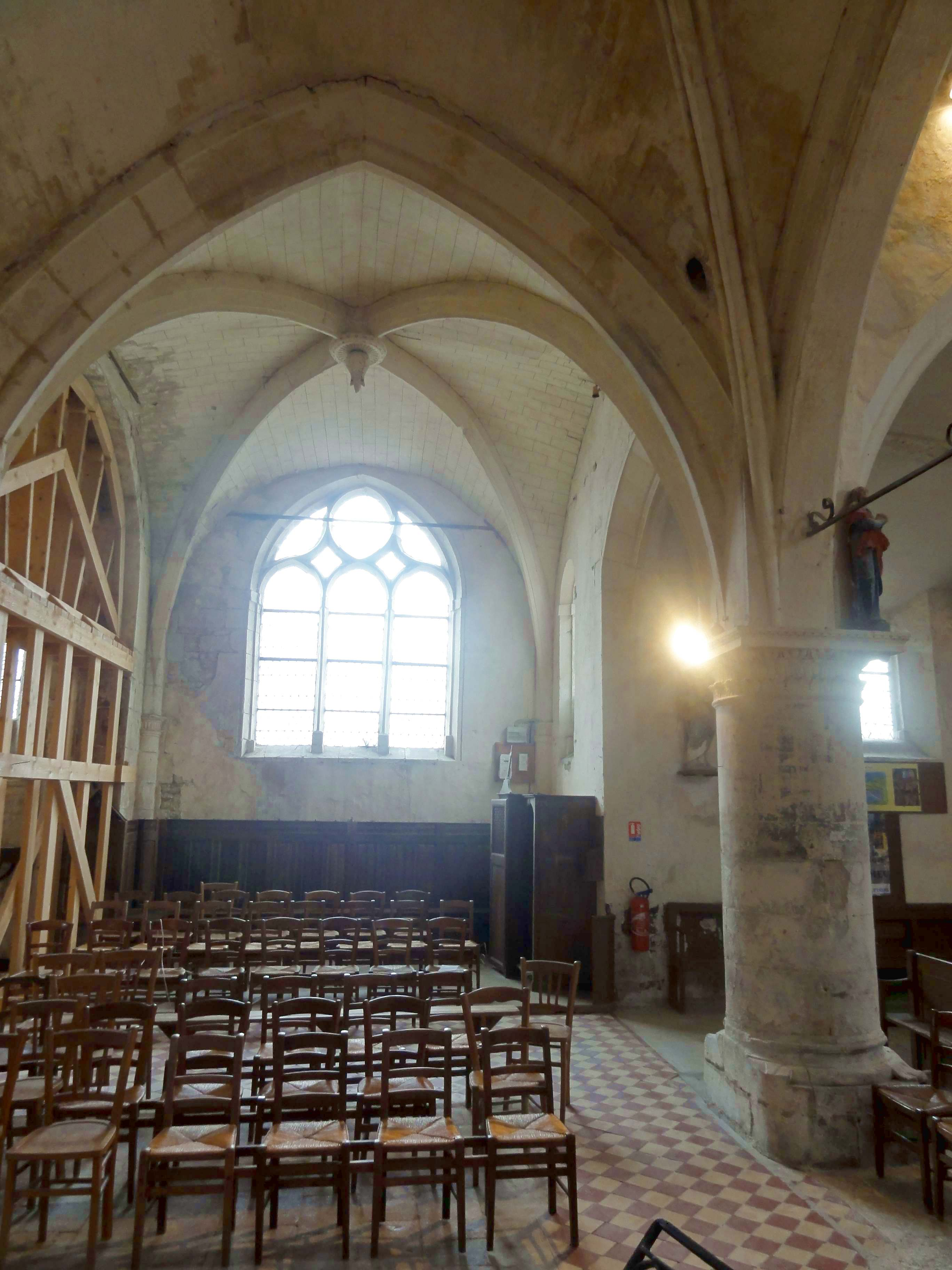
Vue dans la 1re travée depuis le nord.

Le collatéral sud du chœur est formé par deux chapelles, dont la première date du milieu du XVIe siècle, et la seconde, de la fin du XIIe siècle. Elle est stylistiquement assez proche du chœur. Comme déjà signalé, le raccordement avec la travée adjacente du chœur est maladroit. De toute évidence, l'arcade vers le chœur a été percé dans le mur préexistant. Elle est située nettement en dessous du formeret de la chapelle, que l'on aurait pu faire concorder avec le rouleau supérieur de l'arcade. L'architecture de la chapelle elle-même est soignée, quoique le épaisseur des ogives paraît surdimensionnée. Leur profil est d'un tore en forme d'amande, qui est placé sur un bandeau chanfreiné. La clé de voûte est une petite rosace. Des formerets toriques existent au nord, à l'est et au sud. À l'ouest, l'on trouve un doubleau mouluré d'un méplat entre deux tores, qui est de la même époque que la voûte, et suggère que la chapelle de la Renaissance devait être précédée par une chapelle plus ancienne. Afin d'aligner les chapiteaux et clés de voûte sur le même niveau que ceux du chœur, tout en évitant le bombement de la voûte, les formerets et le doubleau sont très surhaussés, et comportent des sections presque verticales au-dessus des tailloirs des chapiteaux. Ceci n'explique pas encore leur tracé en cintre surbaissé. Avec l'épaisseur des ogives, ce détail est la marque d'une certaine rusticité, les maîtres d'œuvre des petites églises villageoises n'ayant pas toujours la même expérience que leurs confrères intervenant sur les grands chantiers. Dans les angles, les ogives et formerets sont reçus sur des faisceaux de trois colonnettes. Les tailloirs sont encore plus sommairement moulurés que leurs homologues du premier quart du XIIe siècle et des années 1150 / 1160. Les corbeilles sont sculptées de feuilles polylobées, dont notamment des feuilles de chêne.
Le chevet était, primitivement, éclairé parcimonieusement par une étroite lancette simple, qui est actuellement bouchée, mais parfaitement bien conservée à l'extérieur. En revanche, le mur méridional est ajouré d'un triplet de trois lancettes en arc brisé, dont celle au centre est plus élevée que les deux autres. Cette disposition est le plus souvent appliquée aux chevets plats, comme à Borest, Ermenonville, Ormoy-Villers, Rocquemont ou Saint-Christophe-en-Halatte, pour ne citer que quelques exemples de la première période gothique dans les environs immédiats. Si en l'occurrence le triplet ne se trouve pas au chevet, la raison devrait être la proximité d'un bâtiment voisin. Les baies prennent appui sur un fort glacis et sont légèrement ébrasées, ce qui les rapproche des baies de la nef. Fait rare dans une petite église rurale, l'allège est délimitée par un tore et agrémentée de trois arcatures plaquées. Elles sont en plein cintre, et ont des archivoltes toriques, qui retombent sur un total de quatre colonnettes à chapiteaux. Les motifs des chapiteaux sont les mêmes que sur ceux qui supportent la voûte. À Rocquemont, Saint-Vaast-de-Longmont et Trumilly, les archivoltes des arcatures plaquées ne sont pas moulurées. La première travée du collatéral est moins remarquable : la voûte ne dispose pas de formerets, et les frises des fûts de colonnette qui reçoivent les ogives dans les angles sud-ouest et sud-est sont seulement décorées d'entailles ou cannelures. La clé de voûte pendante est enveloppée de feuillages, et suspendue sous un disque orné d'un rang d'oves et d'un rang de feuilles simples. Le doubleau vers le chœur et l'arcade vers le bas-côté partagent le même profil gothique flamboyant. Au sud, le jour entre par une large baie en arc brisé, dont le remplage reflète la transition vers la Renaissance. Il se compose de trois lancettes, surmontées de deux losanges, et d'un soufflet et de deux mouchettes simplifiés. Les meneaux sont très fins et affectent une mondénature chanfreinée. Leurs bases sont restées ébauchées. À l'ouest, à côté de l'arcade vers le bas-côté, l'on trouve une baie en plein cintre sans remplage.

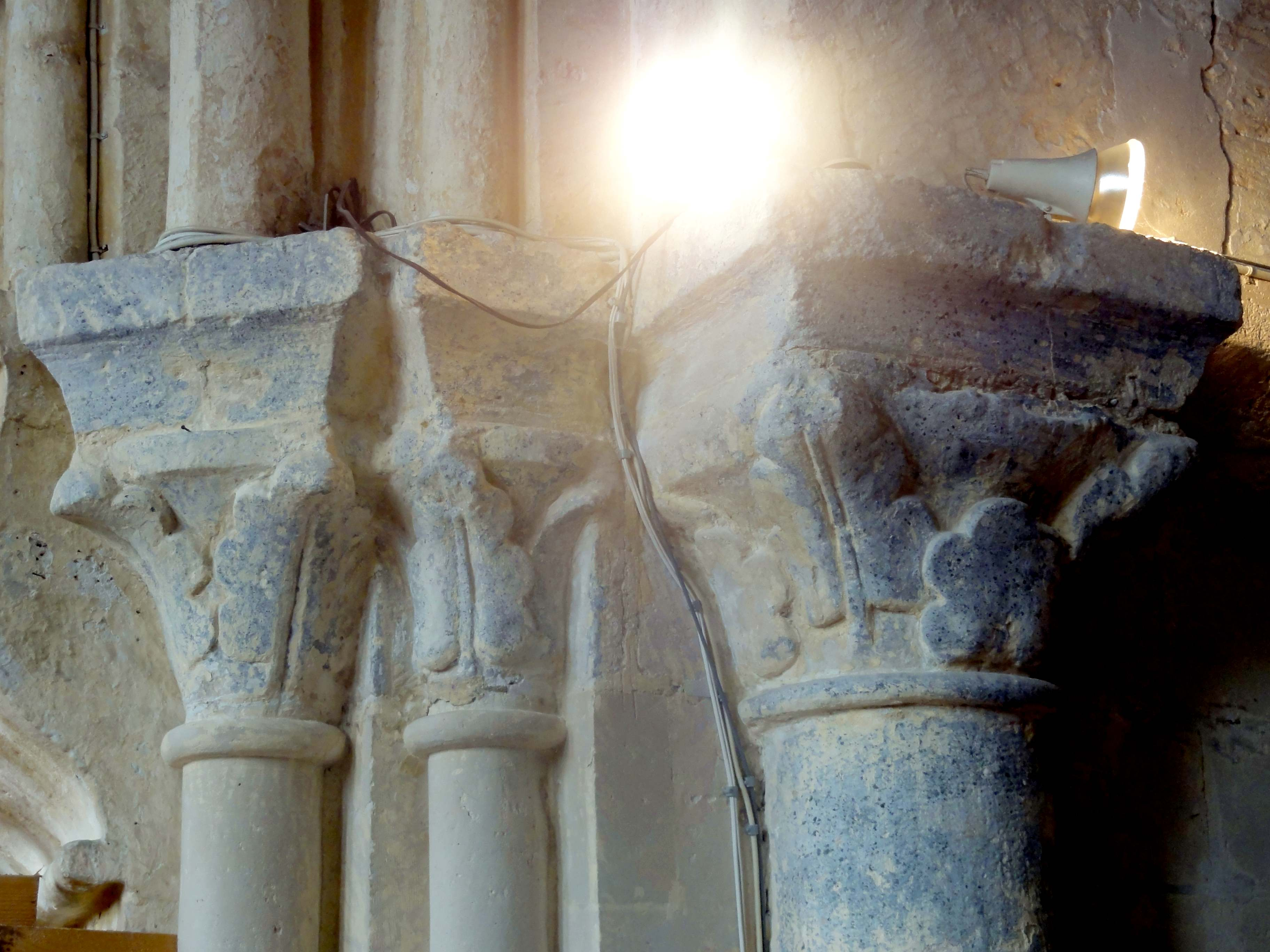
2e travée, chapiteaux dans l'angle nord-ouest.
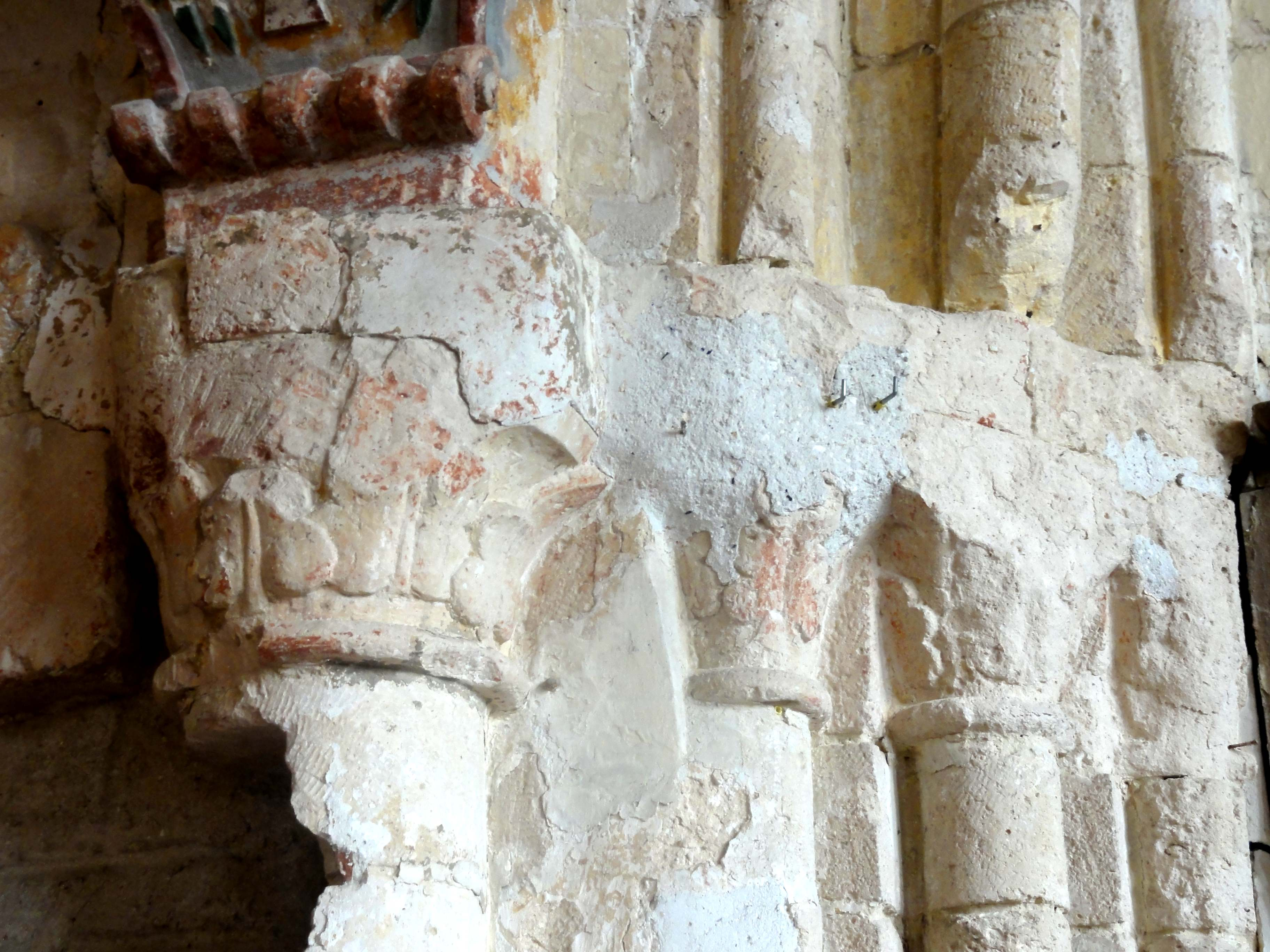
2e travée, chapiteaux dans l'angle nord-est.
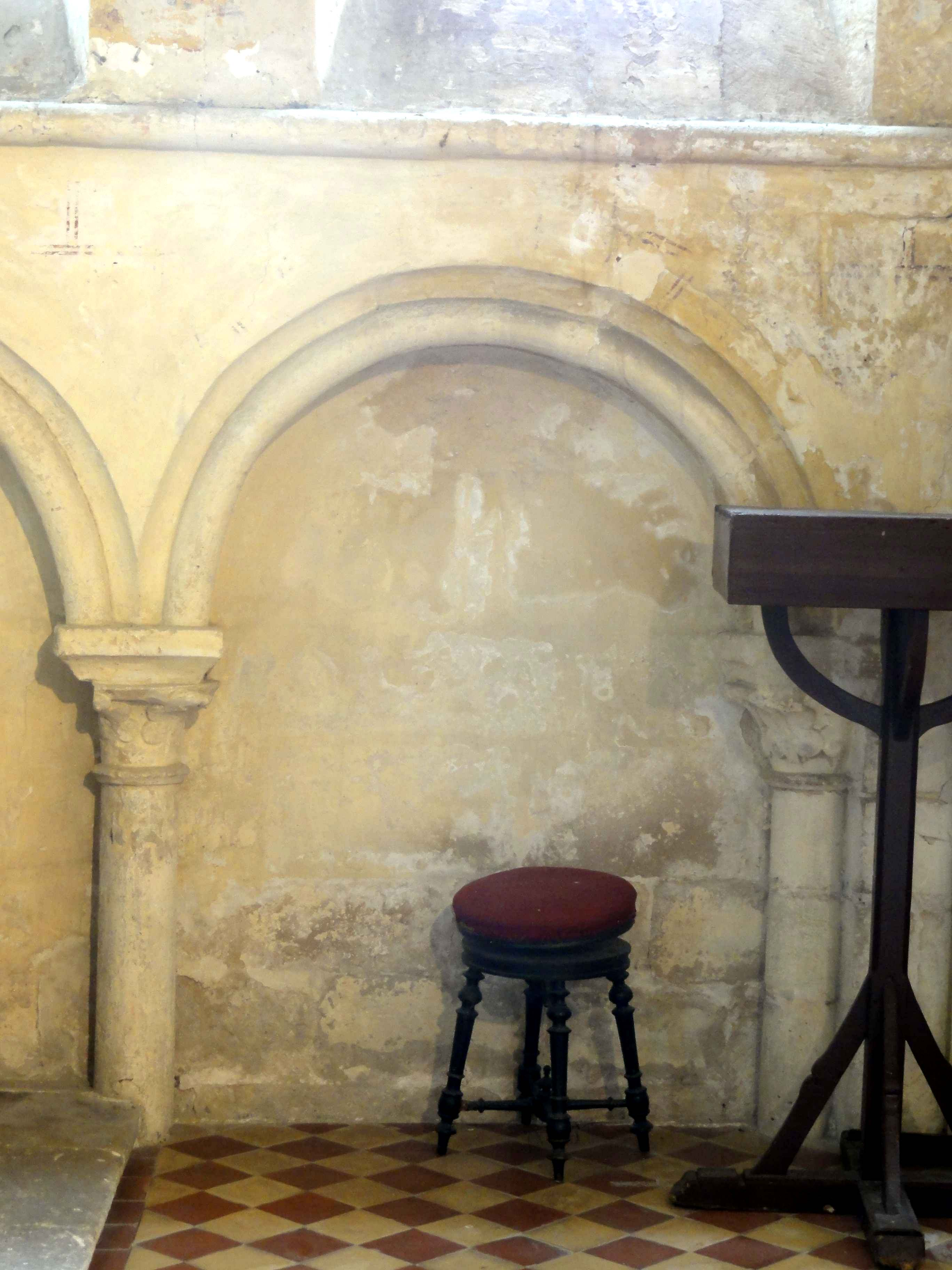
2e travée, arcature plaquée côté sud.
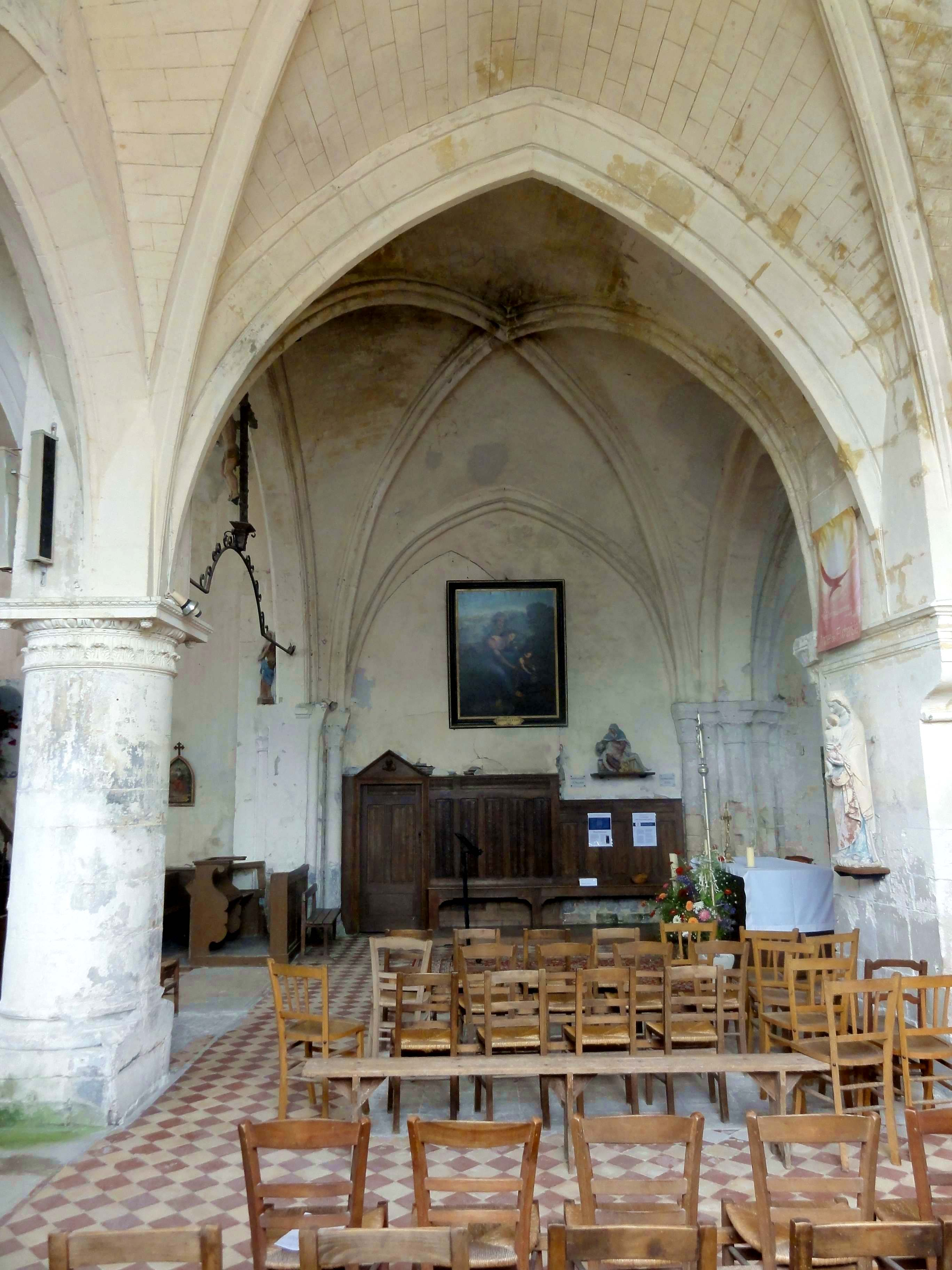
1re travée, vue vers le nord.
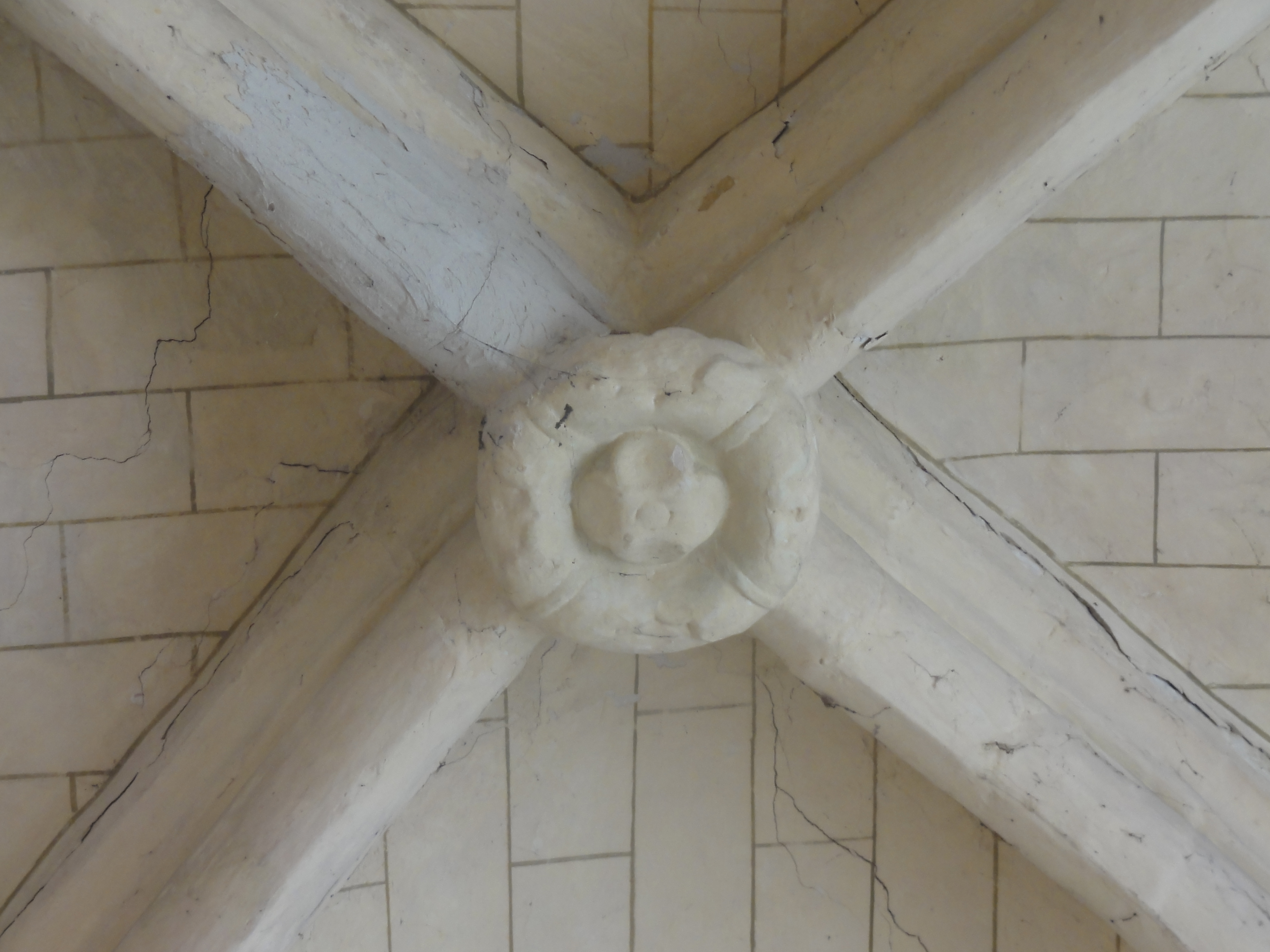
2e travée, clé de voûte.
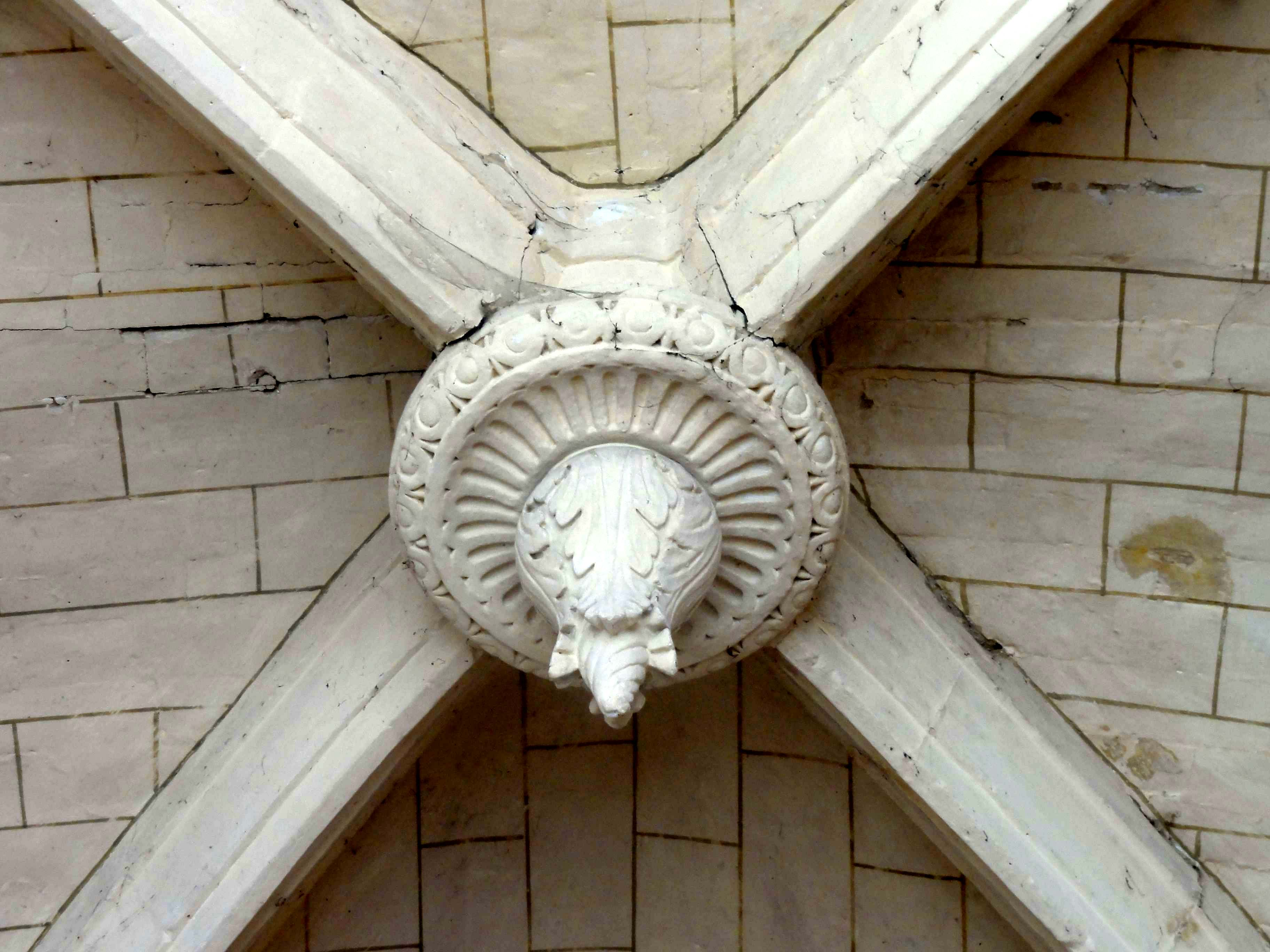
1re travée, clé de voûte.

### Extérieur

#### Façade occidentale et mur nord de la nef

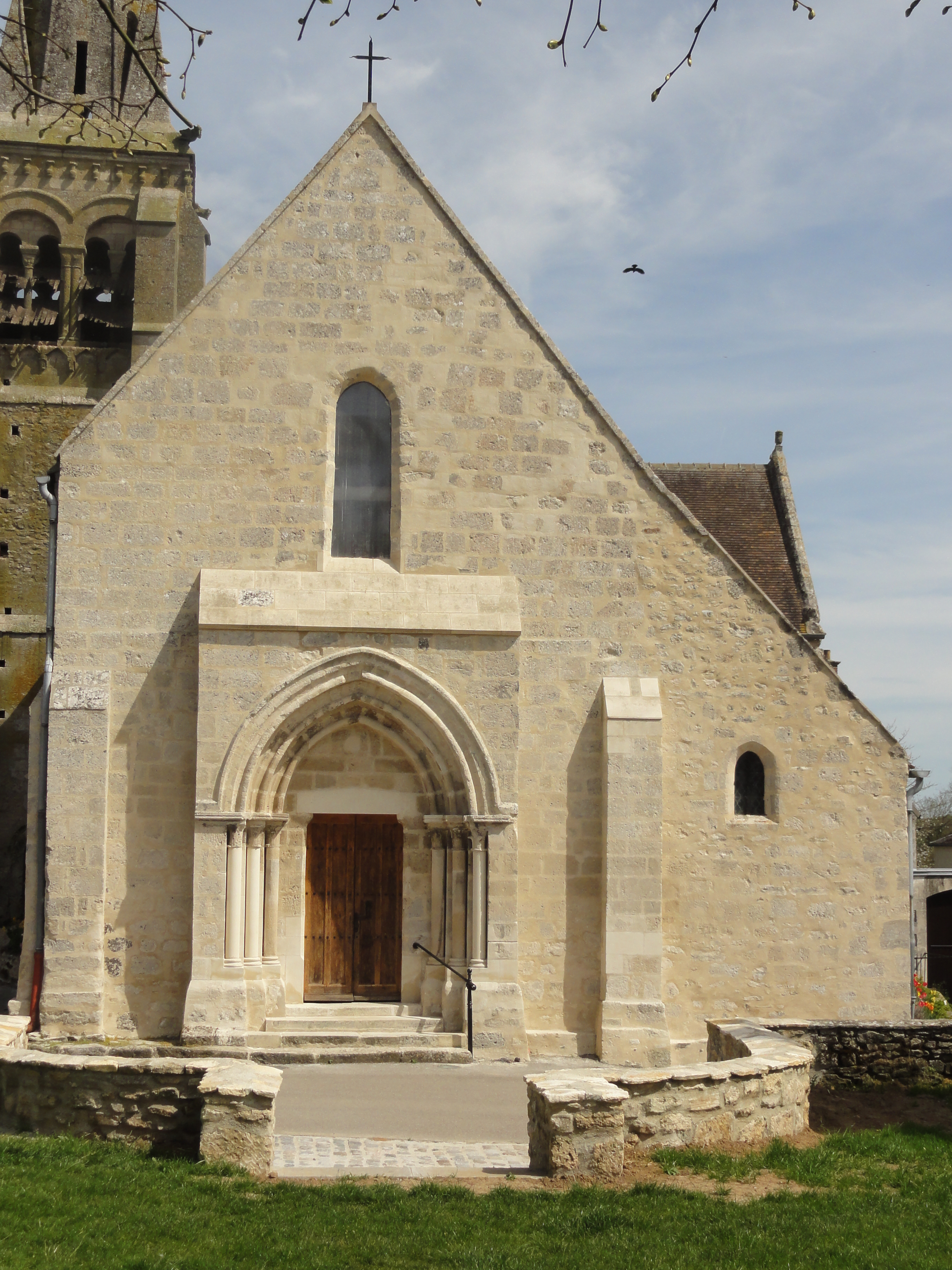
Façade occidentale.

Eugène Müller souligne « la façade d'un caractère grave et noble ». Elle ne souffre pas de sa dissymétrie résultant de l'absence d'un bas-côté au nord, car le clocher implanté au nord du chœur est ainsi d'autant mieux mis en valeur, au lieu d'être dissimulé par les toitures, comme c'est souvent le cas. La partie centrale de la façade correspond à la nef. Elle est bâtie en pierre de moyen appareil, et délimitée par deux contreforts relativement plats, sans élément de scansion, qui s'amortissent par un glacis à 60 % de la hauteur des murs gouttereaux. Ces contreforts, ainsi que le mur, pourraient subsister de l'église romane du premier quart du XIIe siècle. La fenêtre au-dessus du portail est probablement postérieur, comme l'indique son arc brisé. Le portail a été plaqué devant la façade primitive à la fin du XIIe siècle. Il est inscrit dans un petit massif de maçonnerie en saillie, et s'ouvre sous une triple archivolte torique, qui retombe sur deux groupes de trois colonnettes en délit. Les chapiteaux sont uniformément sculptés de feuilles plates légèrement recourbées aux extrémités. Ils ont pour tailloir une tablette continue. Un bandeau surmonte l'archivolte supérieure. Le portail proprement dit est nettement moins large que l'espace entre les colonnettes l'aurait permis. Son linteau a été refait, et le tympan nu est simplement appareillé comme les murs. Quant à la façade du bas-côté, elle est réalisée en moellons noyés dans un mortier, et dépourvu de contrefort. Hormis la minuscule fenêtre en arc brisé, il n'y a aucune particularité à signaler. L'élévation septentrionale de la nef est tout aussi sobre. Son intérêt réside surtout dans son ancienneté. La corniche s'est apparemment perdu. Les murs sont en petits moellons irréguliers, la pierre de moyen appareil étant réservé aux deux chaînages, et à l'unique contrefort qui se trouve près de l'angle nord-ouest. Les deux petites fenêtres en plein cintre sont situées en hauteur. Au milieu du mur, à mi-distance entre les fenêtres, l'on voit une petite porte en plein cintre bouchée. Dominique Vermand affirme qu'elle est décorée de bâtons brisés, mais selon ce que l'on voit, les claveaux sont seulement moulurés d'un tore,.

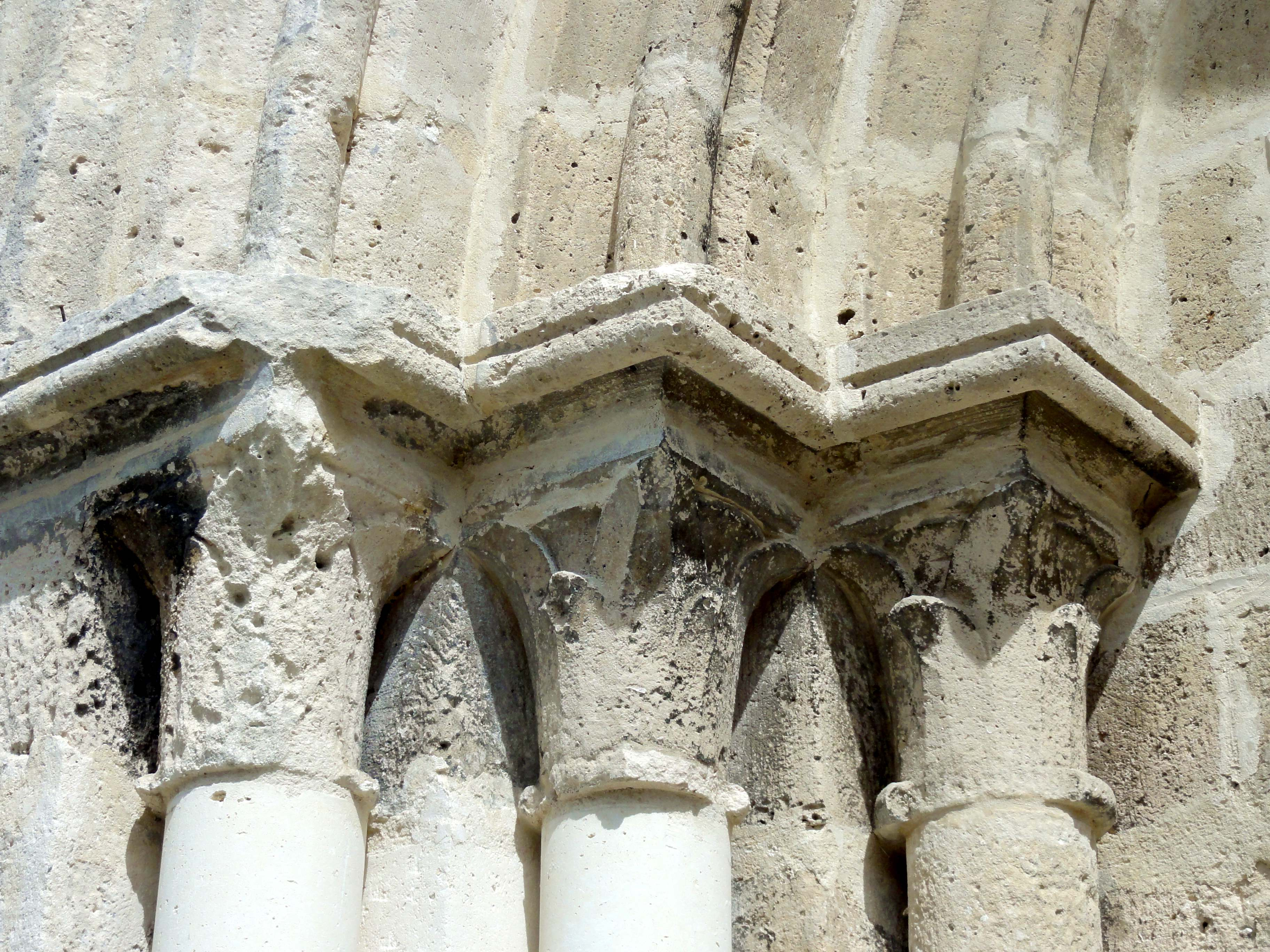
Chapiteaux du portail.
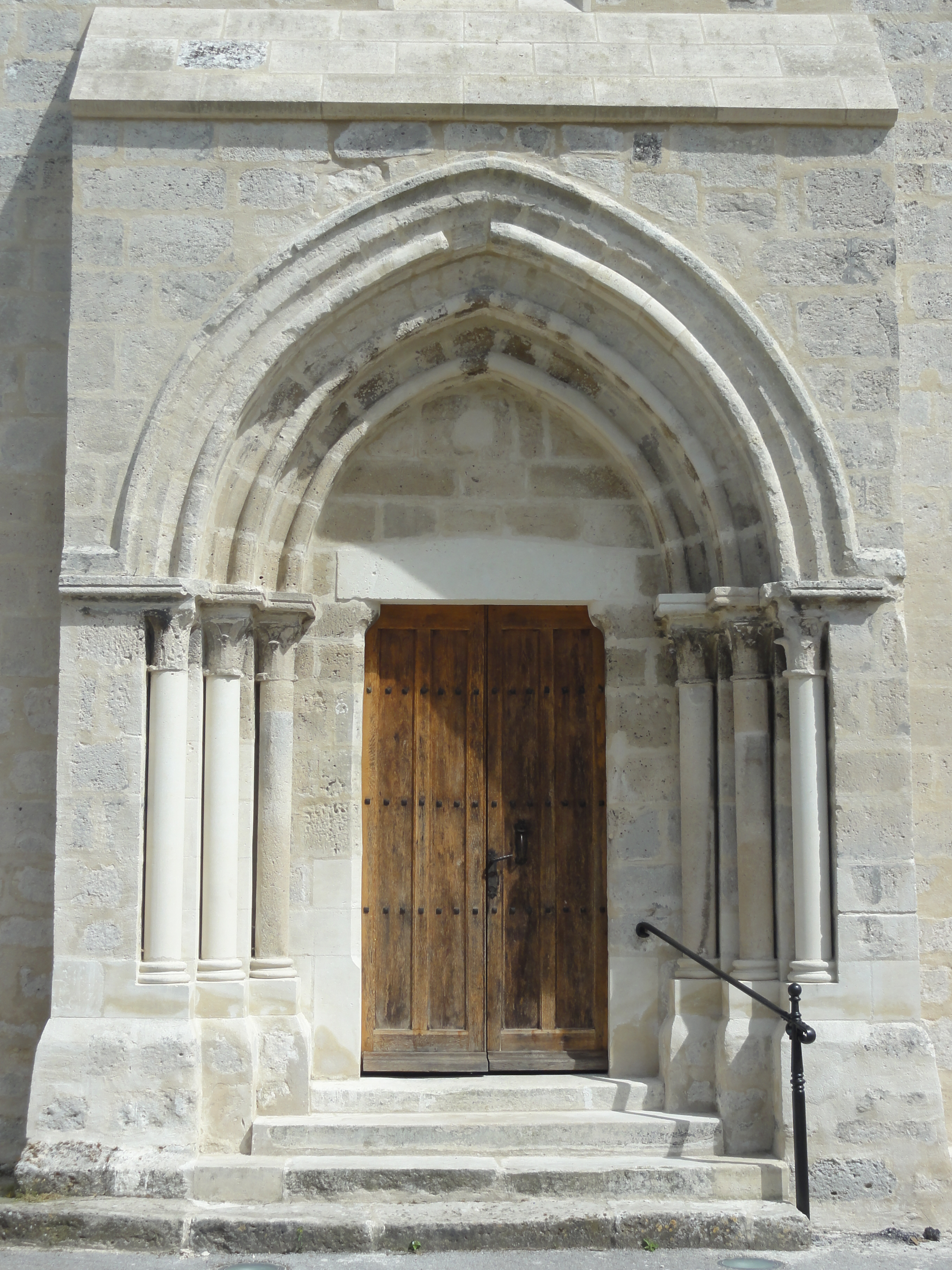
Portail occidental.
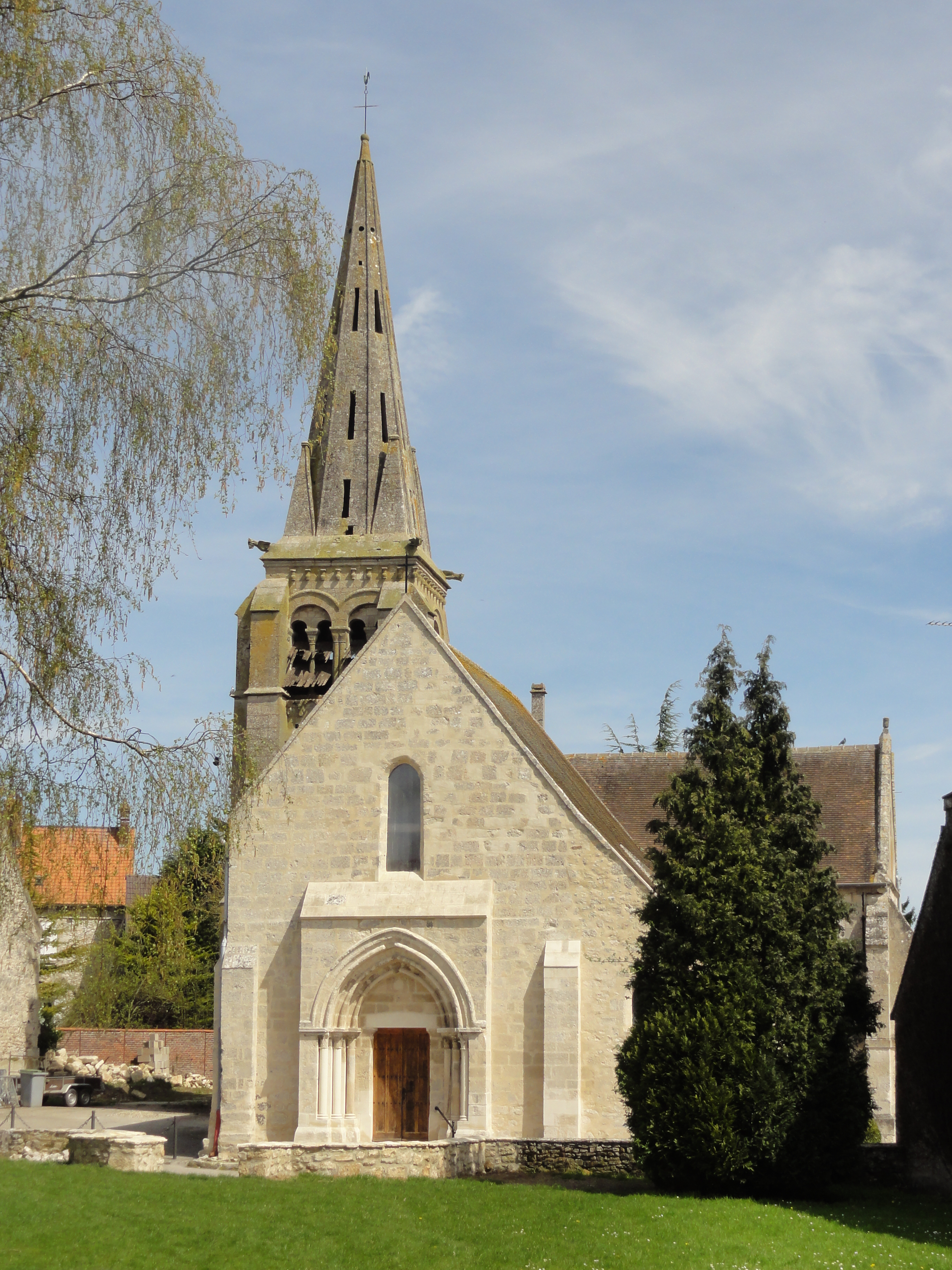
Vue depuis l'ouest.
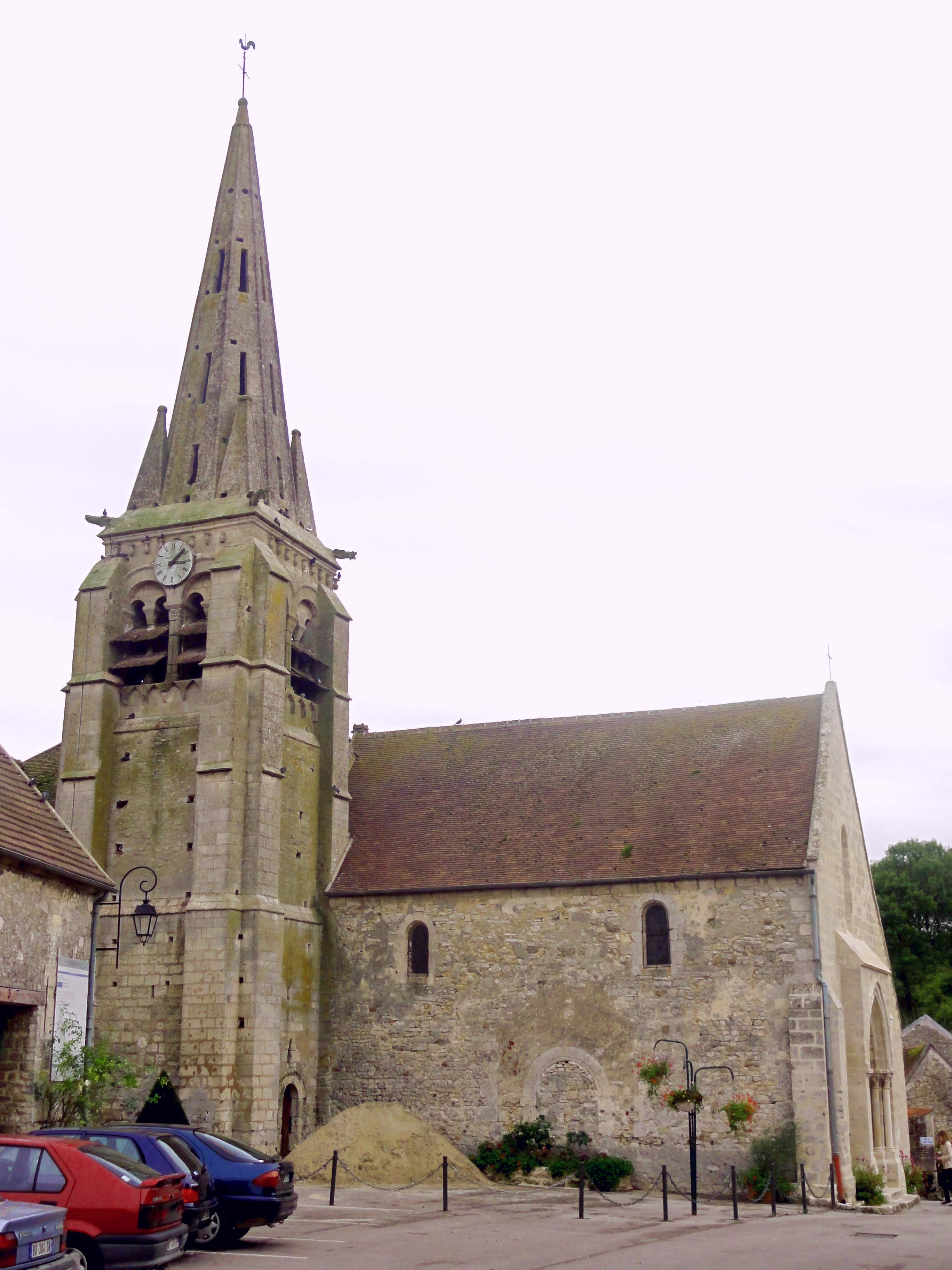
Vue depuis le nord.
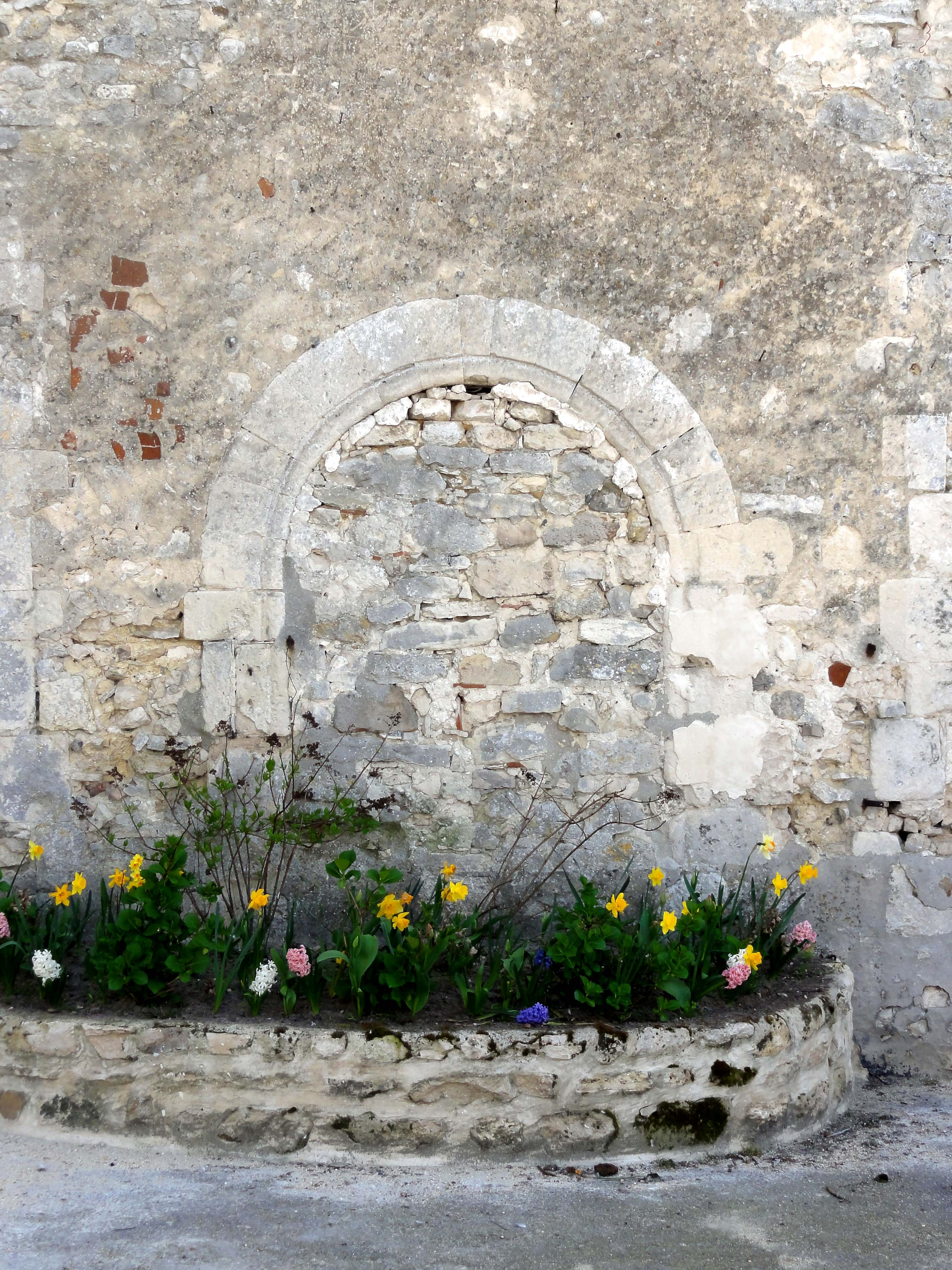
Porte bouchée au nord.

#### Clocher

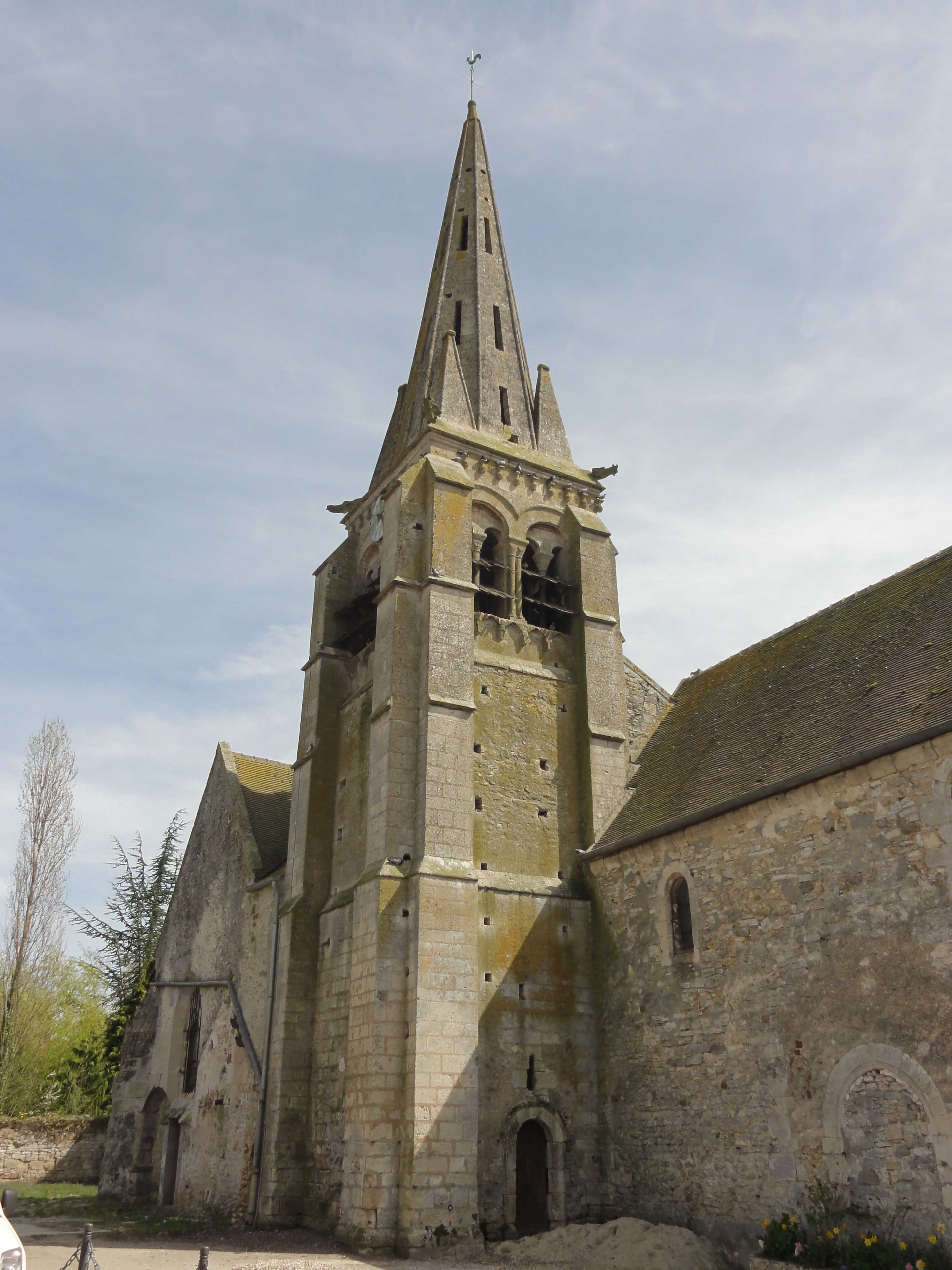
Clocher, vue d'ensemble depuis le nord-ouest.

Le clocher, qualifié d'« assez grosse tour » par Louis Graves, occupe la position inhabituelle au nord du chœur (et non au-dessus du croisillon nord, puisqu'il n'y a pas de transept). Généralement les clochers du XIIe et du XIIIe siècle de la région se dressent au-dessus de la croisée du transept, ce qui permet de les contrebuter efficacement par les travées adjacentes, mais a pour inconvénient de fortes piles qui encombrent l'entrée du chœur, et entravent la visibilité du sanctuaire depuis la nef des fidèles. Comme exemples de clochers romans situés au sud du chœur, l'on peut citer Béthisy-Saint-Martin, Cramoisy, Fontenay-en-Parisis, Frouville, Nesles-la-Vallée, Raray, Villers-Saint-Frambourg et Warluis. Dans le cas d'un plan basilical, deux clochers peuvent flanquer le chœur, comme à Morienval et potentiellement à Rhuis. Bruyères-sur-Oise et Saint-Pierre de Pontpoint sont deux parmi les rares cas comparables à Auger-Saint-Vincent. Le clocher se compose de la base, d'un étage intermédiaire aveugle, de l'étage de beffroi, et de la flèche. Chaque angle est épaulé par deux contreforts orthogonaux, qui se retraitent par un glacis formant larmier à la limite du rez-de-chaussée. Au-dessus, ils sont scandés par deux larmiers situés à équidistance, sans tenir compte de la limite entre premier et deuxième étage, puis s'amortissent par un glacis formant larmier en haut de l'étage de beffroi. Comme particularité, les murs se retraitent deux fois par un fruit assez prononcé à la limite entre les étages. Les deux premiers niveaux du clocher sont percés de nombreux trous de boulin. Le rez-de-chaussée conserve une petite porte en plein cintre côté ouest, dont les claveaux sont légèrement moulurés. Au-dessus, le mur est percé d'une meurtrière au linteau monolithique.
Il n'y a pas d'autres ouvertures jusqu'à l'étage de beffroi. Celui-ci est ajouré de deux baies géminées en plein cintre par face, qui sont chacune réséquées en deux baies plus étroites grâce à une colonnette à chapiteau et un tympan appareillé. Cette disposition assez fréquente rappelle les églises de Béthisy-Saint-Martin, Chamant, Glaignes, Jaux, Néry, Orrouy et Saint-Vaast-de-Longmont. Le trumeau entre les deux baies principales est précédé par deux colonnettes à chapiteaux. Leurs tailloirs, sommairement profilés d'une plate-bande et d'un biseau, reçoivent les archivoltes composées d'un simple rang de claveaux, surmontées d'un bandeau doublement biseauté en forme de sourcil. À gauche et à droite, les colonnettes à chapiteaux sont cachées derrière les contreforts. La sculpture de certains chapiteaux est remarquable. Ils affichent des feuilles enroulés ou un masque humain, des « grotesques qui rappellent quelque Taranis ou dieu à la roue du paganisme ». Les corniches méritent également l'attention. En dessous des baies, un « cordon étrange dont la découpure en triangles ou en endentures qui rappelle Saint-Vaast de La Ferté-Milon, les Templiers de Laon, l'orfèvrerie mérovingienne..., est soutenue par des têtes grimaçantes » (Eugène Müller). La corniche en haut de l'étage de beffroi est moulurée d'un tore et d'une gorge. Sans toucher à cette corniche, des vases supportant une tablette sont engagés dans le mur. Pour venir à la flèche, elle commence par une section pyramidale, qui témoigne peut-être du projet primitif de couvrir le clocher par une simple pyramide, comme déjà à Rhuis à la fin du XIe siècle. Une gargouille sous la forme d'une chimère se détache à chaque angle. La flèche proprement dite est octogonale, et flanquée de quatre pyramidons. Les arêtes sont garnies de tores. Hormis quelques trous de boulin, la flèche est allégée par trois étroites ouvertures rectangulaires superposées dans chaque face, puis un orifice circulaire,,.

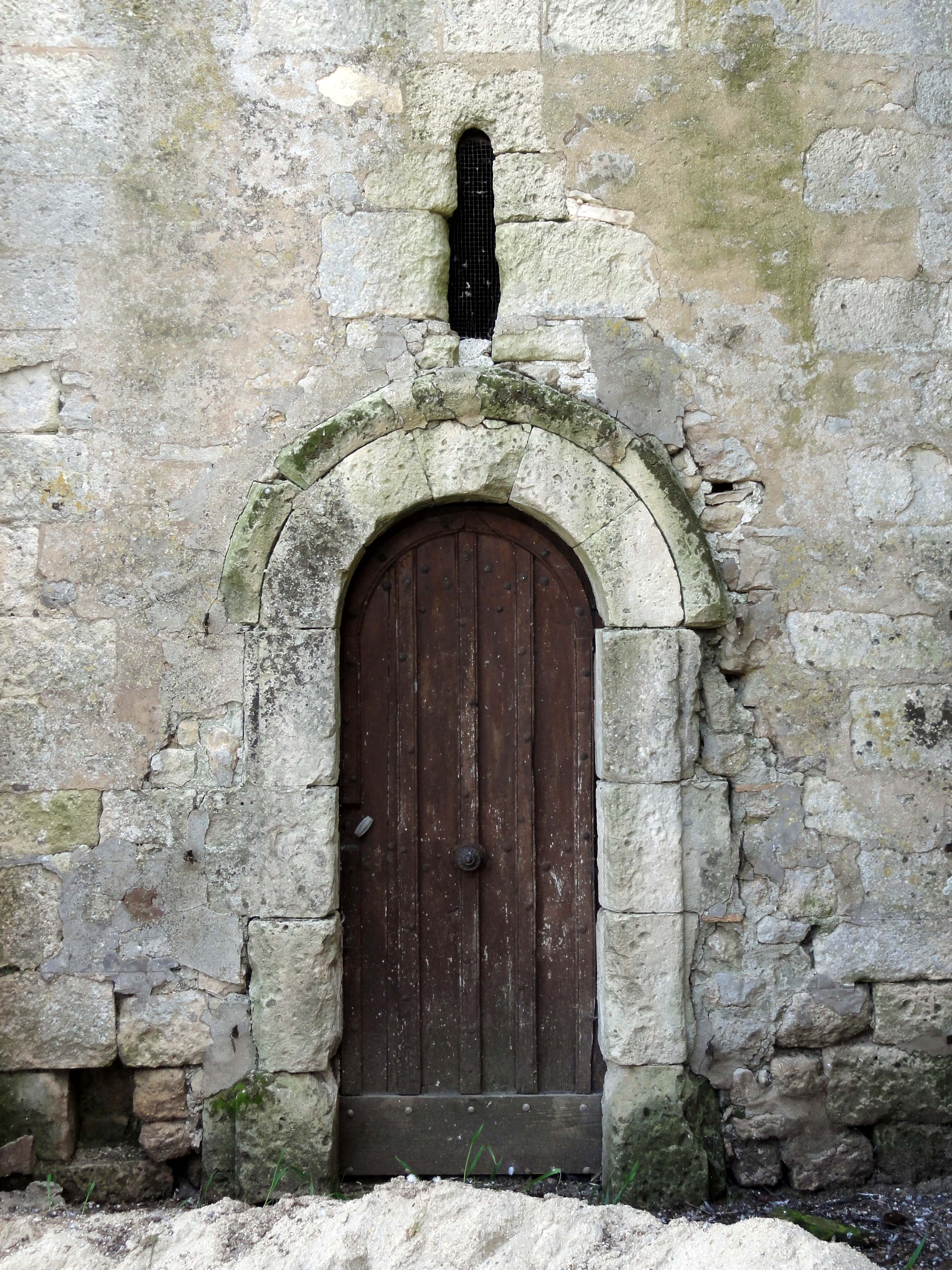
Porte côté ouest.
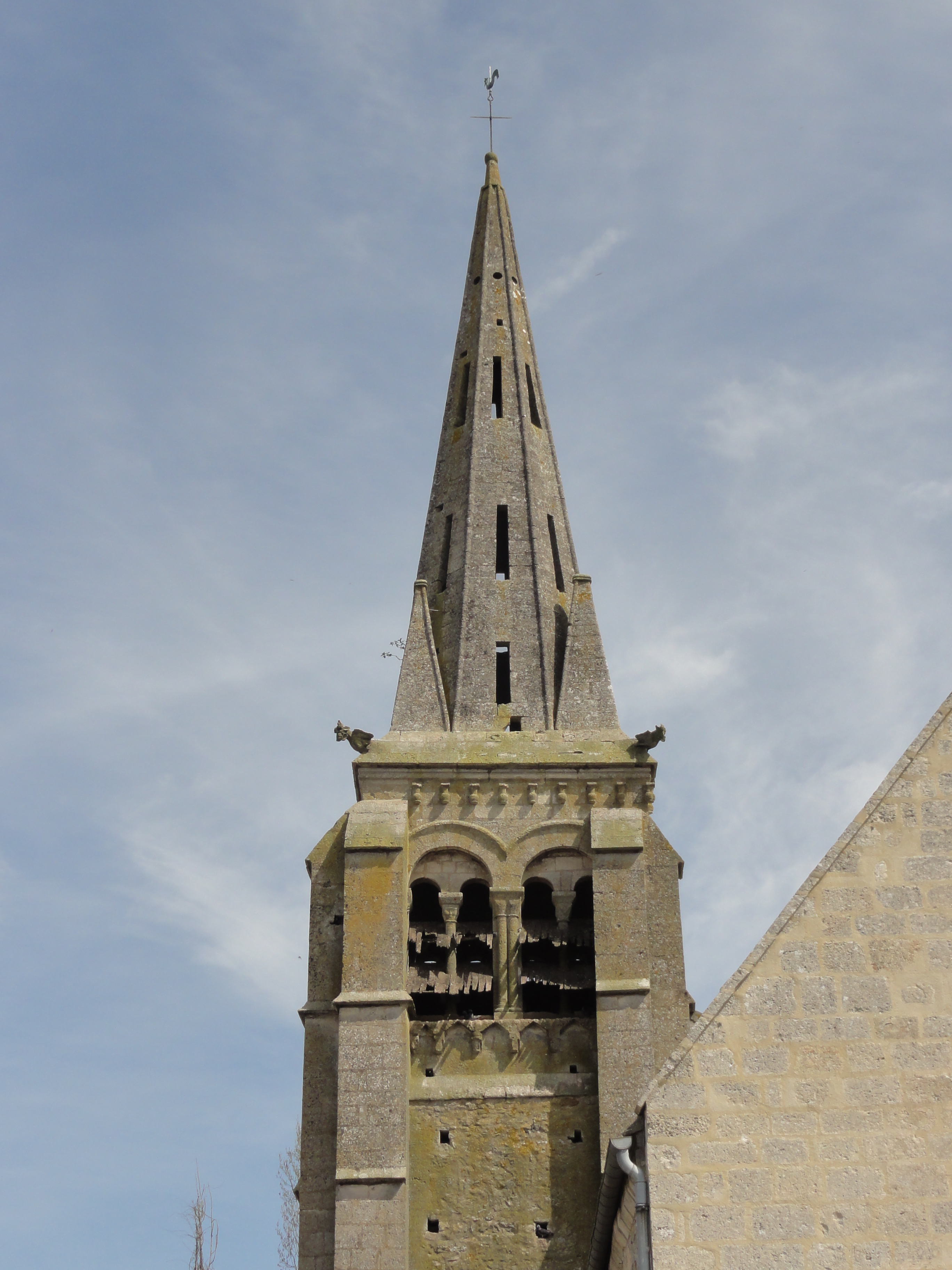
Étage de beffroi et flèche.
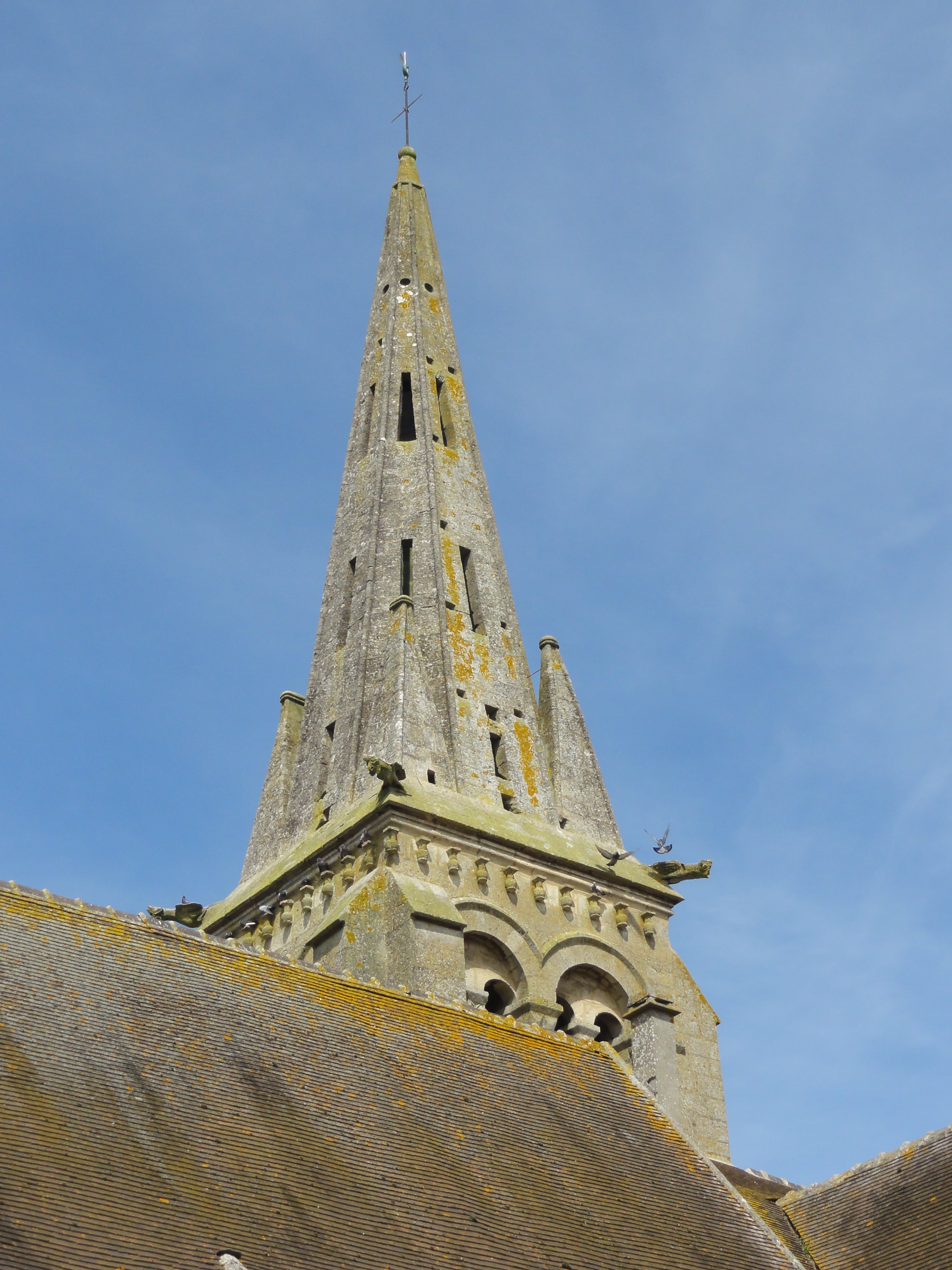
Vue depuis le sud-ouest.
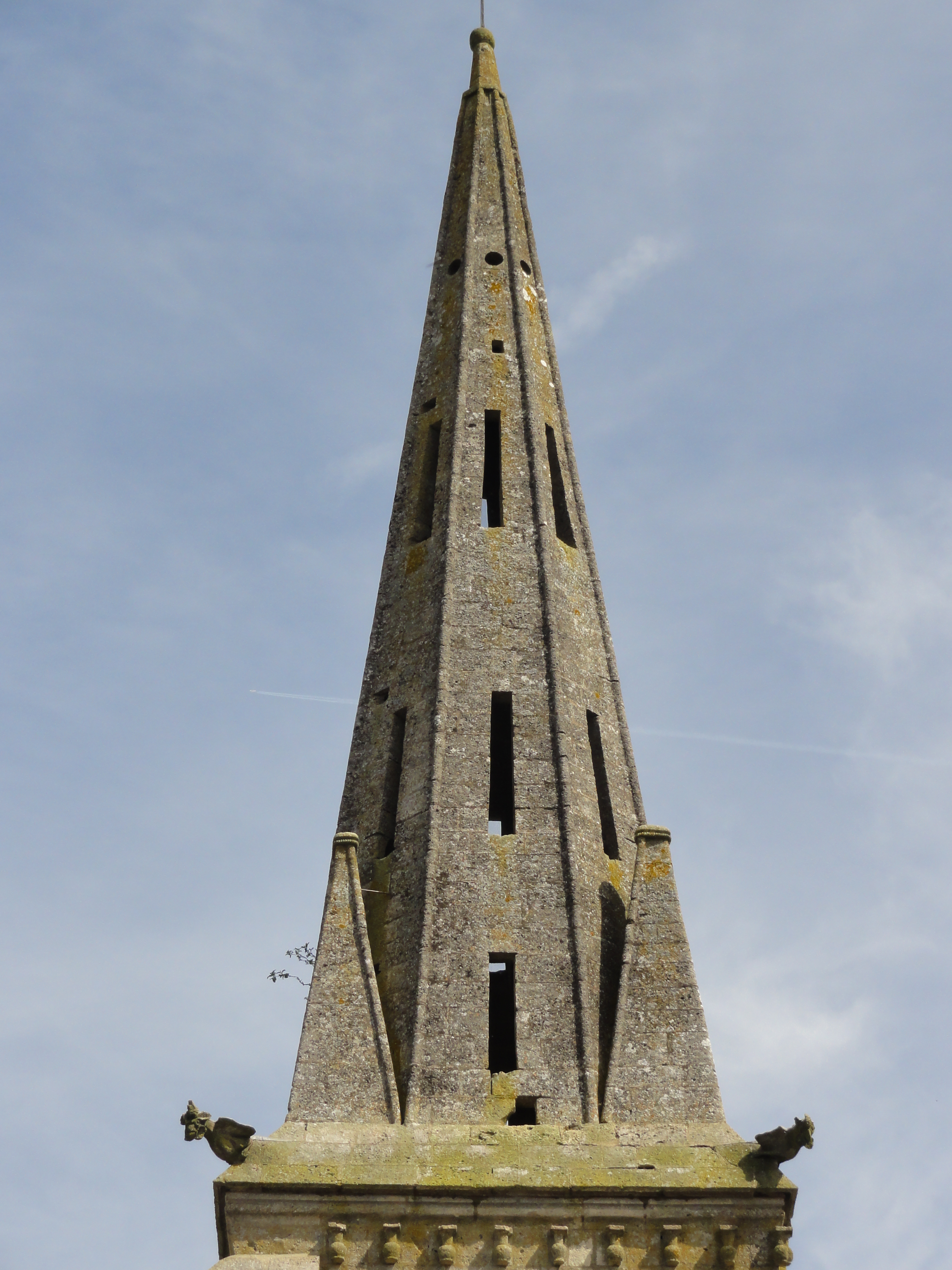
Flèche, côté ouest.
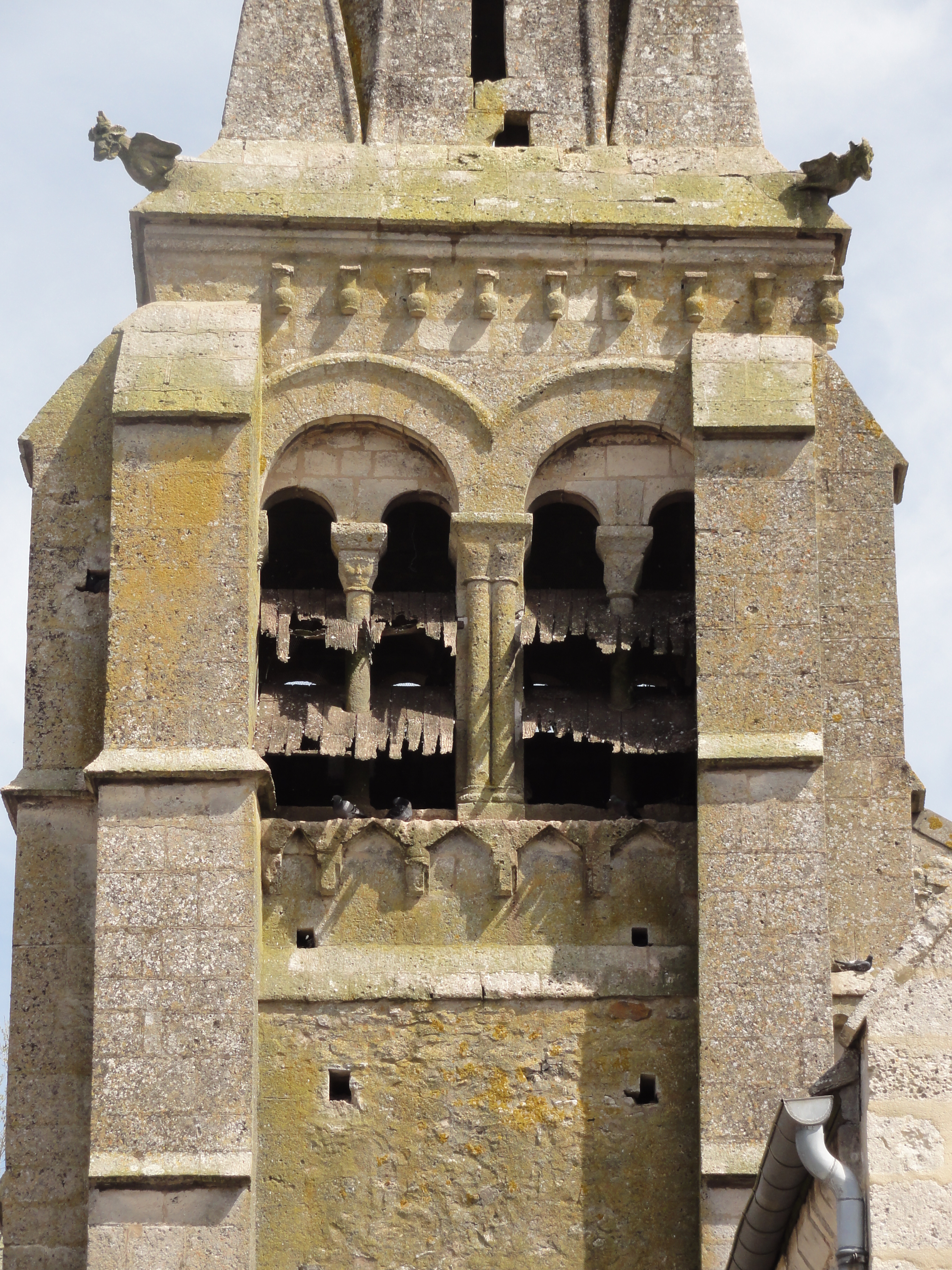
Étage de beffroi, détail.
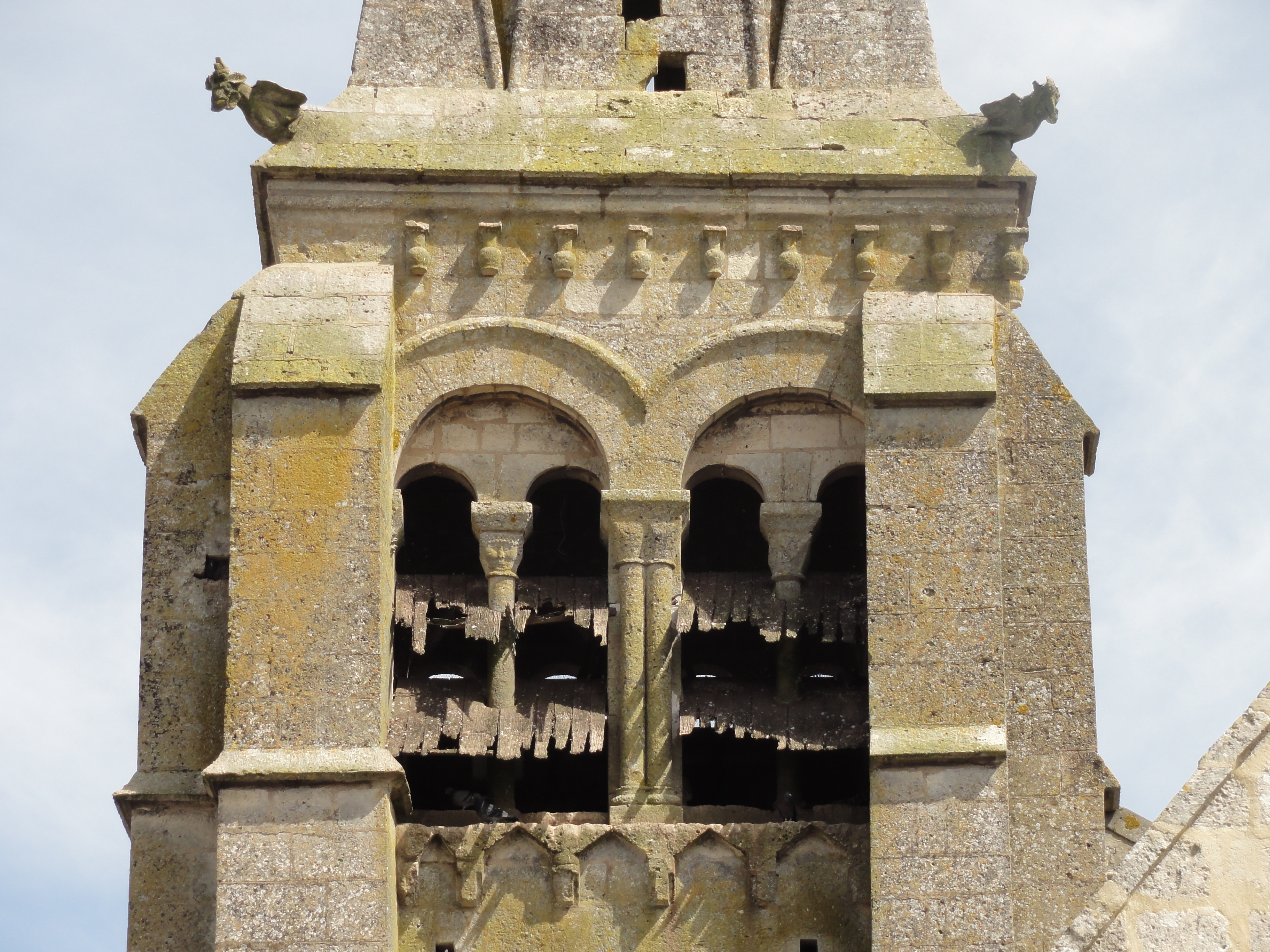
Étage de beffroi, détail.

#### Parties orientales

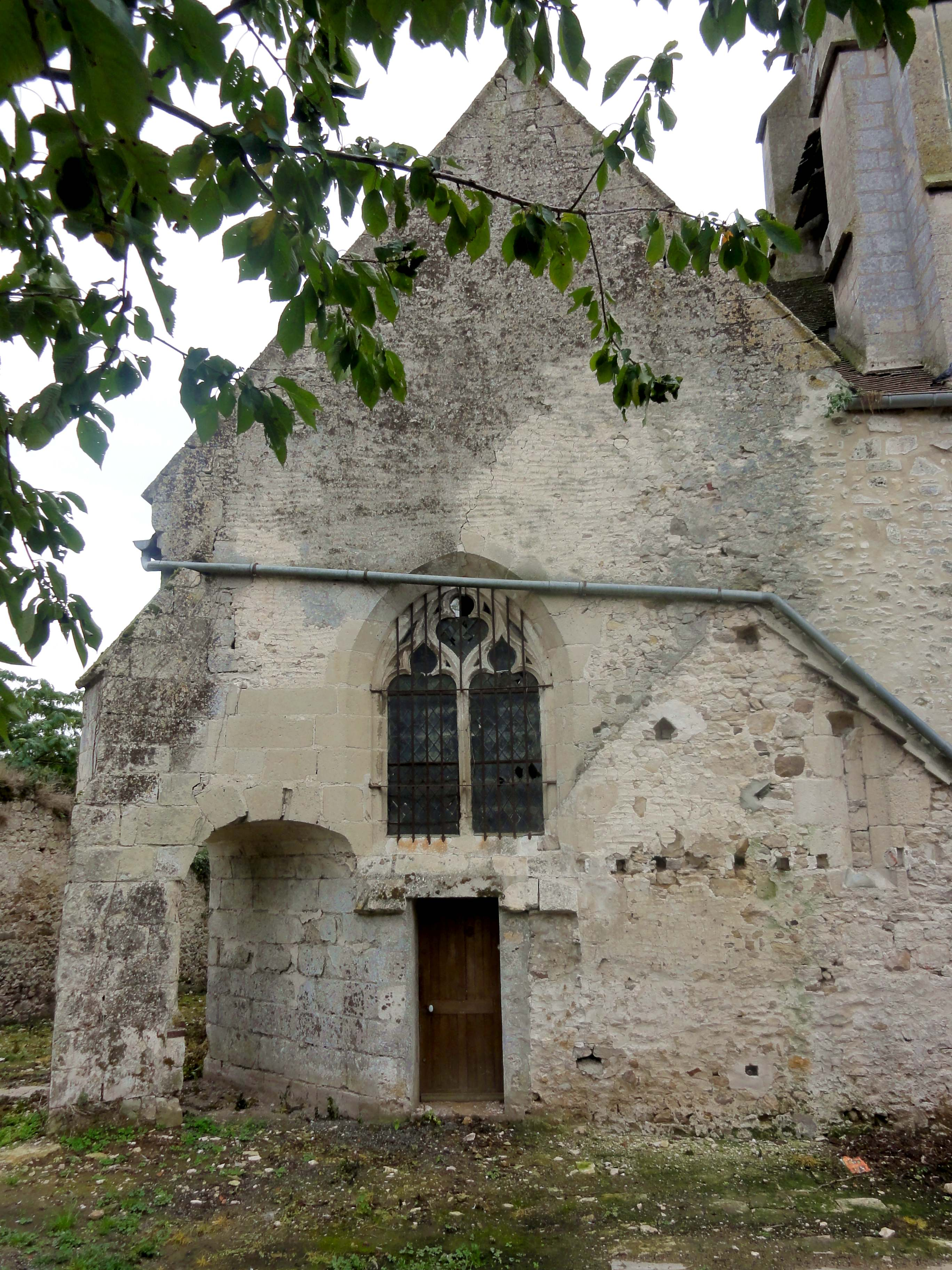
Sacristie, côté nord.

Une meurtrière bouchée à l'intersection entre le clocher et l'actuelle sacristie, analogue à celle que l'on voit au-dessus de la porte du clocher, témoigne peut-être d'une absidiole ou construction annexe du milieu du XIIe siècle. La sacristie elle-même, qui, d'après Dominique Vermand, est une chapelle du dernier quart du XVe siècle, présente un pignon vers le nord. La fenêtre, désaxée vers l'est, est muni d'un remplage de type flamboyant, avec deux lancettes à têtes trilobées surmontées d'un soufflet et de deux mouchettes. À gauche, l'on remarque un passage sous un contrefort oblique, disposition exceptionnelle qui devrait s'expliquer par l'enclavement du chevet dans des propriétés privés et l'impossibilité de contourner le contrefort. En principe, les contreforts obliques ne se répandent qu'au deuxième quart du XVIe siècle. Assez volumineux, le contrefort se retraite une fois par un glacis formant larmier, et s'amortit également par un glacis formant larmier. Le pourtour de la fenêtre, le passage et le contrefort sont les seuls éléments réalisés en pierre de taille. Le reste du mur est bâti en moellons irréguliers.
Il est malheureusement impossible d'embrasser le chevet par le regard dans son ensemble. Le mur de la chapelle servant de sacristie montre une fenêtre en plein cintre, qui ne concorde pas avec la période de construction présumée. Le chevet du vaisseau central est flanqué de deux contreforts épais fortement saillants, qui épousent sinon la même physionomie que le contrefort biais de la sacristie. La vaste baie est entourée de moulures du XIIIe siècle et d'un mince tores avec bases et chapiteaux. Seulement le chapiteau de droite est resté indemne. Le réseau flamboyant de la fin du XVe siècle ou du début du XVIe siècle intègre deux autres colonnettes à chapiteaux de la période rayonnante. Le remplage a déjà été décrit. La partie inférieure de la baie est déjà bouchée de longue date par deux assises de pierre de taille, dont l'assise supérieur est taillé en biseau pour former un glacis à l'appui de la baie. La chapelle latérale sud se distingue par sa construction soignée en pierre de taille. Un larmier court à la limite de l'allège. La fenêtre est une étroite lancette entourée d'un double ressaut biseauté. Un cordon de têtes de clous court au niveau des impostes, et s'infléchit au-dessus de l'arc de la baie.

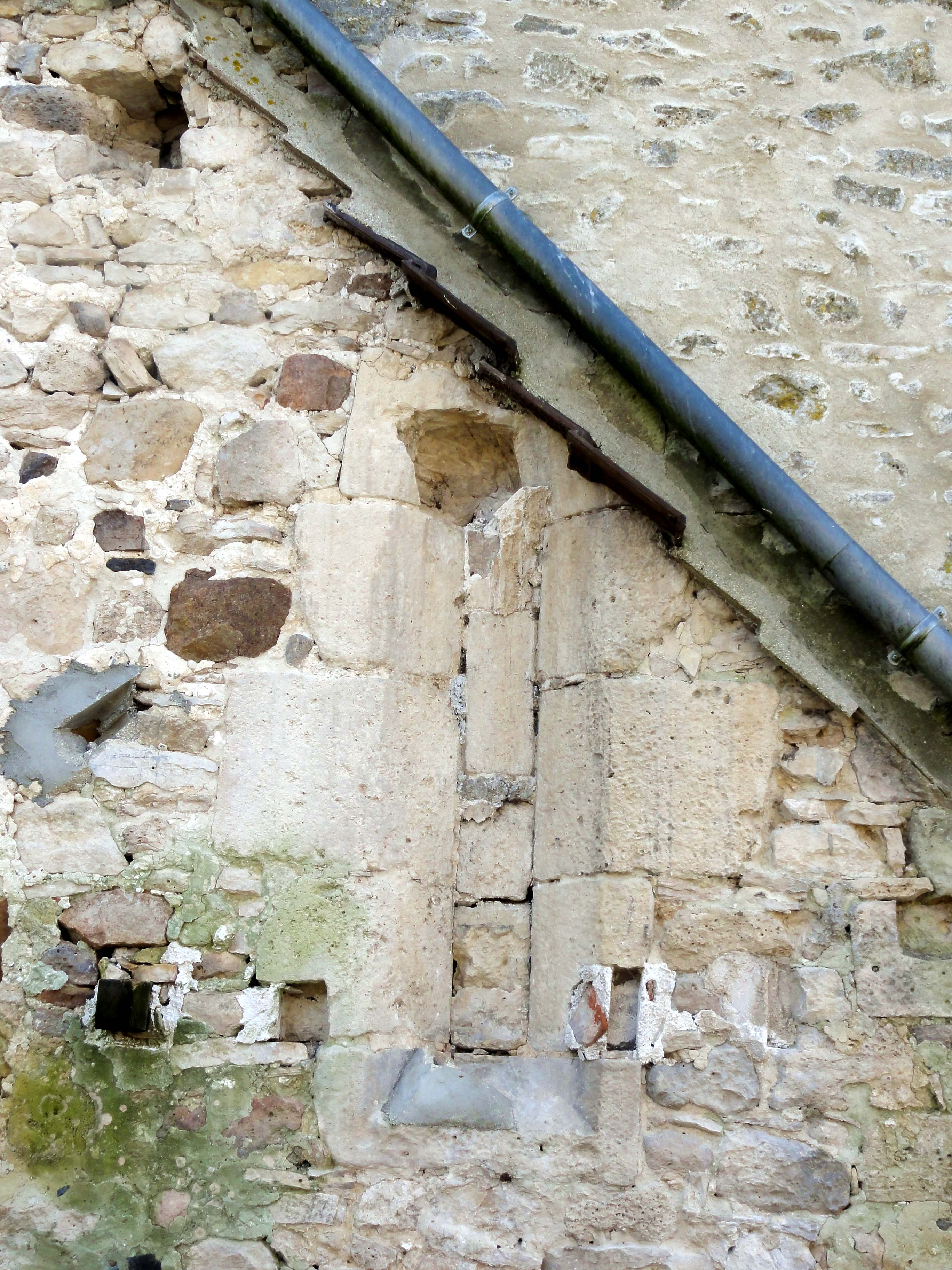
Meurtrière bouchée au nord.
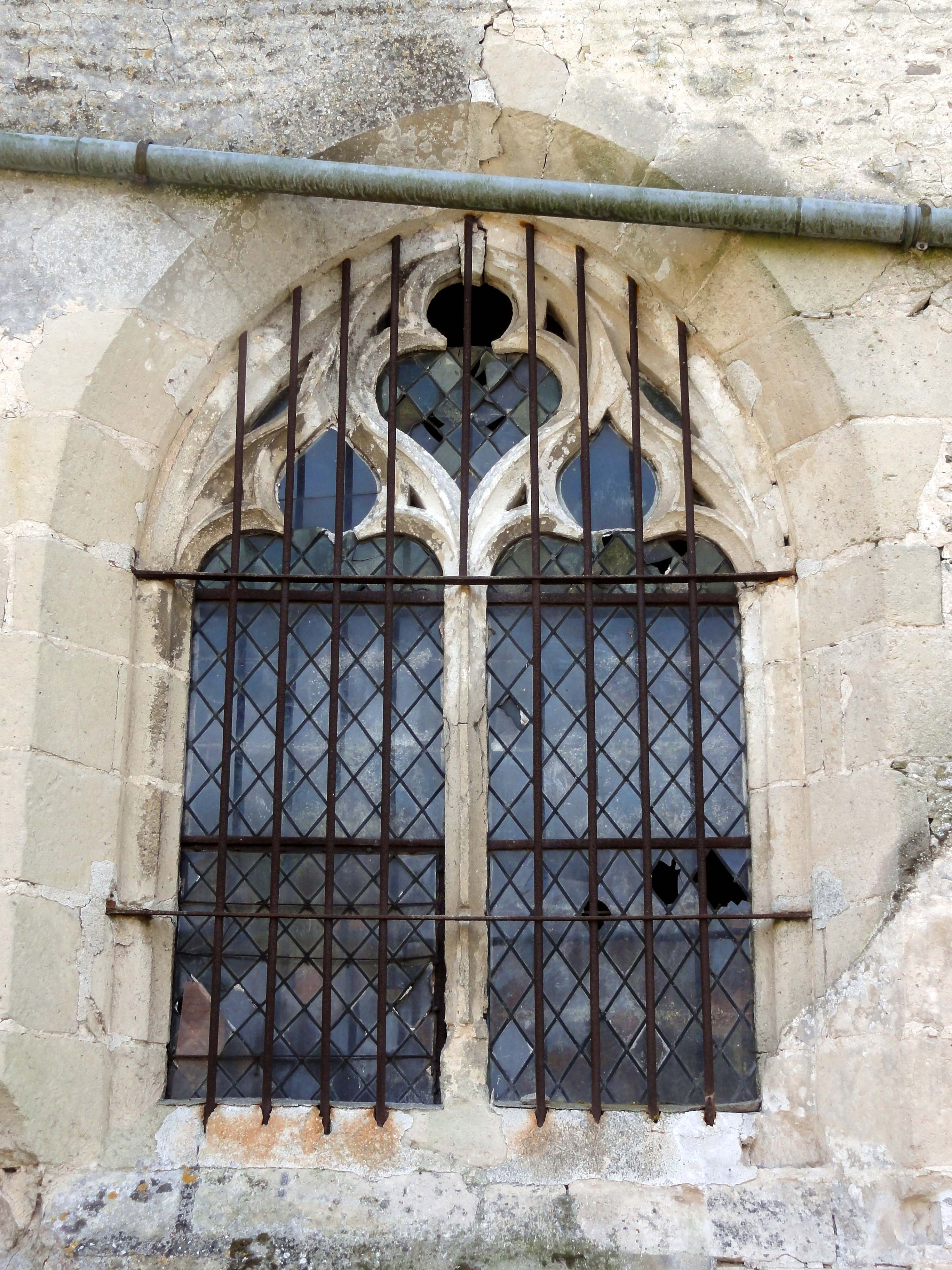
Fenêtre flamboyante au nord de la sacristie.
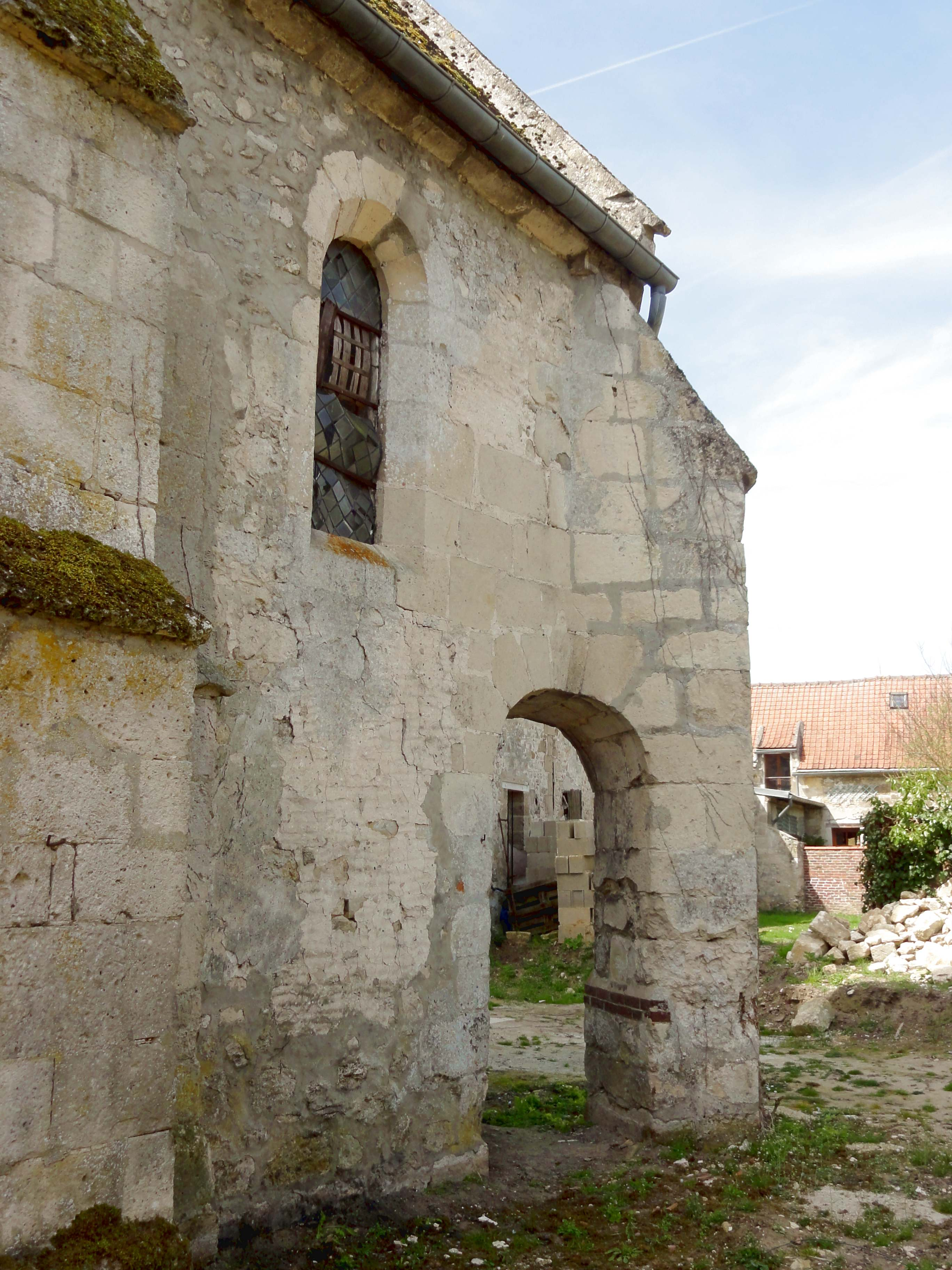
Chevet de la sacristie.
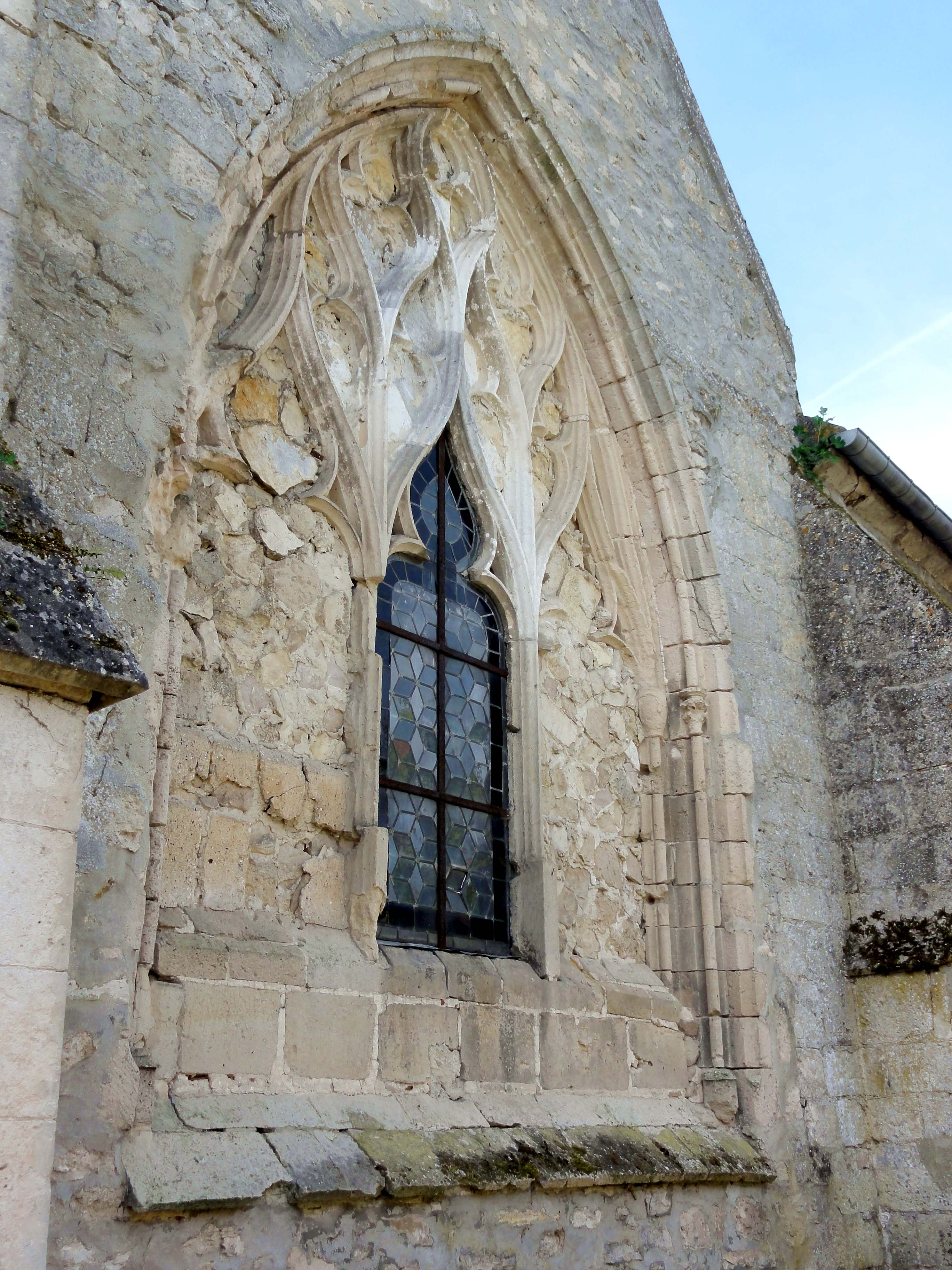
Baie rayonnante au remplage flamboyant.
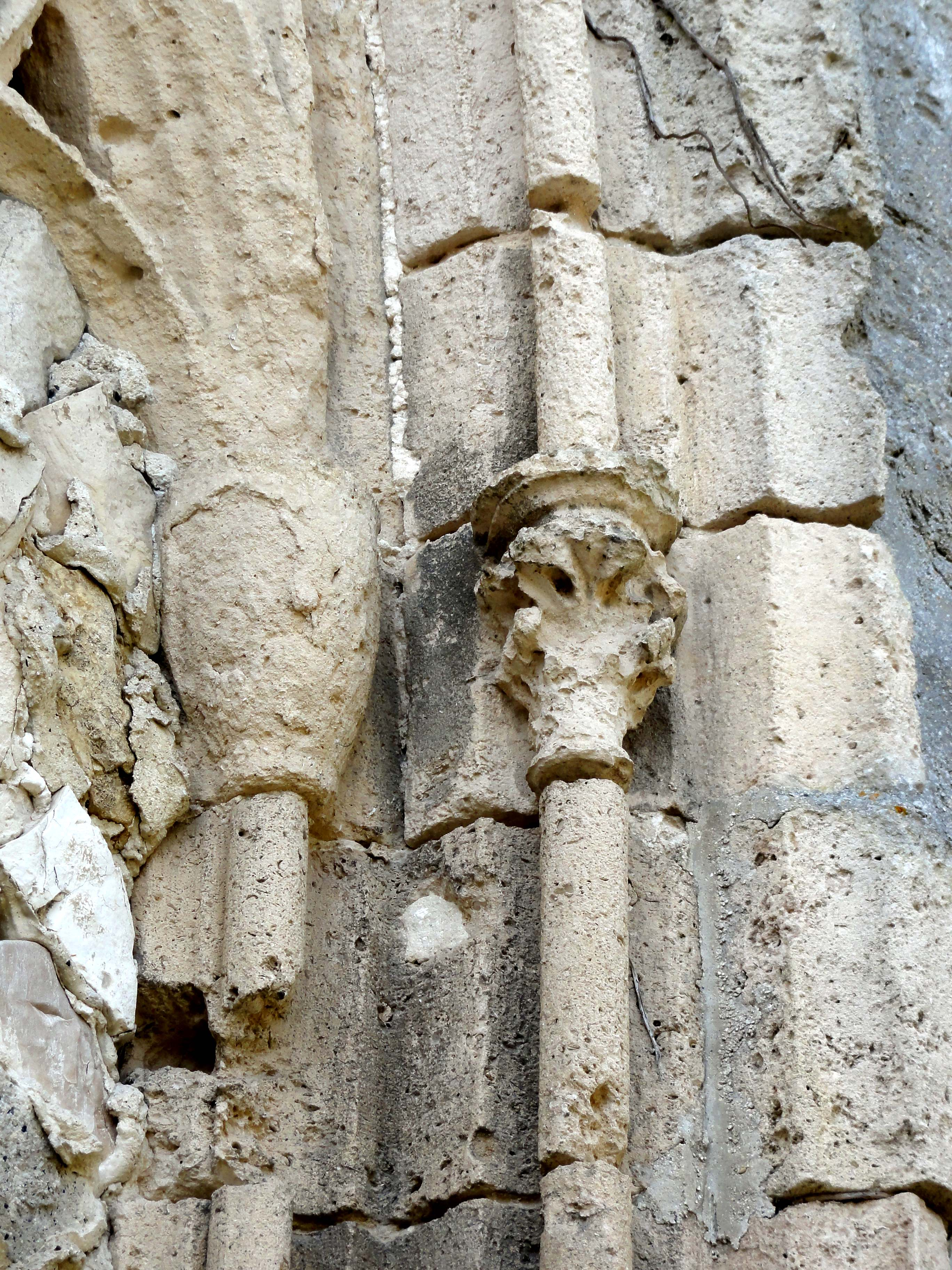
Chapiteaux de la période rayonnante à droite.
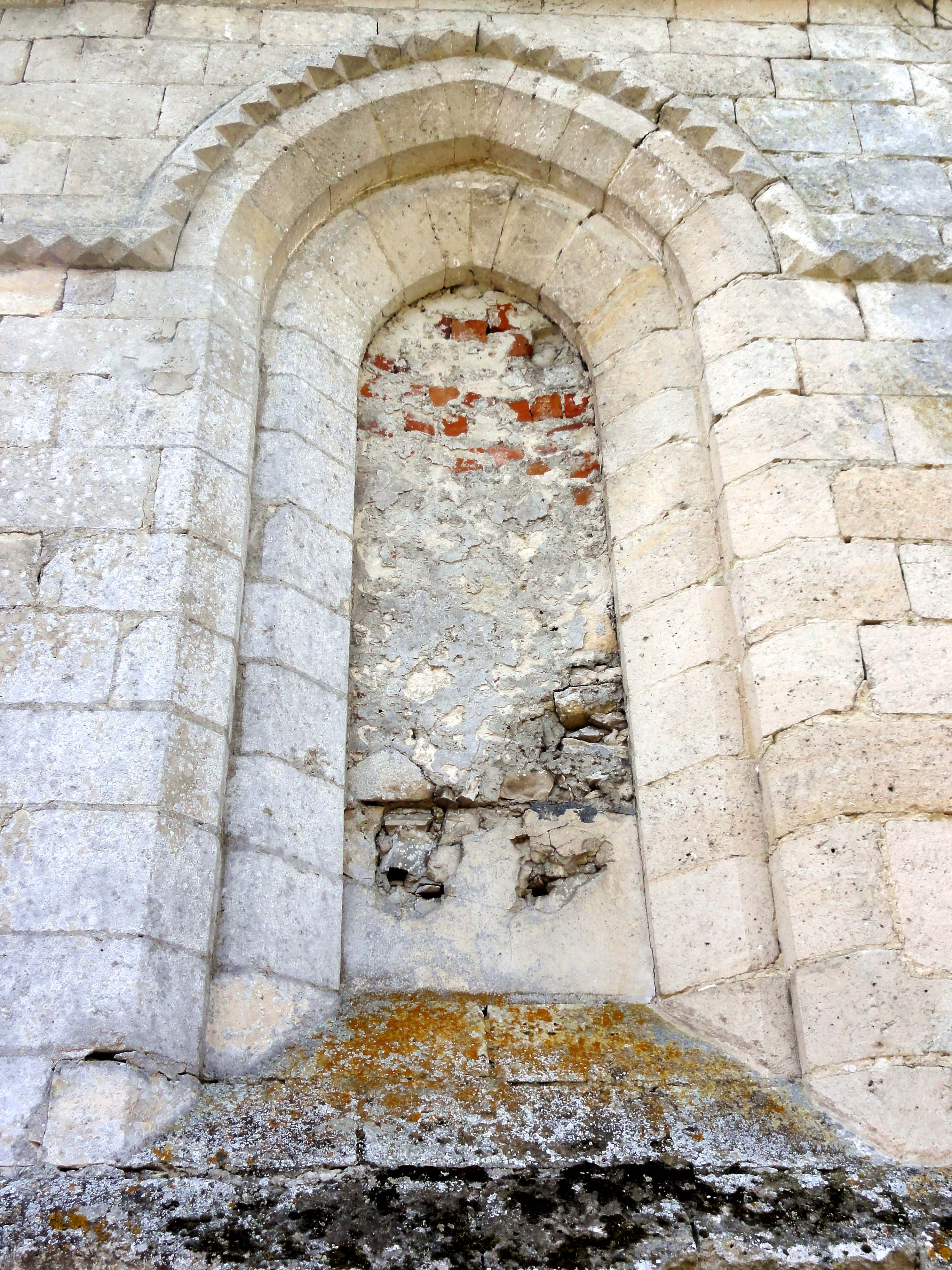
Baie bouchée au chevet du collatéral sud.

#### Élévation méridionale

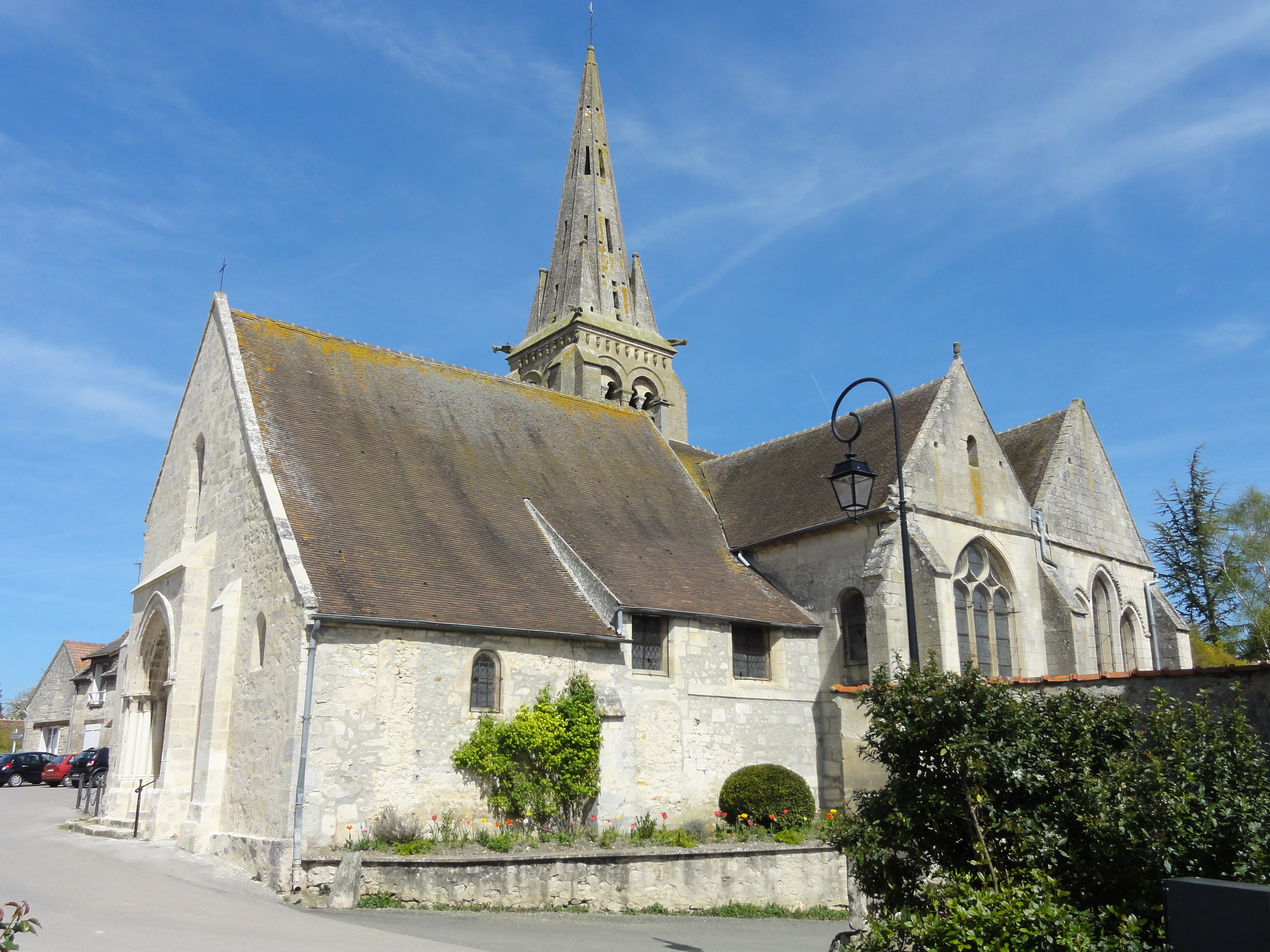
Vue depuis le sud-ouest.

Avec ses deux pignons et le clocher dominant l'ensemble à l'arrière-plan, l'élévation méridionale du collatéral est pleine d'attraits. Les deux chapelles qui forment le collatéral sont d'une cohésion stylistique évidente, ce qui surprend étant donné l'intervalle de trois siècles et demi qui sépare leur construction respective. Les pignons ont les mêmes dimensions, et sont délimités inférieurement par un larmier continu. Les deux contreforts orthogonaux par angle et le contrefort à l'intersection entre les deux chapelles s'achèvent par le même type de glacis formant larmier. Les allèges ont la même hauteur. L'on est amené à penser qu'un collatéral de deux travées fut bâti dès la fin du XIIe siècle, et que la première travée fut seulement reconstruite, et non construite de toutes pièces, au milieu du XVIe siècle. Cette reconstruction inclut la reprise en sous-œuvre des deux contreforts de l'angle sud-ouest, où un bandeau plat remplace le larmier présent sur les trois faces des trois autres contreforts du collatéral. Les allèges ont également été remaniées. Celle de la seconde travée se termine par un larmier, et celle de la première travée par le même bandeau plat déjà observé sur les contreforts de l'angle sud-ouest. La différence la plus visible concerne, bien sûr, les fenêtres. À l'image de nombreux chevets plats de la période romane et de la première période gothique, la deuxième chapelle est éclairée par un triplet, déjà signalé. Il occupe toute la largeur disponible, et ses baies sont surmontées du même cordon de têtes de clous constaté sur le chevet de la chapelle. Le remplage de la première chapelle est de type flamboyant tardif. Le style de la Renaissance ne se manifeste pas clairement à l'extérieur, hormis le bandeau plat, inusité à la période flamboyante. Ce bandeau se continue jusque sur le mur méridional de la seconde travée du bas-côté de la nef, où l'on note une rupture dans l'appareil. À gauche de cette rupture subsistent les vestiges d'une porte en anse de panier. Les deux fenêtres de la seconde travée sont sans caractère. La première travée, qui remonte aux débuts du XIIIe siècle, possède une petite baie en arc brisé, analogue à celle en façade. L'unique contrefort du bas-côté sépare les deux travées.

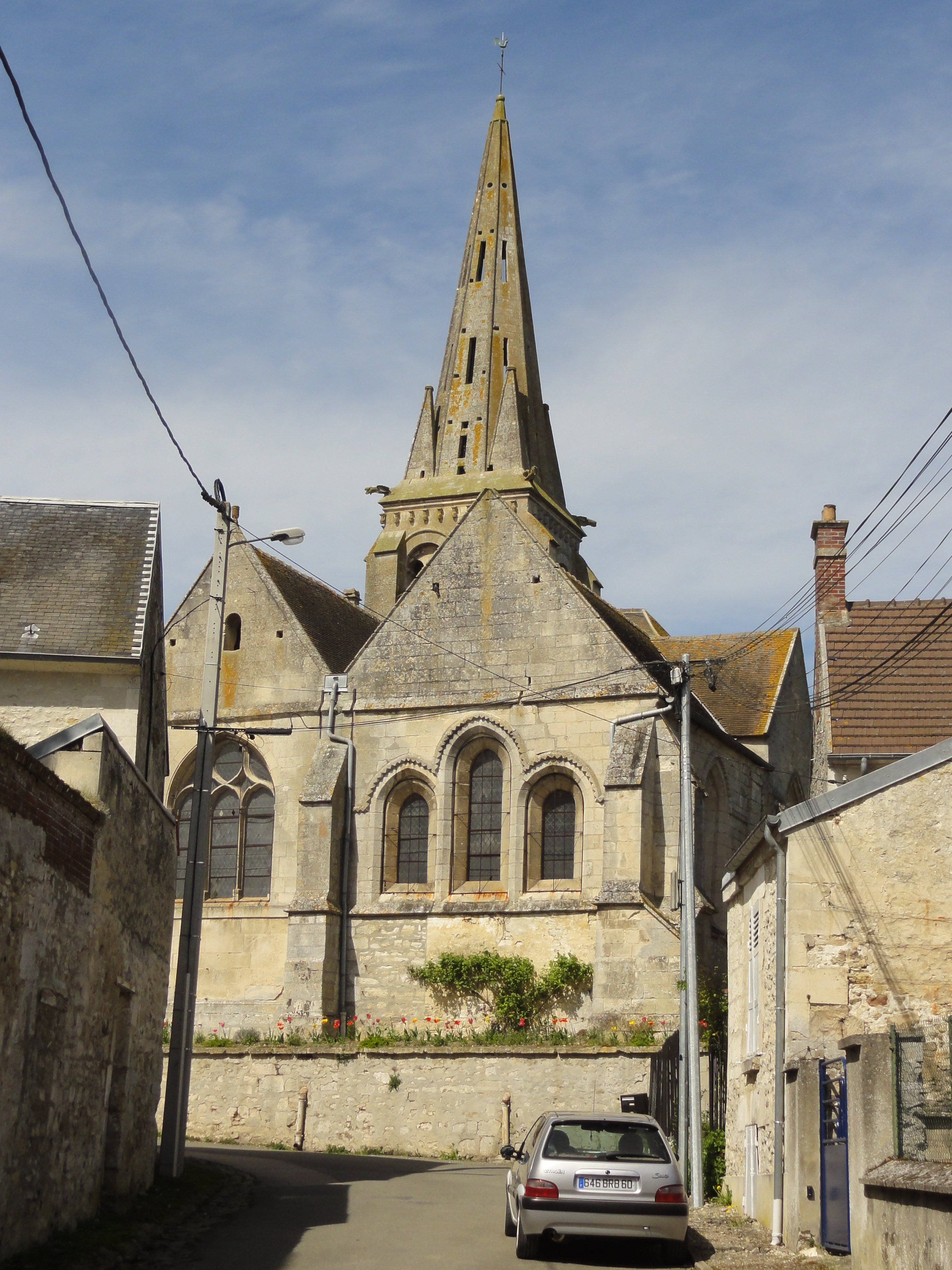
Vue depuis le sud (rue Sainte-Marie).
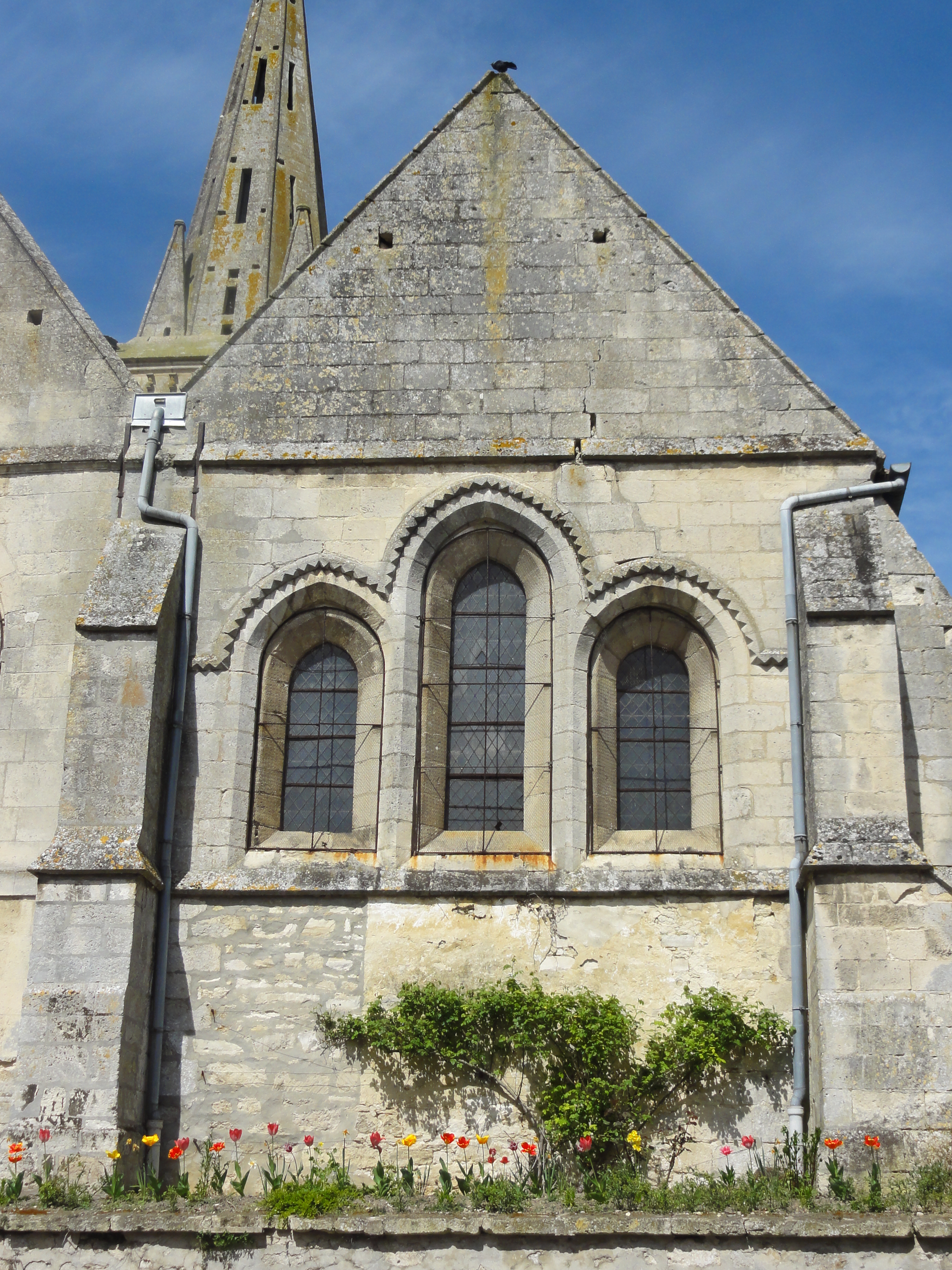
Collatéral, 2e travée, vue depuis le sud
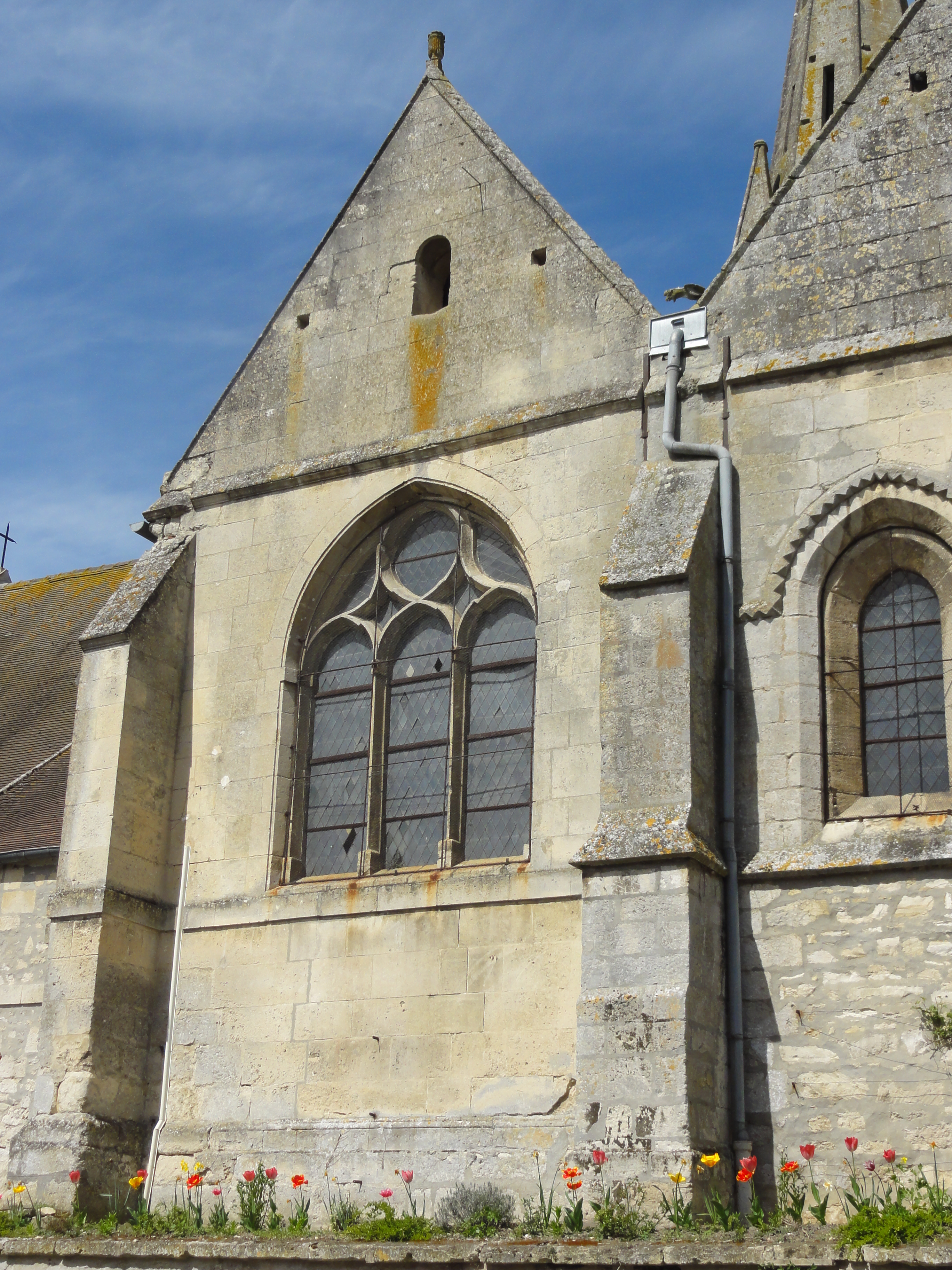
Collatéral, 1re travée, vue depuis le sud.
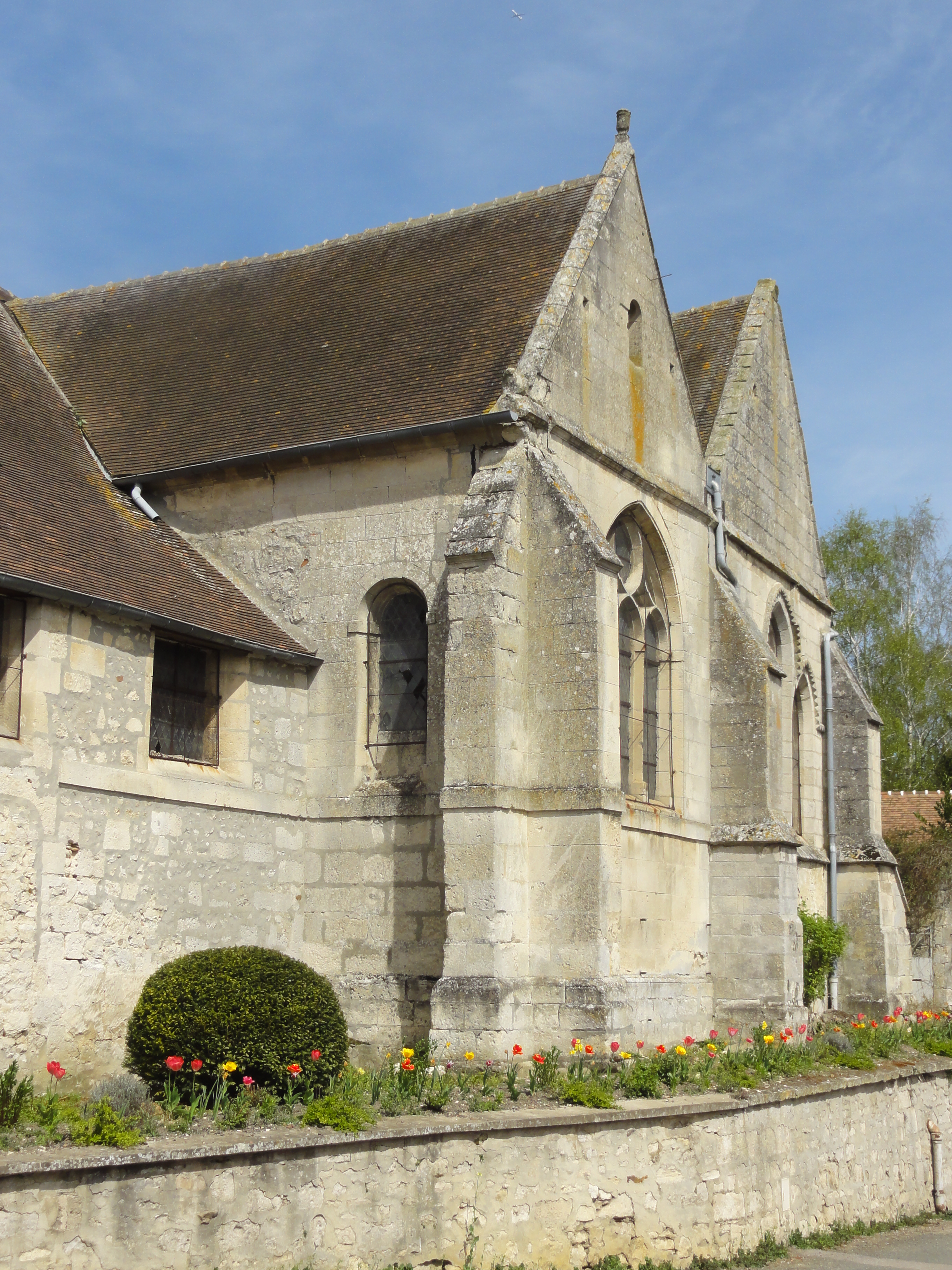
Collatéral, vue depuis le sud-ouest.
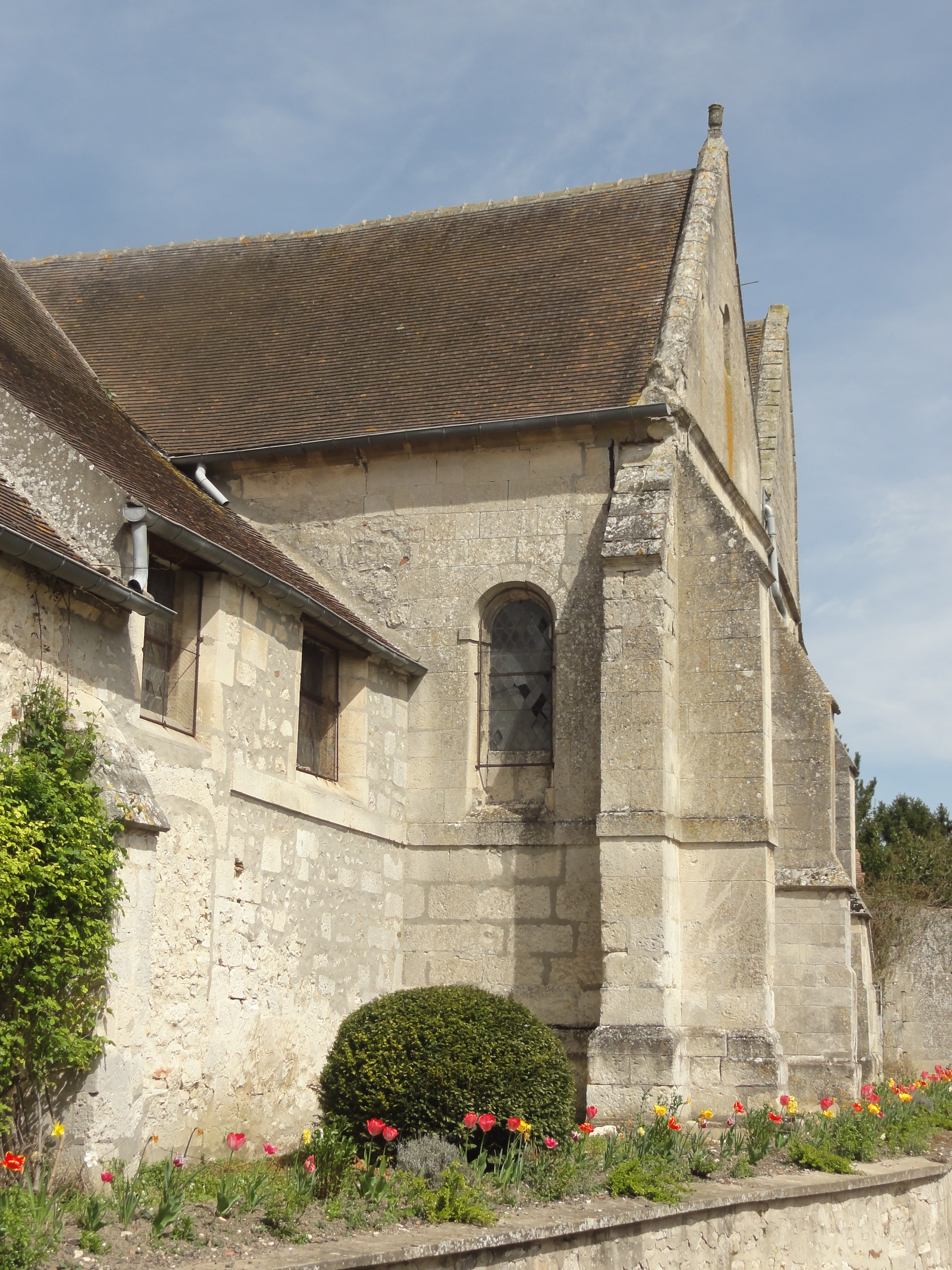
Collatéral, vue depuis l'ouest.
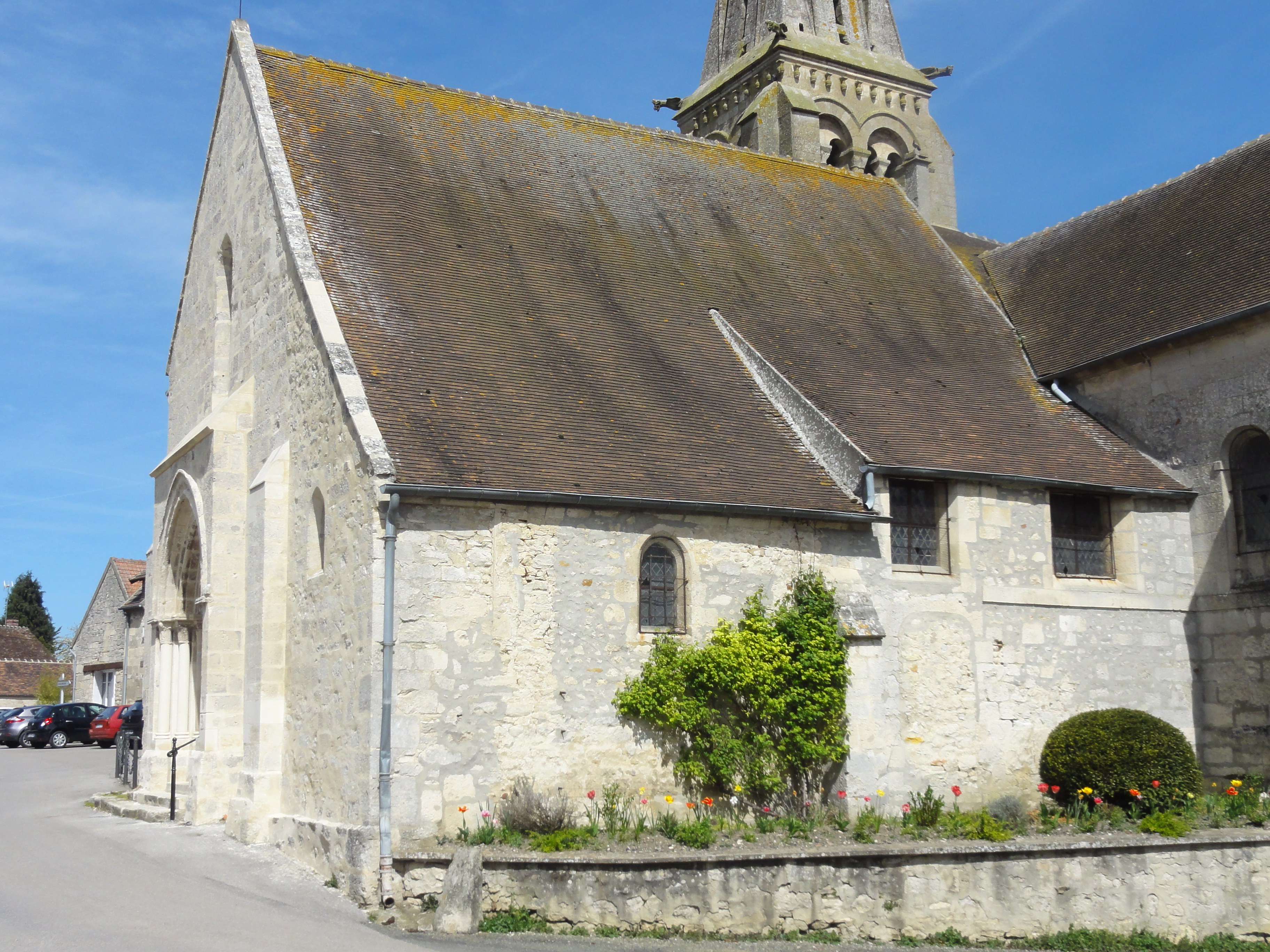
Nef et bas-côté, vue depuis le sud-ouest.

## Mobilier

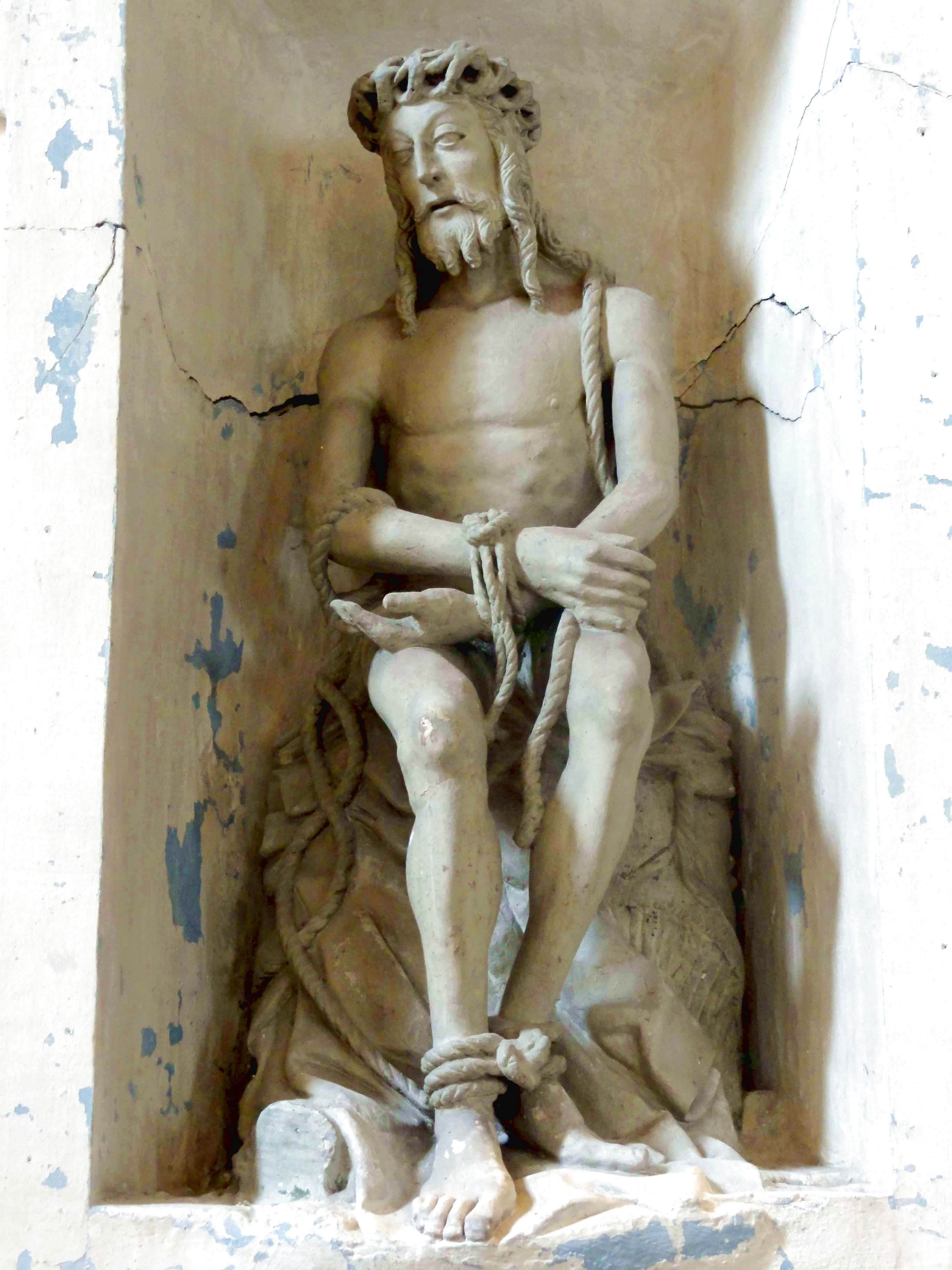
Christ aux liens.

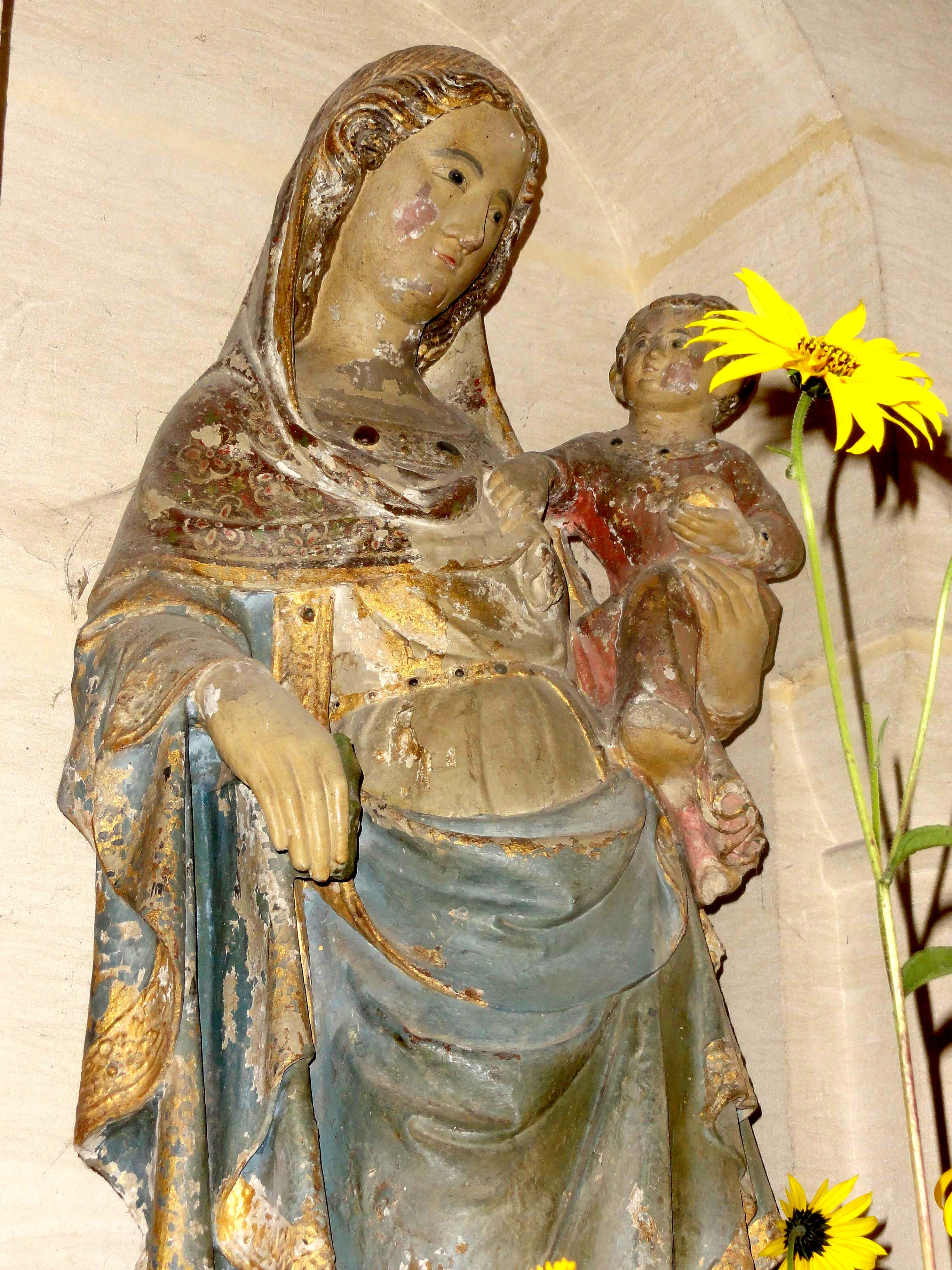
Vierge à l'Enfant.

Parmi le mobilier de l'église, quatre éléments sont classés monument historique au titre objet. Ils appartiennent tous au domaine de la sculpture religieuse.

### Sculpture
- La statuette en bois de chêne du Christ enseignant, qui date de la première moitié du XVIe siècle et mesure 70 cm de hauteur, est actuellement conservée en mairie. L'œuvre a été classée en 1966, et consolidée en 1992 par les ateliers ARCOA de Paris. Elle pourrait provenir d'un ensemble figuré composé de plusieurs statuettes, qui sont conservées en l'église Saint-Caprais, et n'ont pas encore été classées aux monuments historiques[10].
- La statue en pierre calcaire polychrome du Christ aux liens ou Ecce homo date de la seconde moitié du XVIe siècle, et mesure 135 cm de hauteur. Le classement remonte à 1933. L'on a fait le rapprochement avec le Christ aux liens sur le trumeau du portail de l'église de Mailly (Somme)[11]. D'après Eugène Müller, la sculpture proviendrait de l'abbaye cistercienne du Parc-aux-Dames, sur la même commune[3].
- La statue en pierre calcaire polychrome de la Vierge à l'Enfant, avec des incrustations de verroteries aux galons du vêtement, date du second quart du XIVe siècle, et mesure 105 cm de hauteur. La Vierge n'est pas couronnée, et a les pieds nus. Elle se tient debout, fortement déhanchée, et est habillée d'une longue robe et d'un manteau drapé en tablier. Son léger voile laisse apparaître une abondante chevelure ondulée. Elle porte l'Enfant sur son bras gauche et tenait jadis une fleur de lys de sa main droite. Jésus saisit le voile de sa mère et présente un globe de sa main gauche. Il a les cheveux courts et frisés. Eugène Müller, qui écrit en 1894, dit que la statue avait été « reléguée par je ne sais quelle injustice, au-dessus de la porte ». Elle est aujourd'hui abritée à l'intérieur de l'église, et classée depuis 1905[12],[3].
- La statuette équestre en pierre calcaire polychrome de saint Georges date du XVe siècle, et mesure 95 cm de hauteur. Elle a été repeinte, et est logée sur une console sous le doubleau séparant la seconde travée du chœur de sa chapelle latérale. L'intrados de l'arcade a dû être excavé pour éviter une trop forte saillie de la console. Saint Georges est vêtu d'une armure complète, et monte un cheval richement harnaché. Le classement remonte à 1919[13].
- La pietà visible dans l'église est une copie de l'œuvre originale du XVIe siècle, en bois polychrome, qui est aujourd'hui exposée au musée de l'Archerie et du Valois de Crépy-en-Valois.
- Le saint patron de la paroisse, saint Caprais d'Agen, est probablement représentée par une statue en pierre polychrome, qui se rattache à l'art populaire du Valois et ne devrait pas être postérieure au XVIIe siècle.
- Des fragments provenant d'un retable démantelé en bois sculpté représentent deux groupes de trois apôtres, et deux apôtres isolés, probablement saint Pierre et saint Paul, qui assistent, effrayés ou surpris, à l'Ascension de Jésus-Christ, qui est pourtant représenté debout, une main placé sur le cœur, et le regard détaché.
- De la poutre de gloire déposée et démantelée, subsistent encore le Christ en croix, remonté à son emplacement initial grâce à un arc en fer forgé, ainsi que les deux statues de la Vierge de douleur et de saint Jean. Le Christ est d'une assez belle facture, et représentée d'une manière naturaliste, avec les muscles sculptant le corps. La Vierge et saint Jean sont en revanche mièvres, avec les détails mal travaillés, et leur bois est fendu et sur-peint.
- L'église possède plusieurs statues représentant quelques-uns des saints les plus vénérés dans la région, dont saint Sébastien, patron des archers ; sainte Barbe et sainte Catherine, qui sont de facture naïve et grossière, à l'instar de la Vierge de douleur et de saint Jean.
- Une autre groupe de quatre statuettes offre davantage d'intérêt. Elles sont en bois polychrome, et bien conservées. À défaut d'être mentionnées dans les rares publications évoquant l'église Saint-Caprais, leur date ne peut être précisée. Les statues représentent saint Pierre, saint Paul et saint Caprais, qui ramènent tous les trois un bout de leur manteau en tablier devant leurs jambes, ainsi qu'un quatrième saint, qui pourrait être saint Jacques le Majeur, muni d'un bourdon de pèlerin et d'une besace, sans attribut plus spécifique.
- Les statuettes de saint Vincent et saint Éloi, qui semblent former un troisième groupe de statues sortant d'un même atelier, sont défigurées par un badigeon grisâtre, qui pourrait cacher des œuvres d'une certaine qualité, anciennement polychromes comme il est visible à certains endroits.

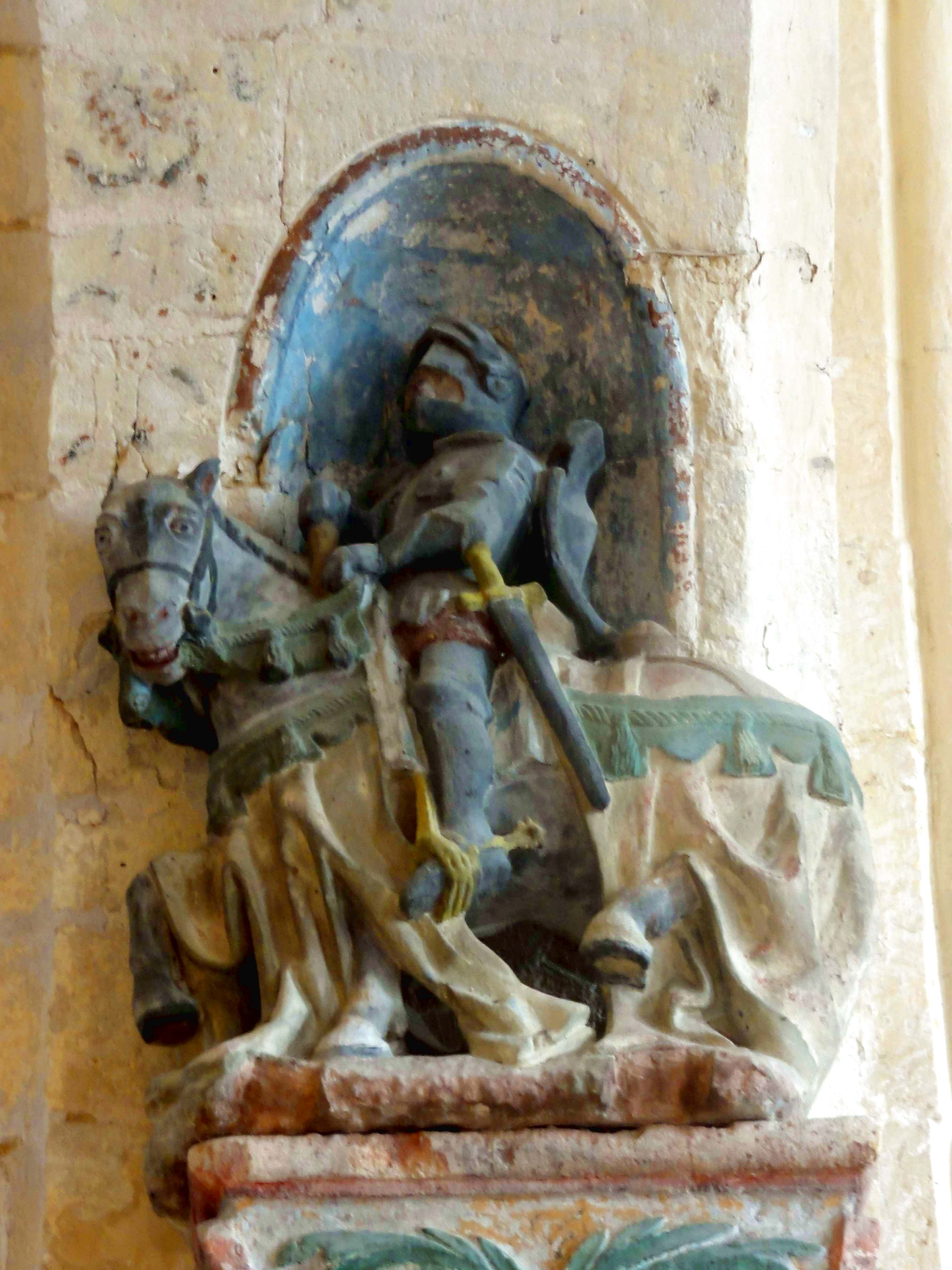
Saint Georges.
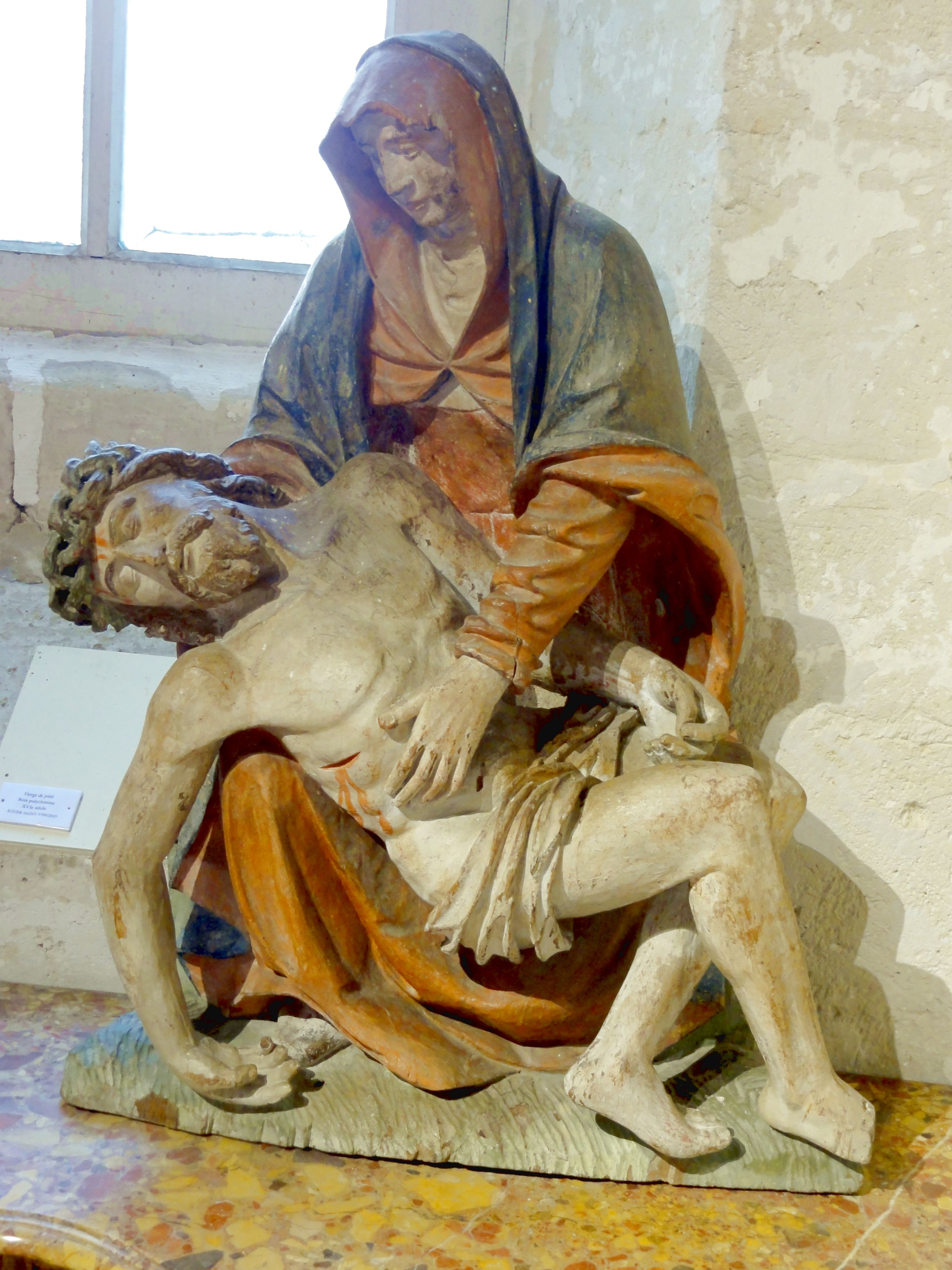
Pietà (original).
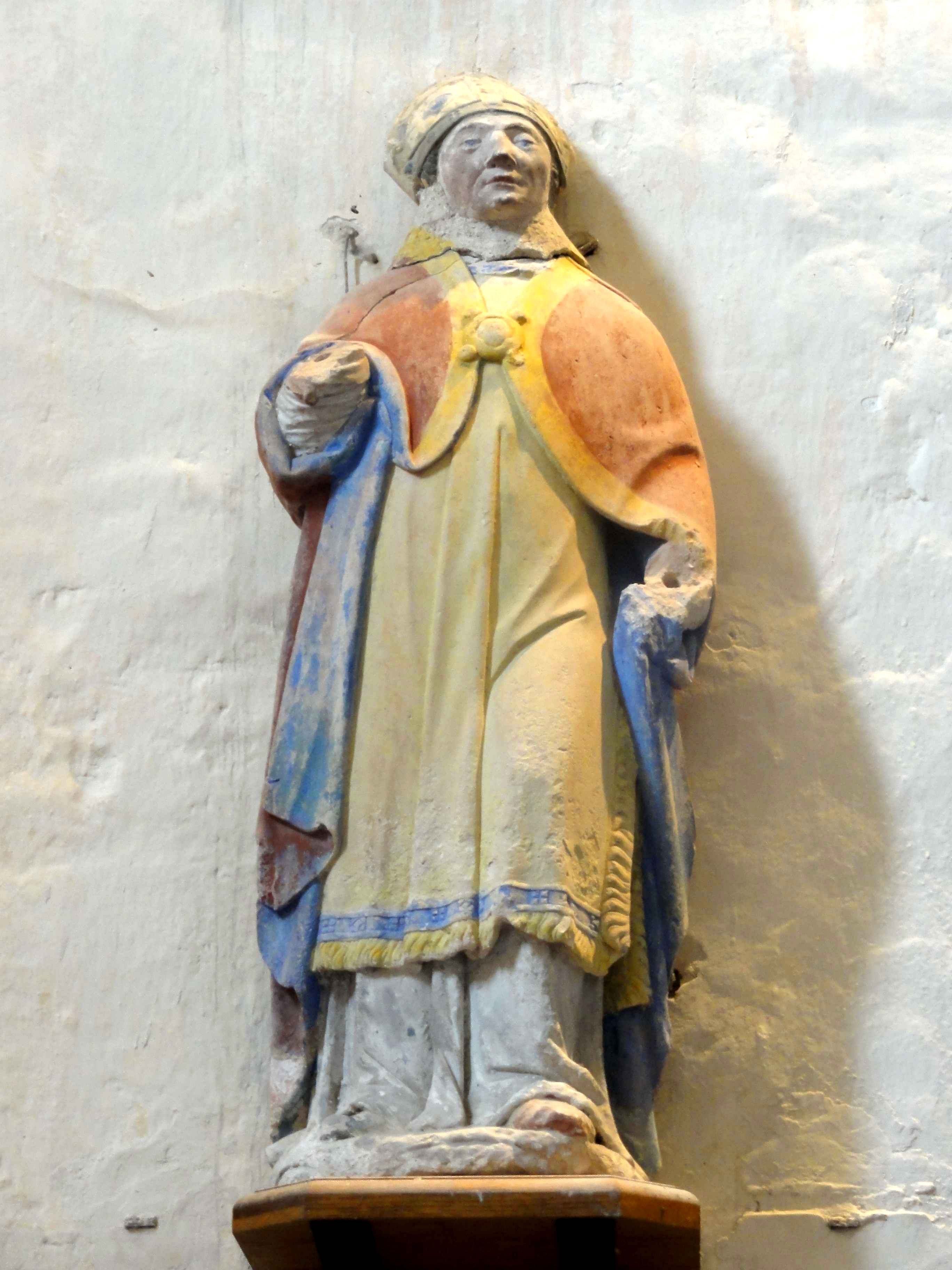
Saint Caprais.
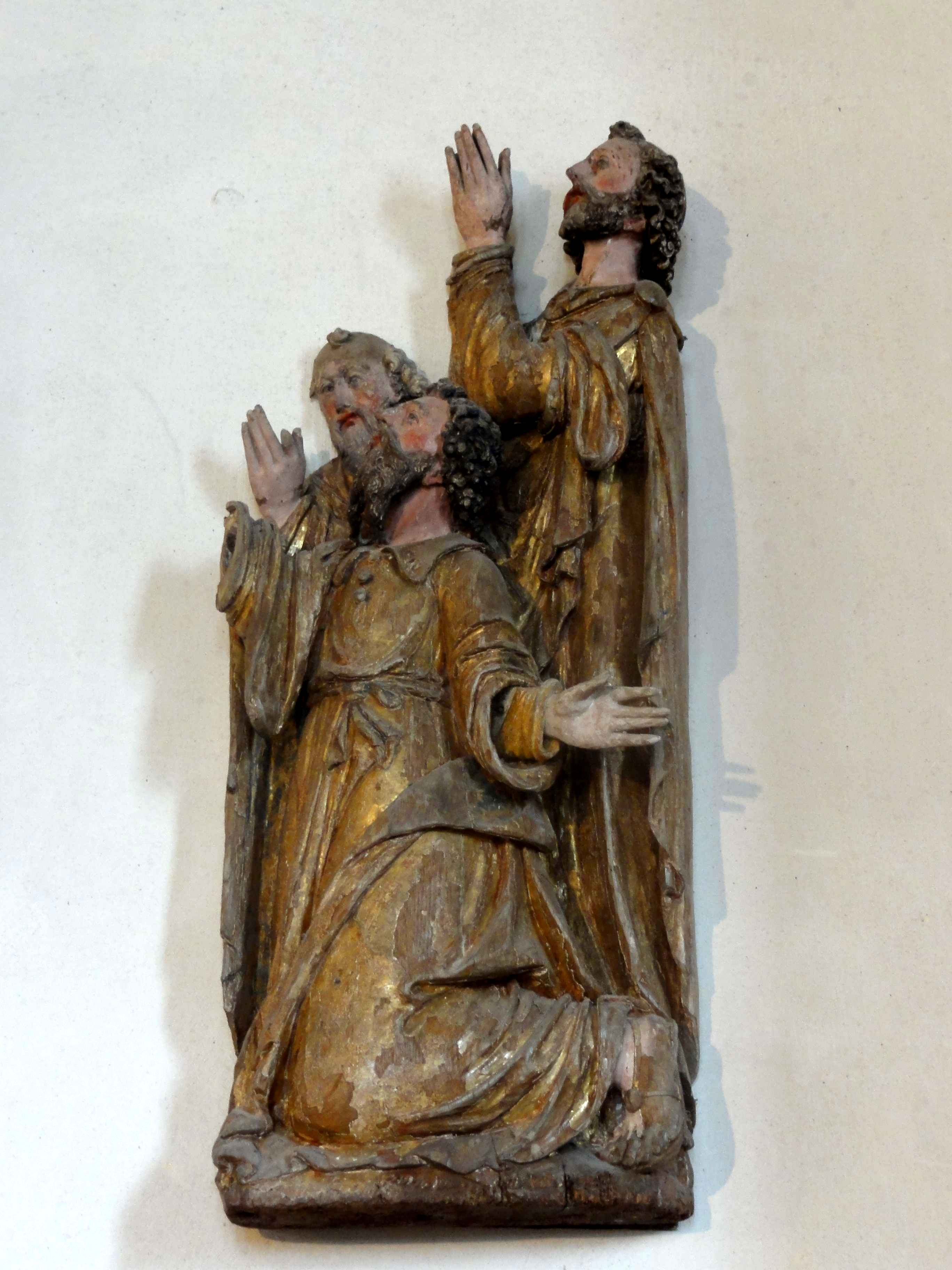
Trois Apôtres.
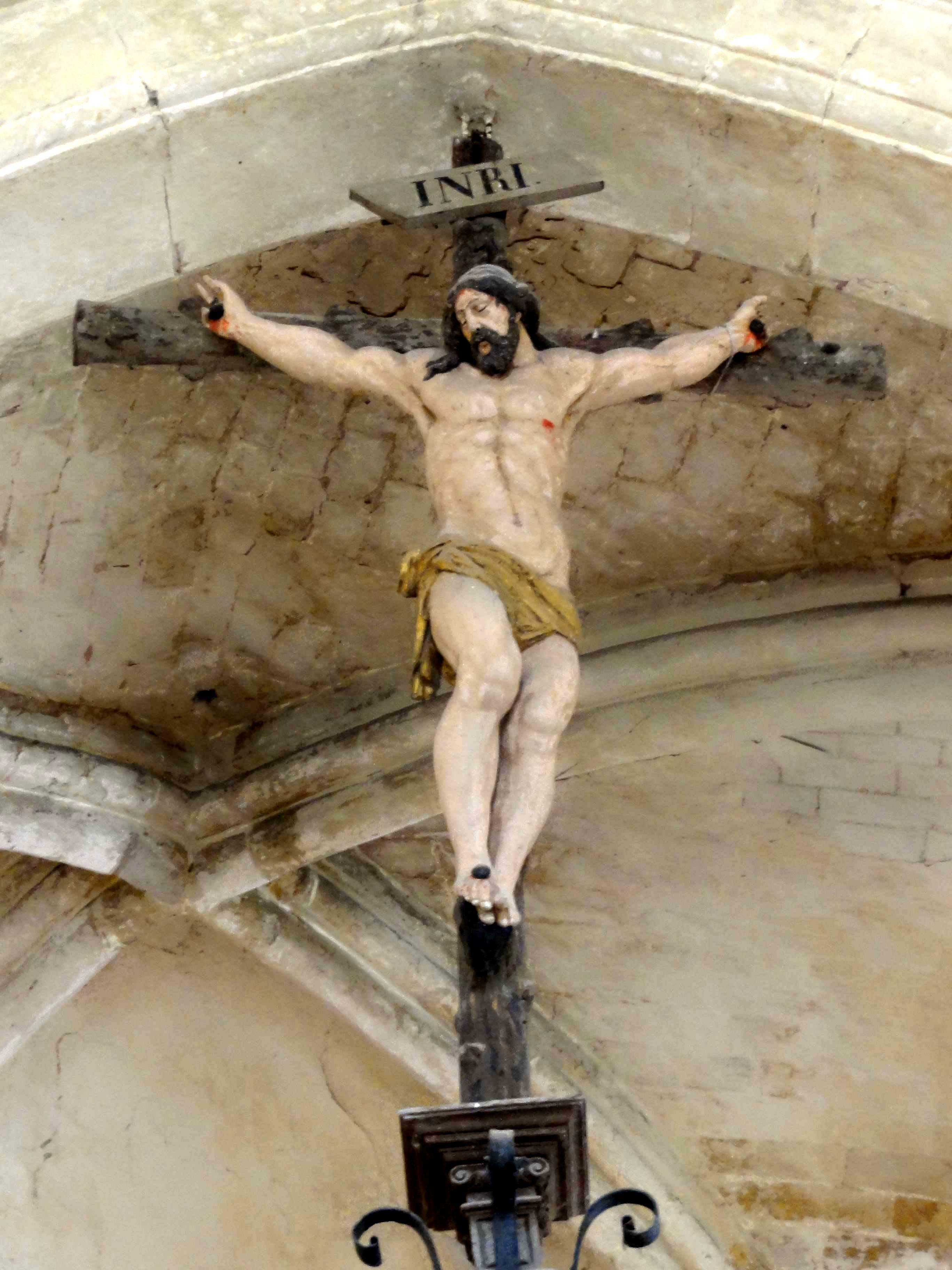
Christ en croix.
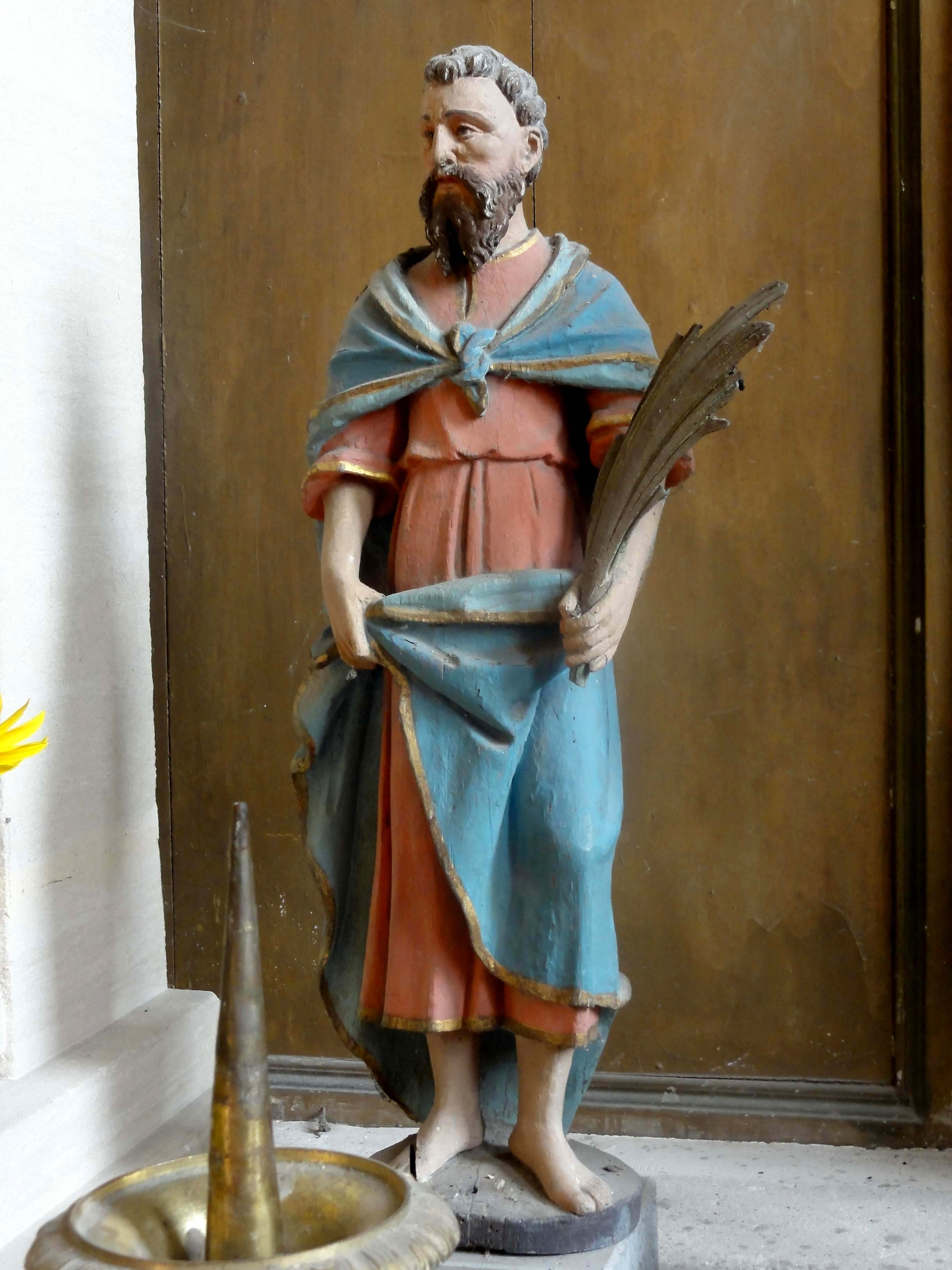
Saint Caprais.

### Divers

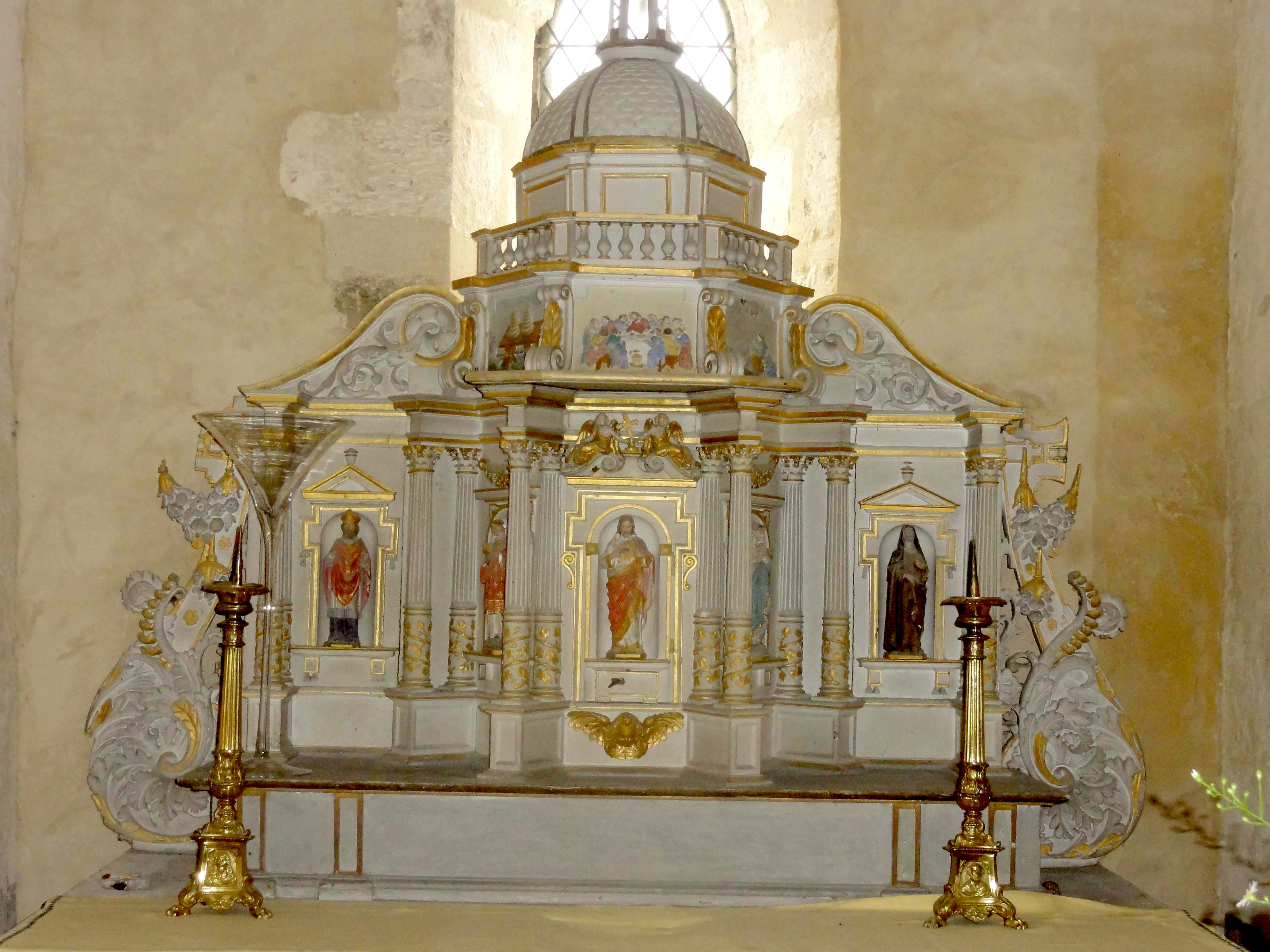
Tabernacle à ailerons.

- La clôture de sacristie, au nord de la première travée du chœur, est en bois taillé, et se remarque par ses panneaux à fenestrages au sobre décor de plis de serviette, surmontés d'une frise composée d'un rang de gouttes et d'un rang de feuilles très resserrées. La porte, de la même facture, est surmontée d'un fronton triangulaire, où se profile le buste d'un homme barbu.
- Le buste-reliquaire de sainte Claire, en bois peint et partiellement doré, date du XIXe siècle, et se compose d'une boîte surmontée de la buste, qui se distingue par un visage avenant et une longue chevelure bouclée. Sous le décolleté, une vitre aujourd'hui à moitié aveugle permettait d'apercevoir les reliques que renferme la châsse. Selon le chanoine Müller, l'église possède un deuxième reliquaire de la même sainte[3].
- Un bâton de procession ou bâton de confrérie présente une statuette saint Vincent, en habit de diacre et tenant une grappe de raisin, sous un dais hexagonal reposant sur des balustres en bois tourné.
- La statuette en bois dorée d'un second bâton de confrérie représente une religieuse au regard triste, la tête couronnée, avec une deuxième couronne à ses pieds. Les mains, qui ont été coupées, devaient porter d'autres attributs. Le dais est formé par une couronne mutilée, ornée de perles dans le goût de la Renaissance, qui repose sur quatre volutes festonnées, évoquant la palme du martyre.
- Un grand tableau peint à l'huile sur toile, copie d'après un grand maître, représente le Christ en croix entre la Vierge et saint Jean, avec en plus, Marie-Madeleine qui pleure au pied du crucifix. Des anges voletant dans le ciel, et un autre en bas de la croix, recueillent dans des calices le sang qui coule des plaies de Jésus.
- Un autre grand tableau peint à l'huile sur toile, qui porte une pancarte « Donné par l'État 1877 », est une copie d'après la célèbre Sainte Anne de Léonard de Vinci aujourd'hui au Louvre.
- Le retable en bois taillé, verni de blanc et partiellement doré de la chapelle latérale sud se présente sous la forme d'un édicule baroque, qui renferme au centre le tabernacle : il peut donc également être qualifié de tabernacle à ailerons. Le corps central, au plan d'un demi-hexagone, comporte trois faces, qui sont flanquées de paires de colonnettes corinthiennes aux angles. La superposition de deux colonnettes à chaque emplacement est la particularité de cette œuvre, et se retrouve également près des extrémités des ailes latérales. Les parties inférieures des colonnettes cannelées sont garnies de rinceaux, qui révèlent le style baroque. Les trois faces du corps central et les deux ailes comportent chacune une niche avec une statuette, qui est surmontée d'un fronton triangulaire, d'une guirlande, ou, sur le pan central, de deux enroulements sur lesquels sont assis deux angelots tenant une croix. La statuette de la niche centrale représente le Sacré-Cœur de Jésus-Christ, ce qui révèle le caractère néo-baroque de l'œuvre, à moins que les statuettes ne soient rapportées. Les ailes latérales sont chacun flanquées d'un aileron et surmontées d'un autre aileron. Ceux à gauche et à droite sont particulièrement remarquables, et richement sculptés de feuilles de vigne et de grappes de raisin. Le couronnement du corps central est très élaboré, et se compose d'un soubassement cantonné d'agrafes et garni de bas-reliefs, dont l'un montre la Cène ; d'une balustrade à jour ; d'un étage hexagonal placé en retrait par rapport à la balustrade ; d'un dôme couvert d'écailles ; et d'un petit dais sommital.

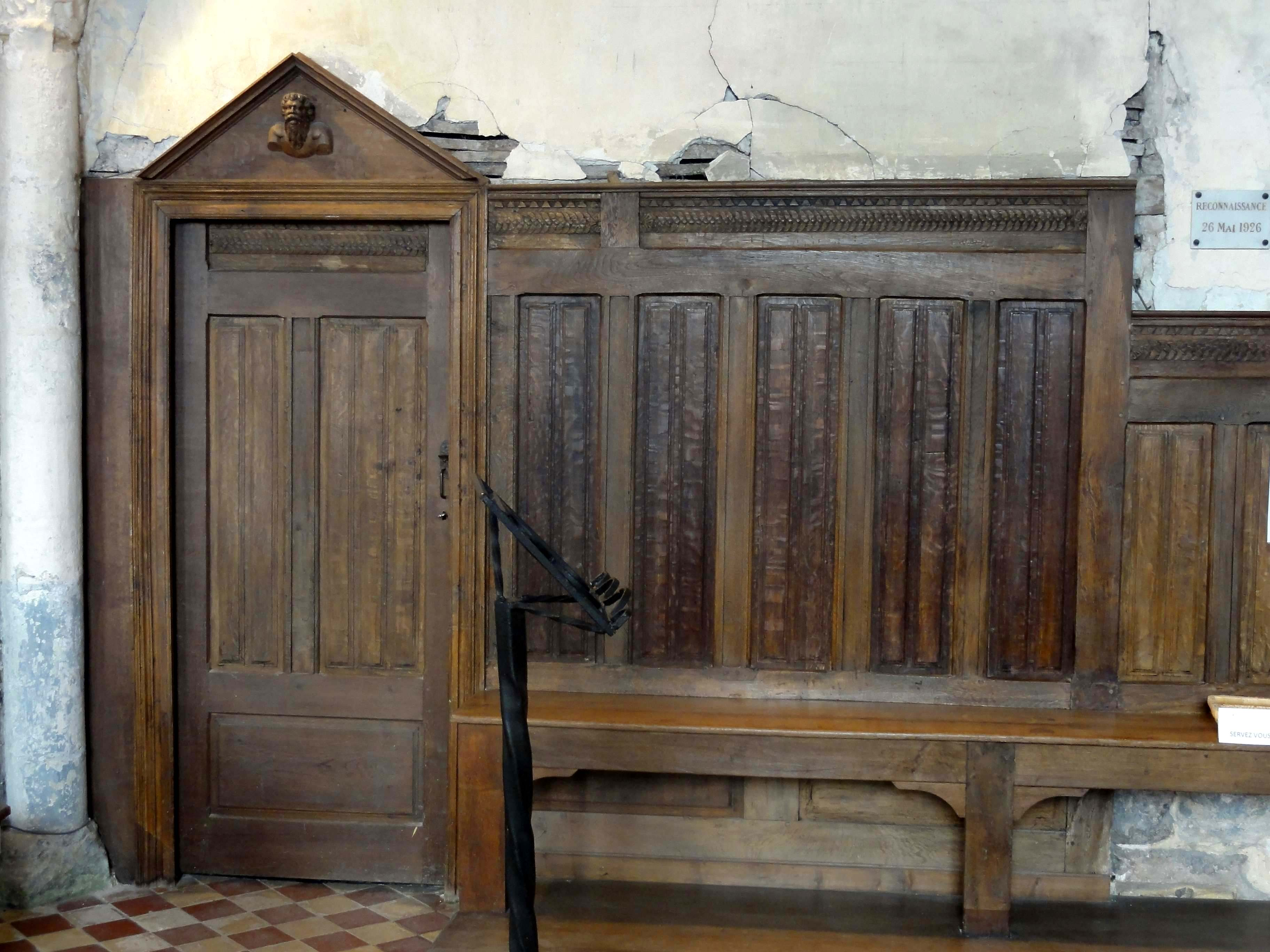
Clôture de sacristie.
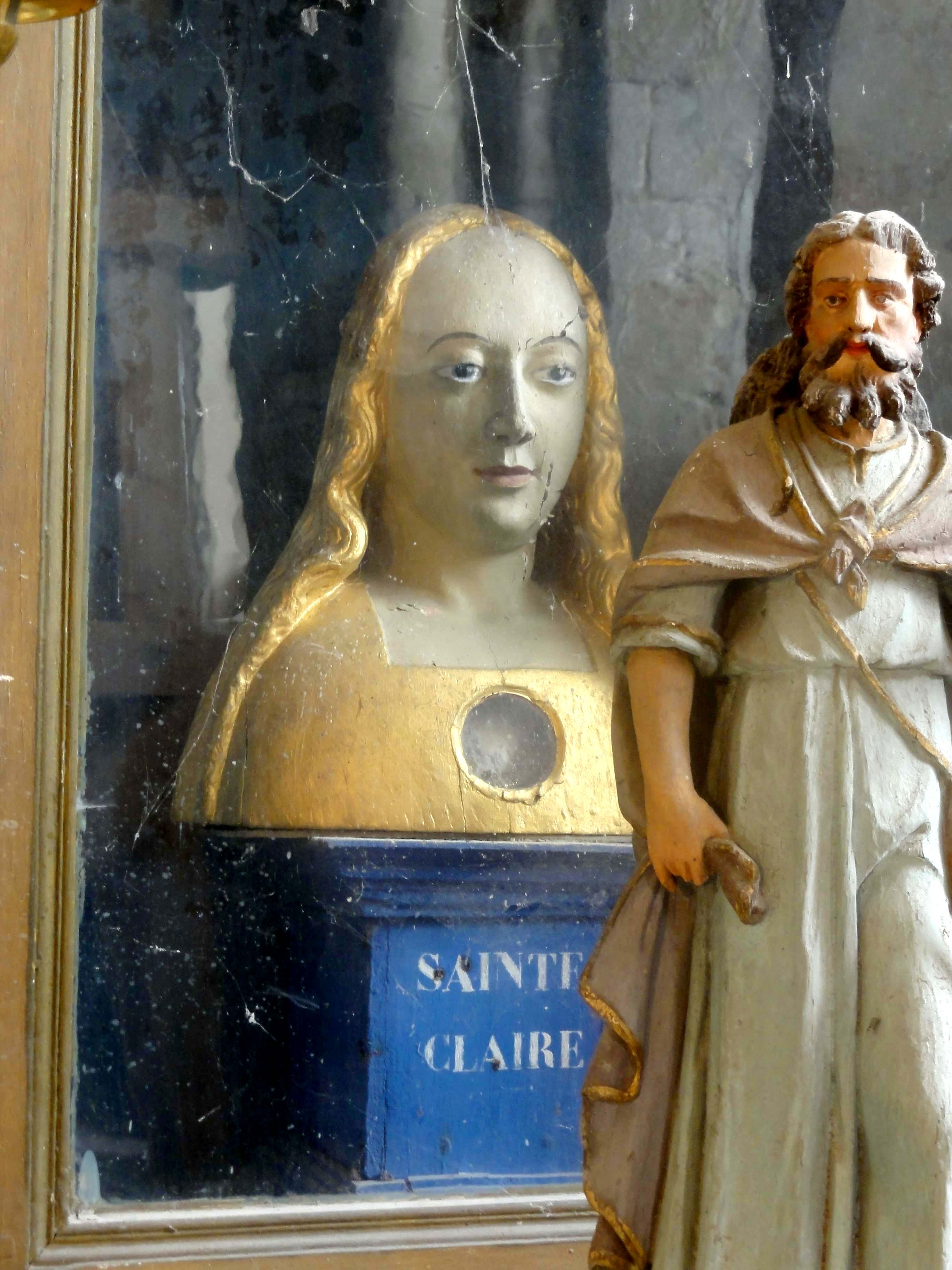
Buste-reliquaire de sainte Claire.
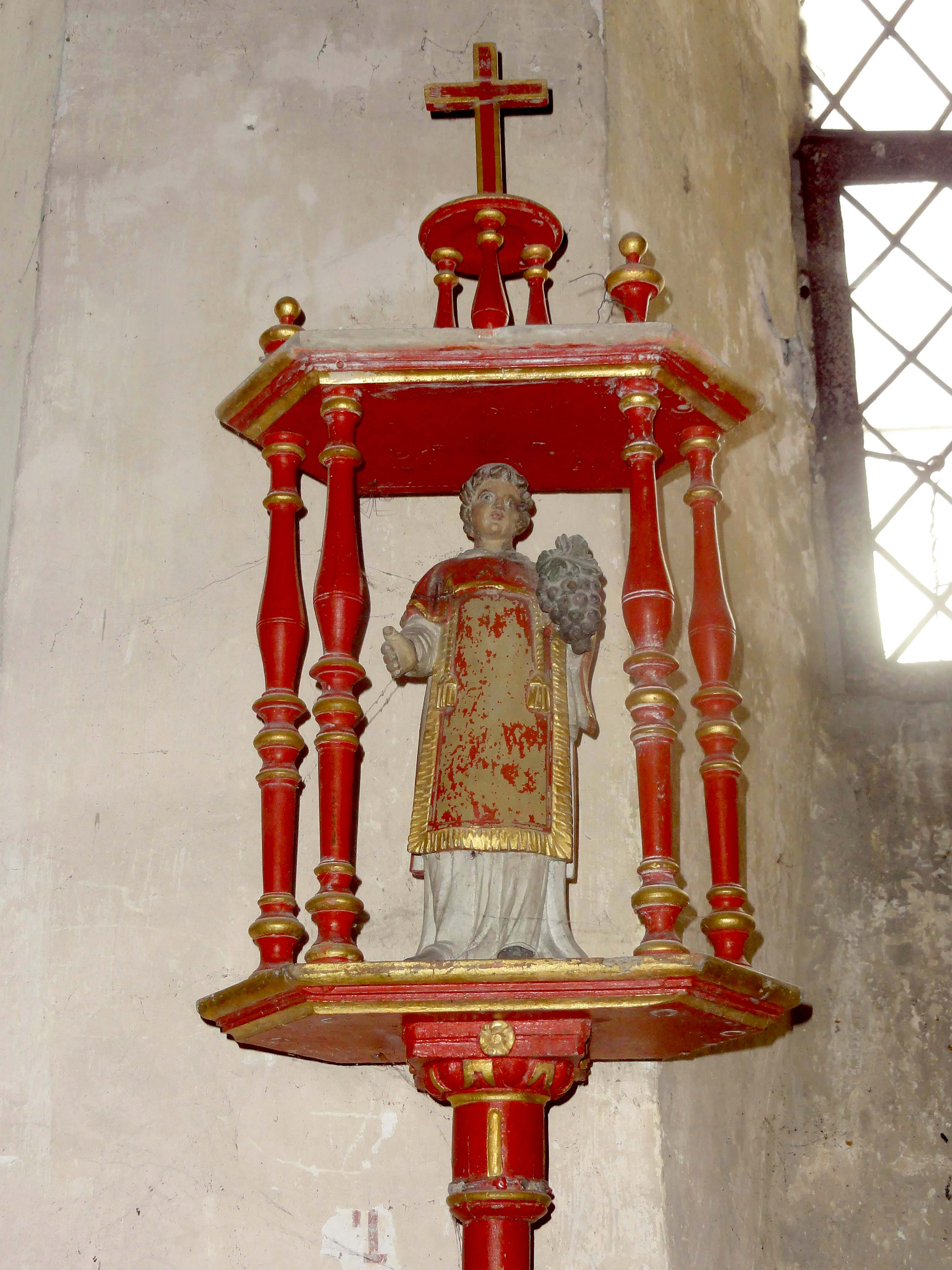
Bâton de confrérie : saint Vincent.
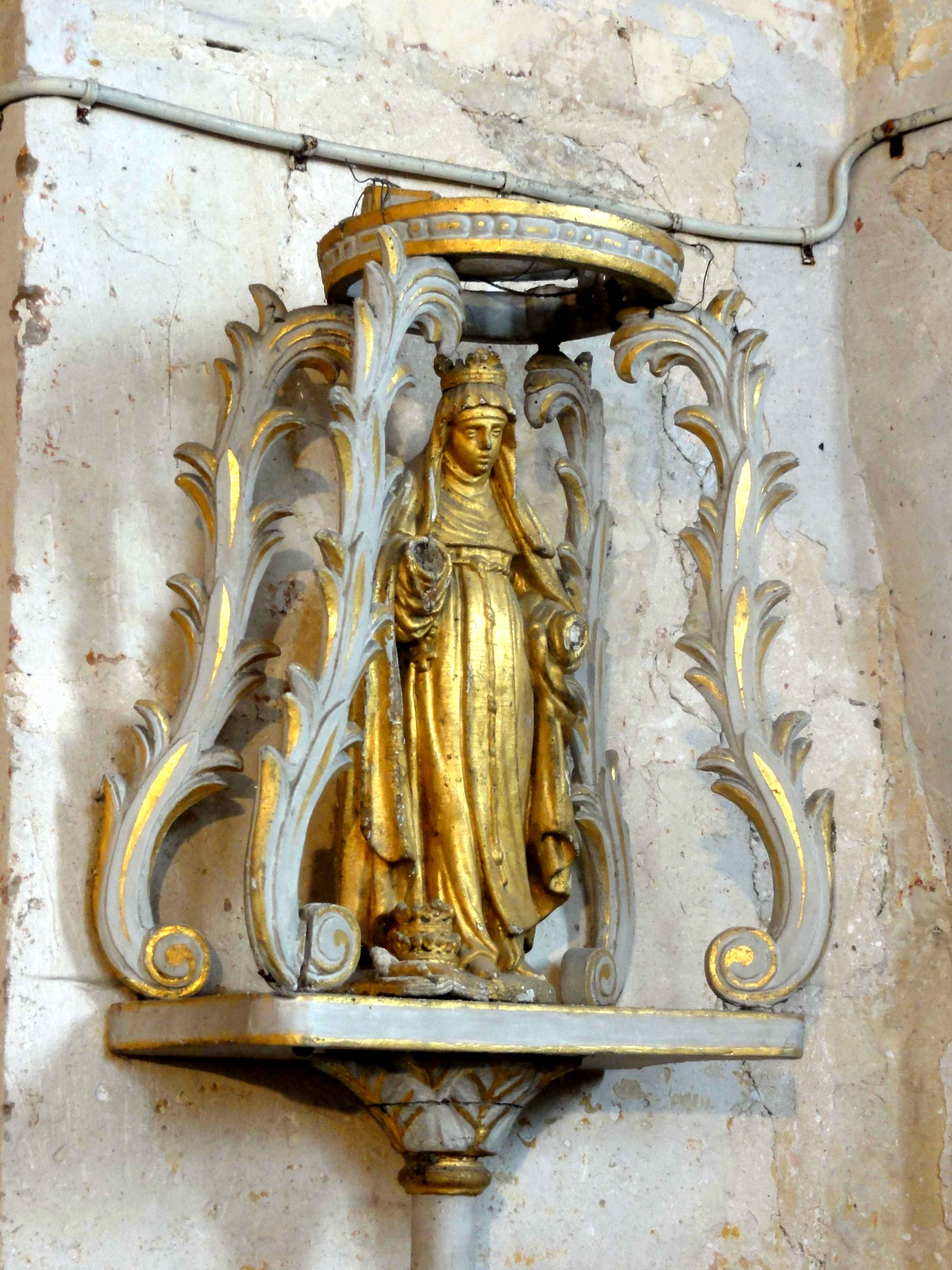
Bâton de confrérie.
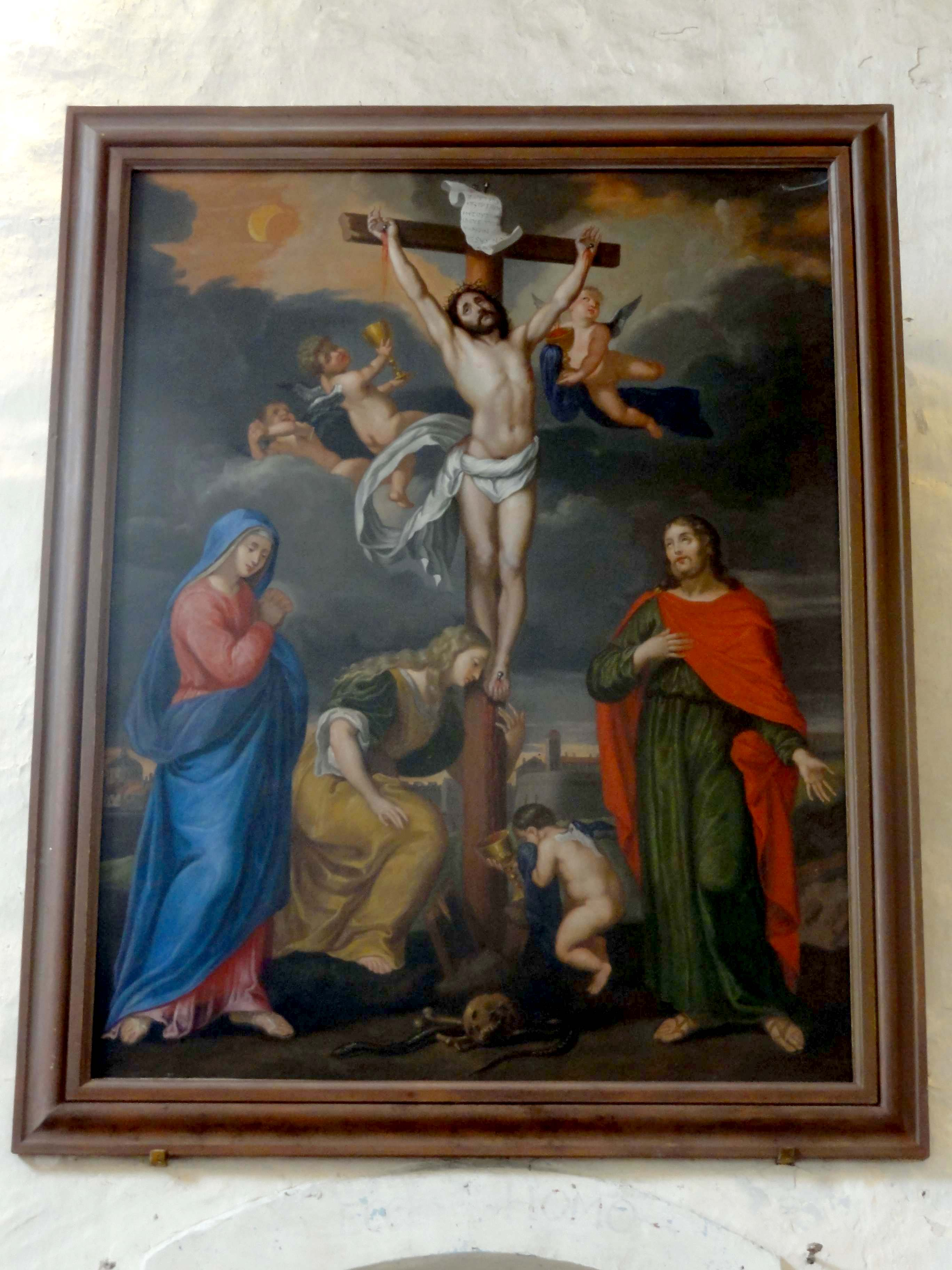
Tableau - Christ en croix.
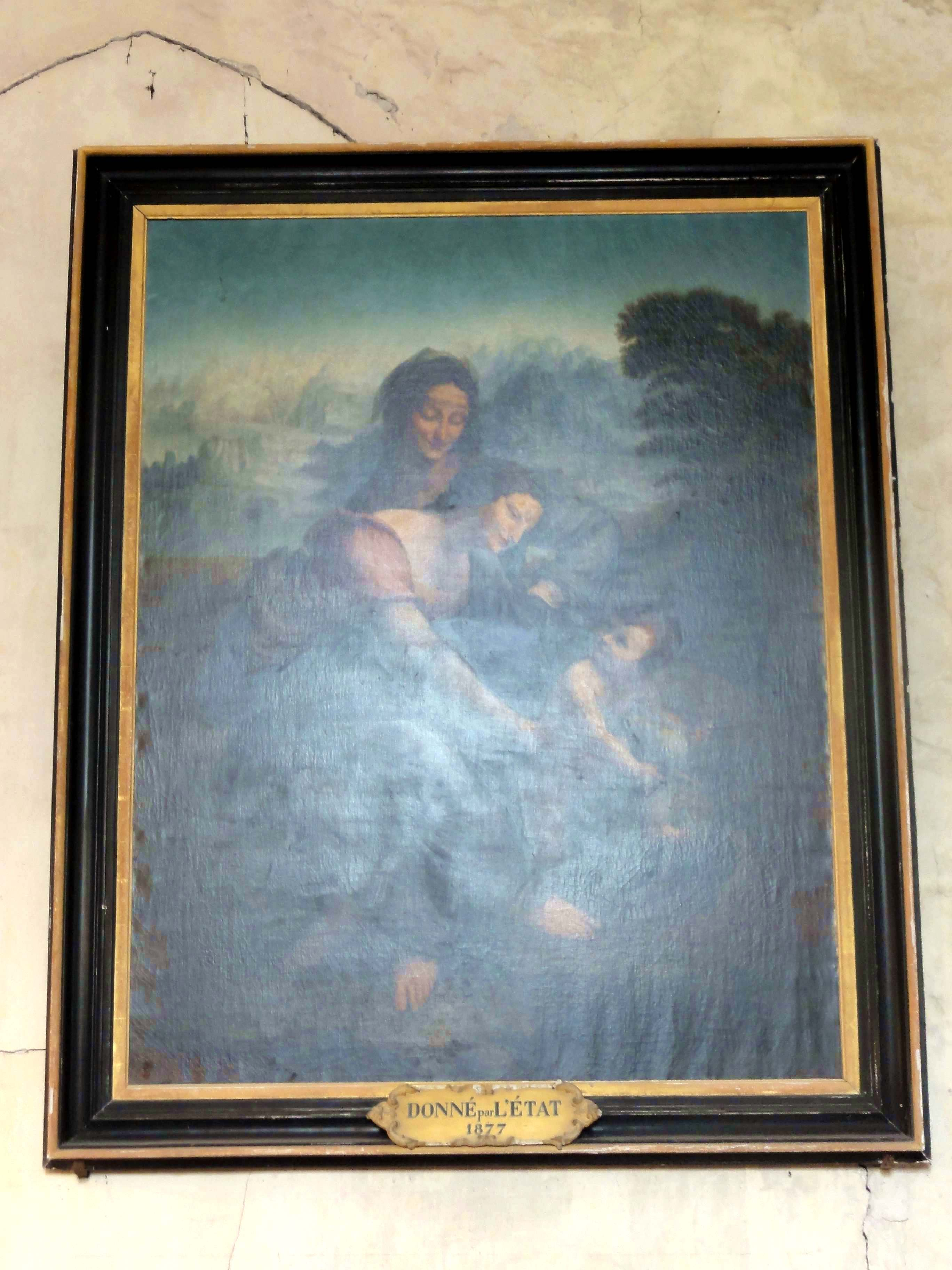
Tableau - l'enfance de Jésus.

### Peintures murales

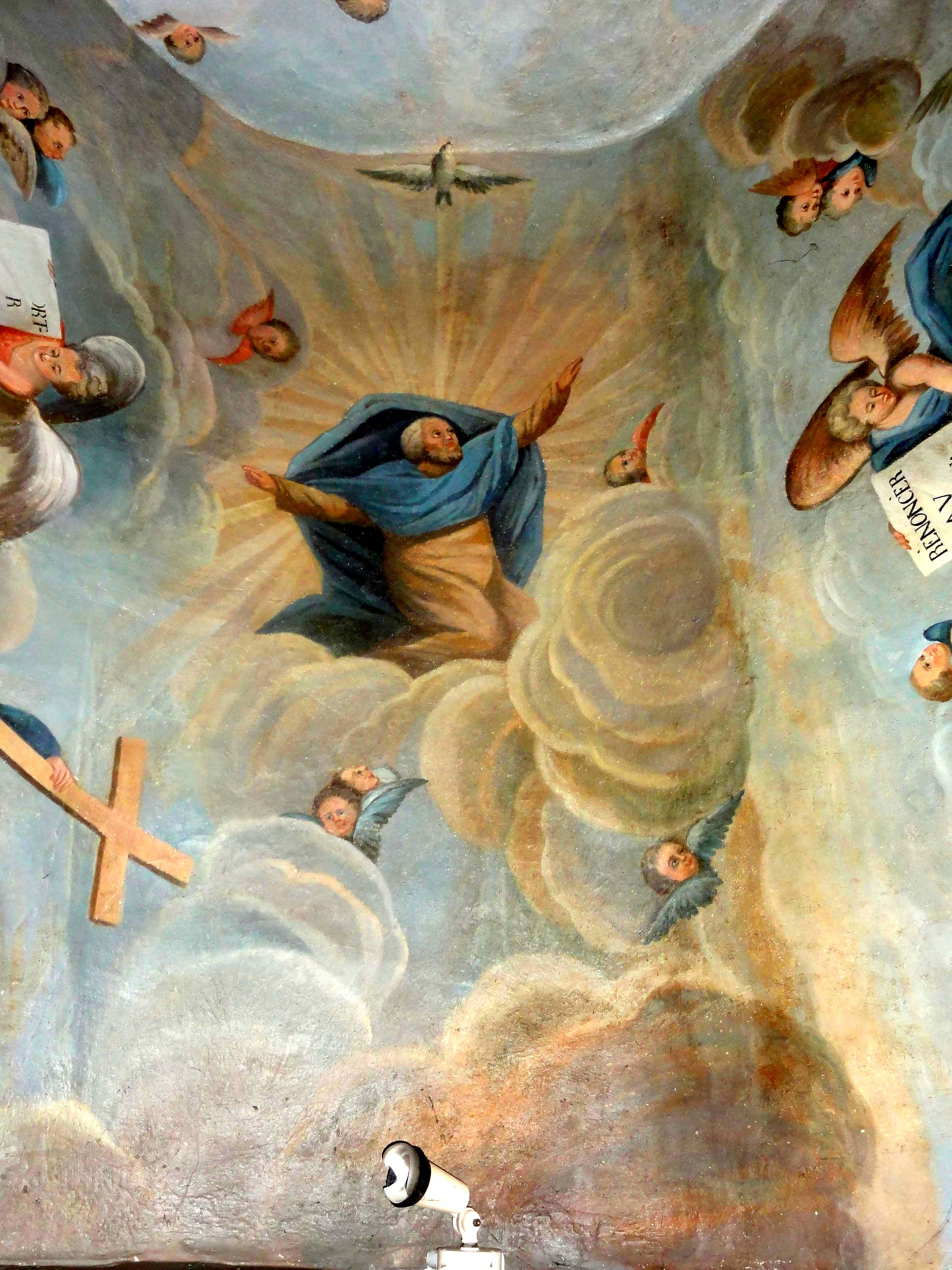
Plafond du baldaquin des fonts baptismaux.

- Dans la première travée du bas-côté, la chapelle des fonts baptismaux est ornée d'un dais ou baldaquin en bois, qui représente la voûte céleste, et est entièrement peint de nuées. Il ne s'agit donc d'une peinture murale que dans le sens que le motif se poursuit dans l'intrados de la grande arcade vers la nef, et que le côté sud du baldaquin est plaqué contre le mur extérieur. Ici, l'on trouve le motif presque systématiquement représenté sur un vitrail ou un tableau près des fonts baptismaux, à savoir le baptême du Christ dans le Jourdain par saint Jean-Baptiste. Un ange tient un linge pour sécher le Sauveur, tandis qu'un autre lui réserve un vêtement. Sous le plafond, Dieu le Père se dégagé d'une nuée, et semble intimer un ordre souligné par un geste des deux bras. La colombe de l'Esprit Saint descend sur Jésus. À l'est, un ange déroule une pancarte, qui conseille de renoncer au démon, à ses pompes, à ses œuvres. En face, à l'ouest, l'inscription était déjà trop effacée pour être restituée lors de la récente restauration. Un deuxième ange y tient un grand crucifix. À de nombreux endroits, des têtes seules ou deux par deux, flanquées d'ailes ou non, ressortent des nuées. Elles symbolisent des âmes. Sous le dais, des fanions affichent les trois vertus théologales, les quatre vertus cardinales et d'autres valeurs : foi, espérance, charité, religion, piété, crainte de Dieu, humilité, chasteté, obéissance, prudence, justice, force, tempérance. Sans être une œuvre remarquable pour le niveau de son art, ce baldaquin peint est intéressant en raison de la rareté de ce type de décoration dans les églises de la région.
- La chaire à prêcher au nord de la nef est pourvu d'un abat-voix plat. Sans doute afin de compenser le manque d'un couronnement, un orbe entre deux palmes est peint sur le mur immédiatement au-dessus de l'abat-voix.
- Le mur qui bouche l'arcade vers l'actuelle sacristie, au nord de la deuxième travée du chœur, arbore une peinture murale représentant saint Pierre, présentant un livre ouvert et tenant une grande clé à l'envers dans sa main gauche.
- Selon un usage répandu, dont l'on voit des témoignages dans les églises de Cambronne-lès-Clermont, Mogneville et Osny, les voûtains de la dernière travée du chœur affichent les symboles du Tétramorphe inscrits dans des médaillons. La moitié de la voûte ayant été gratté, deux médaillons n'existent plus qu'à moitié, et un a totalement disparu. Le seul qui demeure complet représente vraisemblablement l'homme ailé qui accompagne habituellement saint Matthieu.
- Dans les parties orientales, un ancien décor en faux appareil reste visible à plusieurs endroits, dont sous la voûte de la seconde travée du chœur et sur le mur méridional de sa chapelle latérale. Il s'agit de lignes doubles suggérant les joints, et tracées à l'ocre rouge.

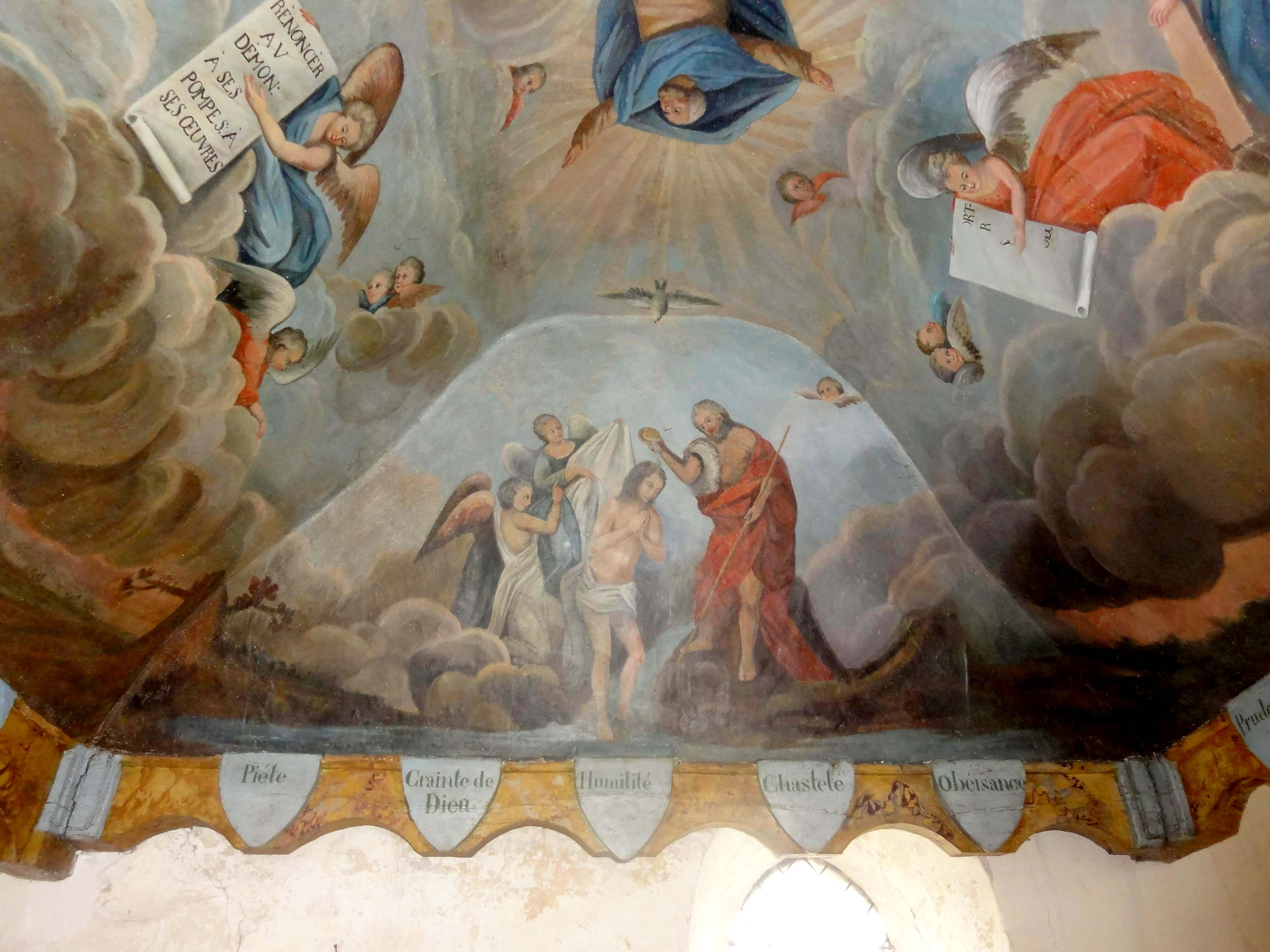
Dais des fonts baptismaux, côté sud.
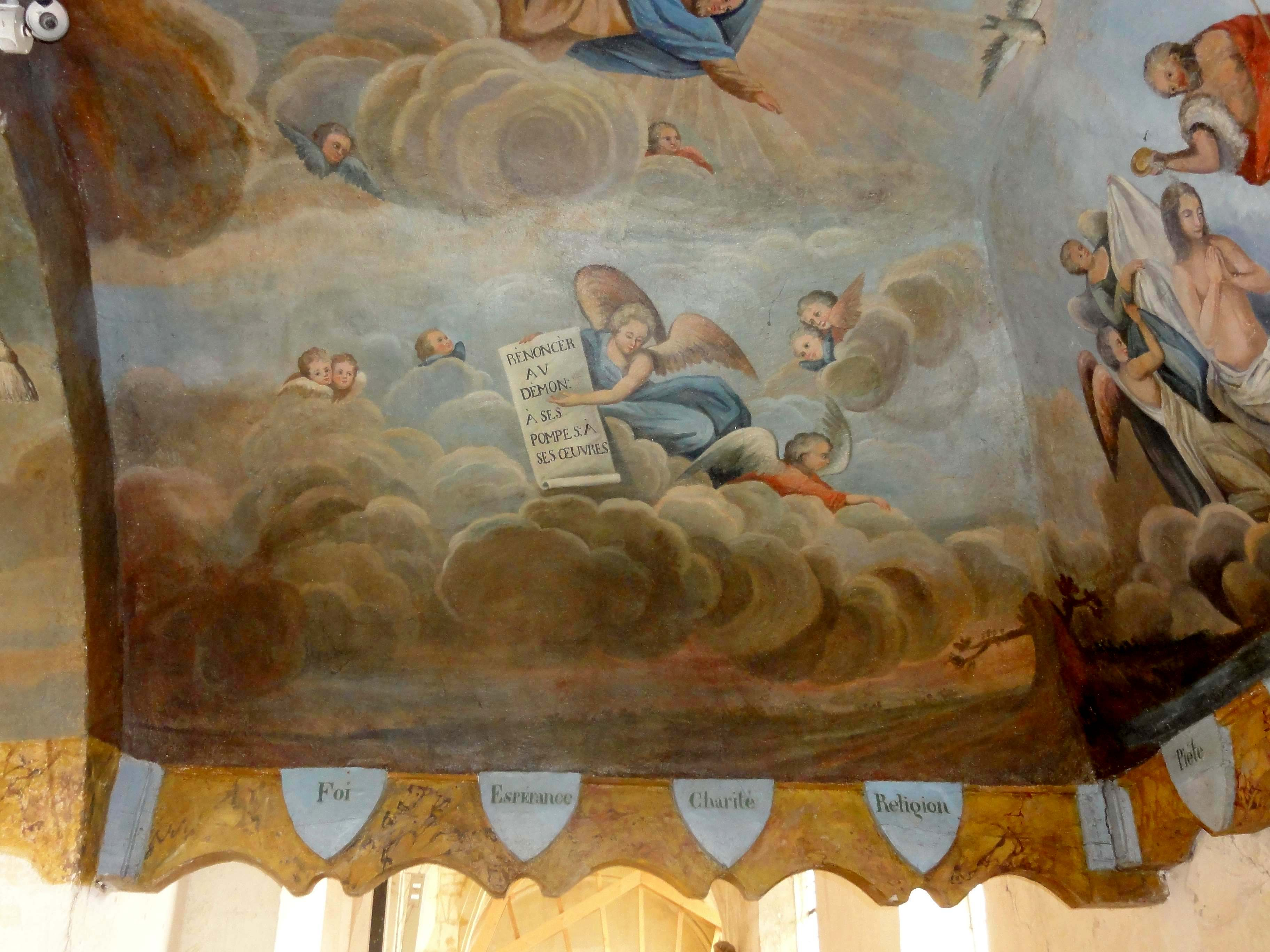
Dais des fonts baptismaux, côté est.
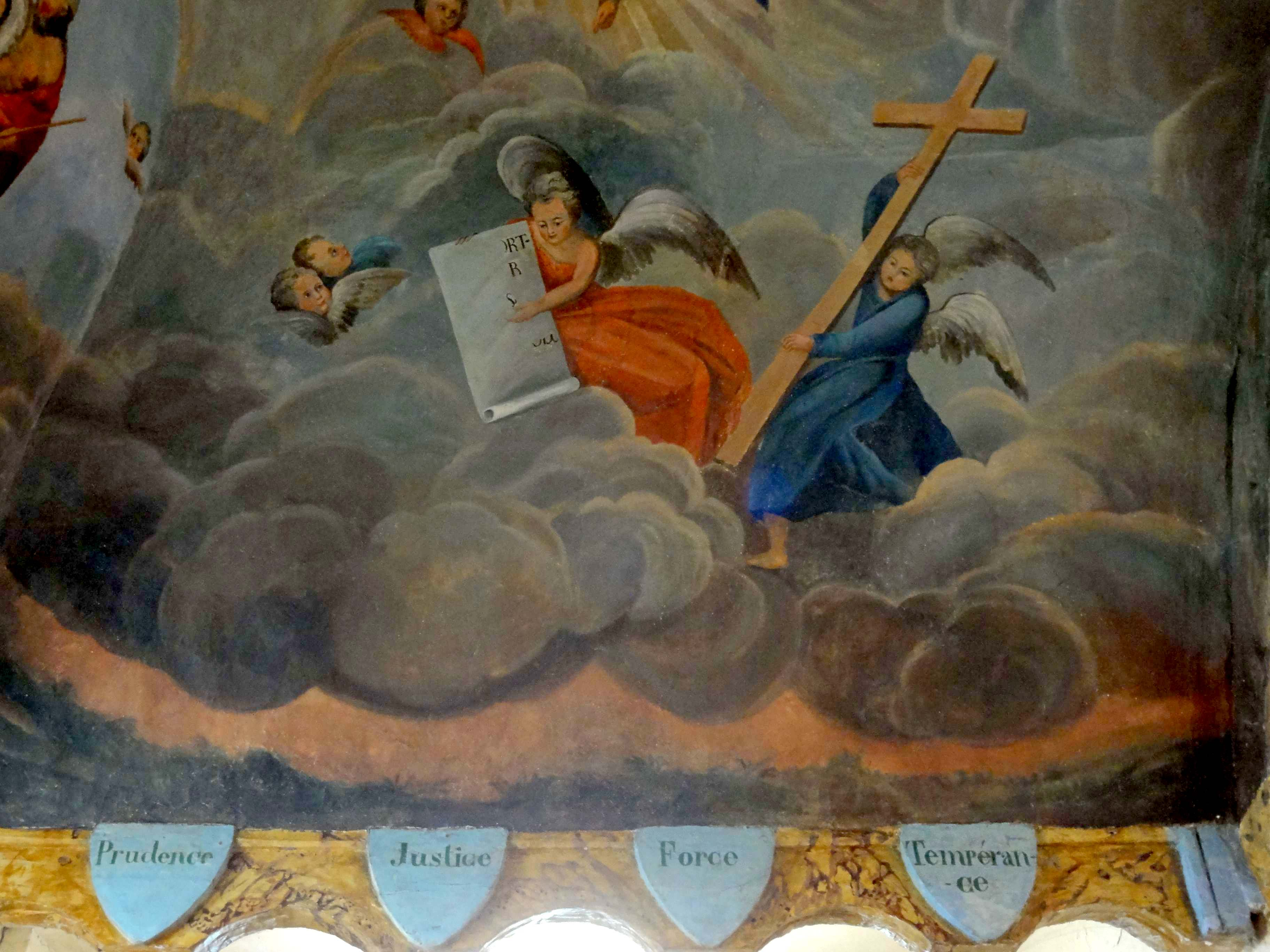
Dais des fonts baptismaux, côté ouest.
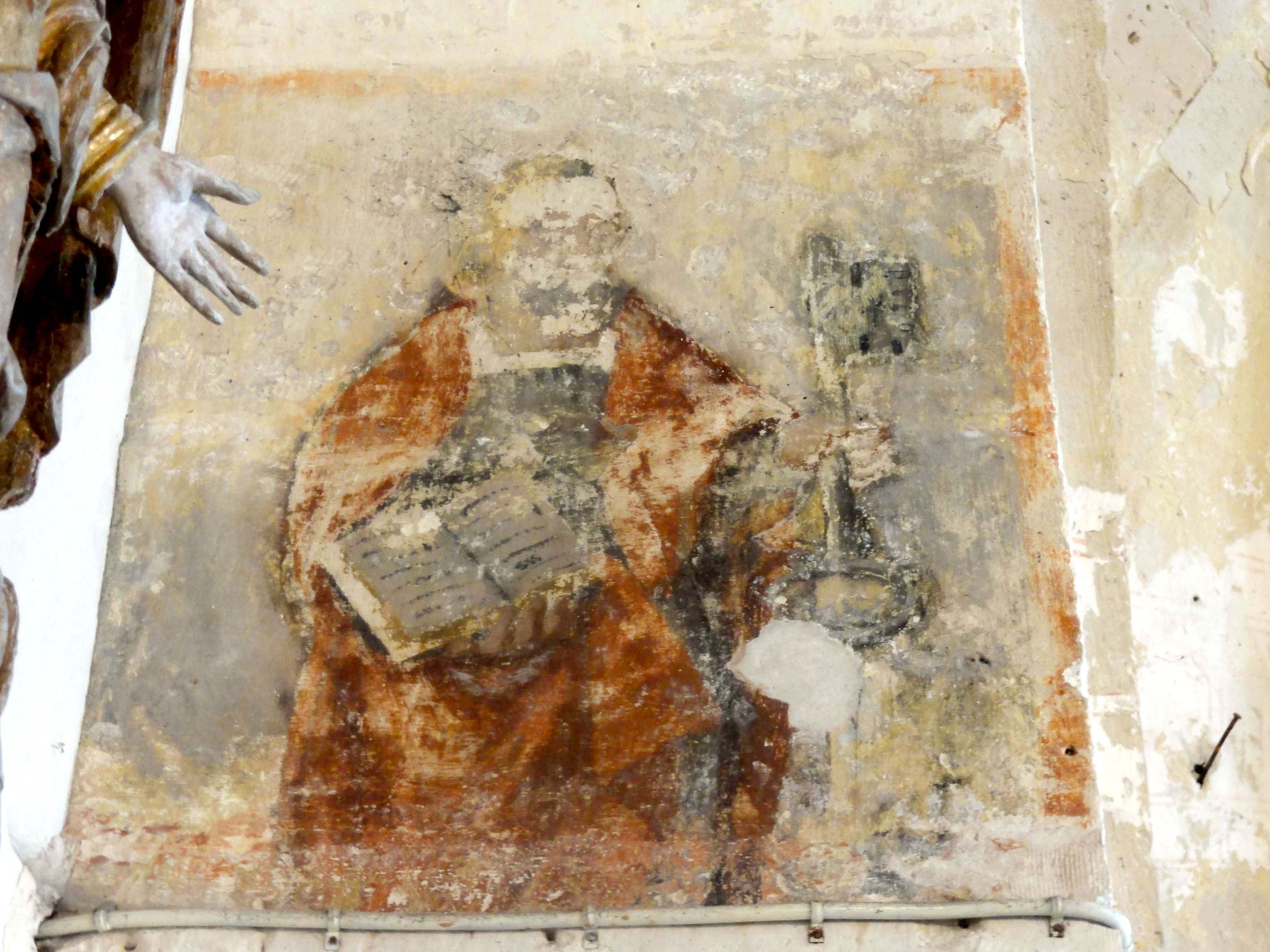
Saint Pierre au nord de la 2e travée du chœur.
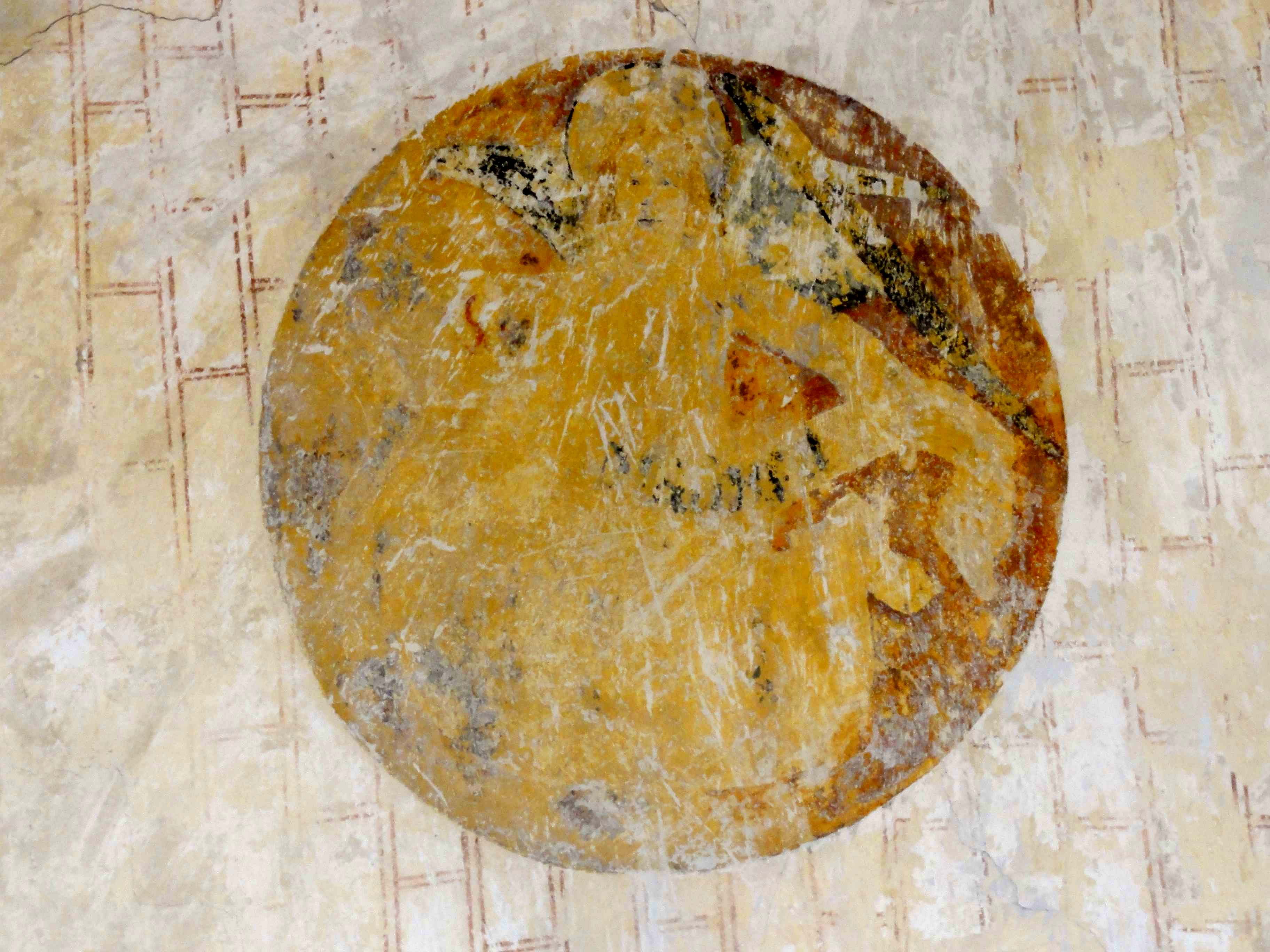
Homme de saint Matthieu sous la voûte.
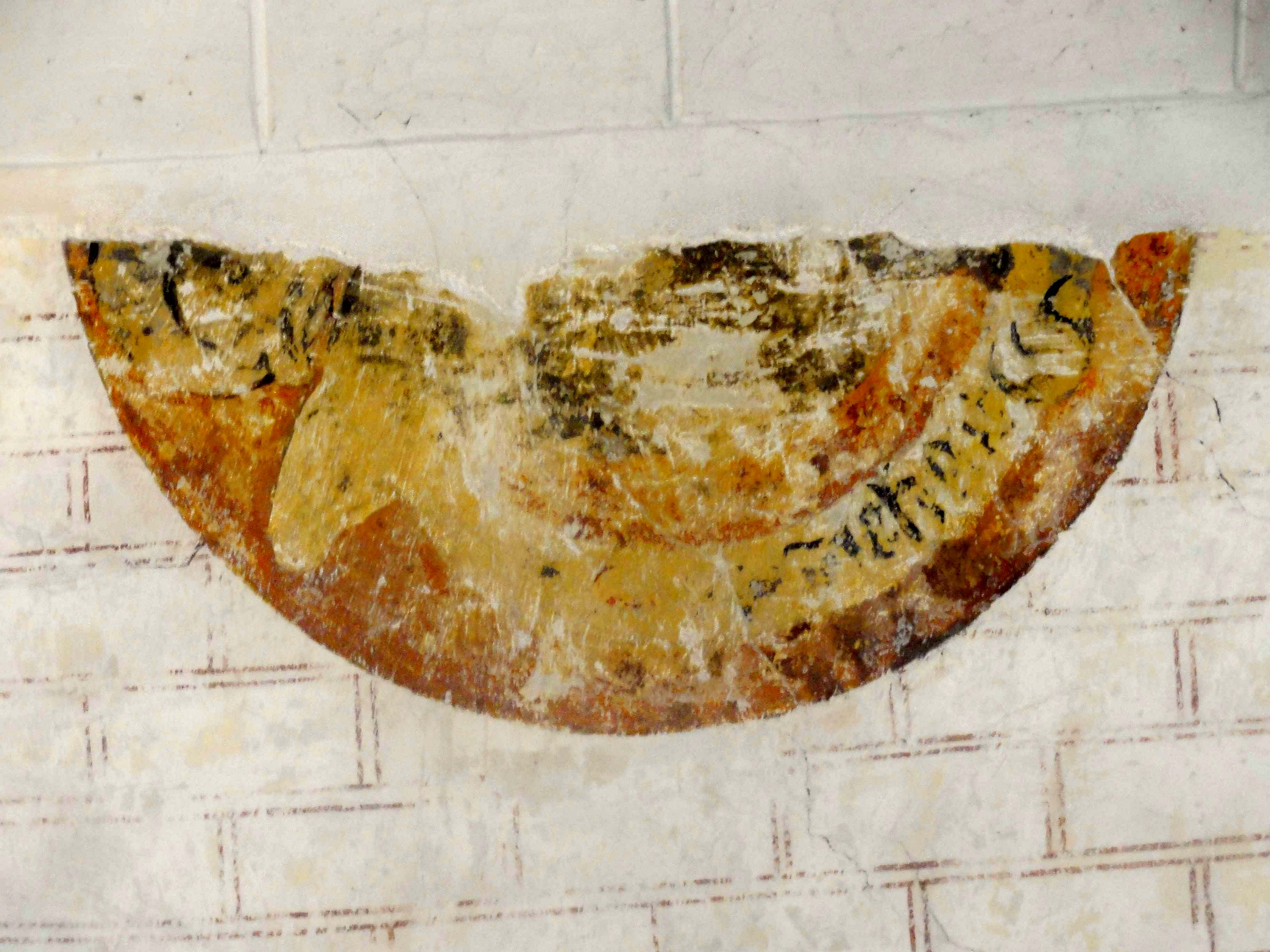
Symbole du tétramorphe incomplet.